# Papa Francesco
Papa Francesco, in latino: Franciscus, in spagnolo: Francisco (nato Jorge Mario Bergoglio, pronuncia italiana: /berˈɡɔʎʎo/; pronuncia spagnola: [βeɾˈɣoɣljo] o  [beɾˈɣoɣljo]; Buenos Aires, 17 dicembre 1936 – Città del Vaticano, 21 aprile 2025), è stato il 266º papa della Chiesa cattolica e vescovo di Roma, 8º sovrano dello Stato della Città del Vaticano, primate d'Italia, oltre agli altri titoli propri del romano pontefice, dal 13 marzo 2013 fino alla morte.
Di cittadinanza argentina, è stato il primo papa proveniente dal continente americano. Apparteneva ai chierici regolari della Compagnia di Gesù (Gesuiti) ed è stato il primo pontefice proveniente da tale ordine religioso.

## Biografia

### Primi anni

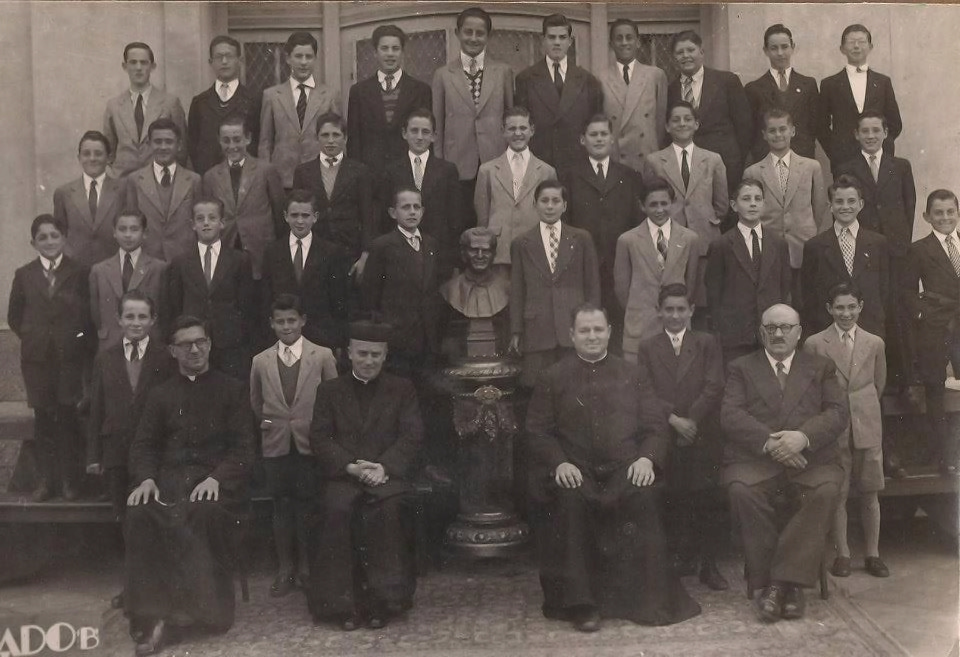
Jorge Mario Bergoglio (quarto da sinistra, terza fila dall'alto) a dodici anni, durante gli studi nel collegio salesiano

Nato nel quartiere di Flores a Buenos Aires il 17 dicembre 1936 da una famiglia di origini piemontesi e liguri e appartenente alla piccola borghesia, è il primogenito di Mario Bergoglio (1908-1961) e di Regina Maria Sivori (1911-1981).
Da parte di padre, il bisnonno Francesco era nativo di Montechiaro d'Asti, mentre il nonno Giovanni Angelo era nato in località Bricco Marmorito di Portacomaro Stazione, frazione di Asti non lontana da Portacomaro, ove è sopravvissuto un ramo della famiglia; la nonna Rosa era originaria di Piana Crixia in provincia di Savona. Da parte materna, il nonno era originario di Santa Giulia di Centaura, frazione collinare di Lavagna in provincia di Genova; la nonna era originaria della frazione Teo di Cabella Ligure, in provincia di Alessandria.
Da giovane ebbe una fidanzata alla quale un giorno si dichiarò dicendo "Se non mi sposo con te, mi farò prete", ma lei non gli rispose mai.
Studiò chimica presso una scuola tecnica argentina e ottenne un diploma di tecnico chimico, si mantenne per un certo periodo facendo le pulizie in una fabbrica di calzini e poi facendo anche il buttafuori in un locale malfamato di Córdoba.
All'età di 17 anni decise di intraprendere la vocazione sacerdotale. A 22 anni entrò nel seminario diocesano di Villa Devoto, un barrio di Buenos Aires allora retto da sacerdoti gesuiti e dopo qualche tempo decise di entrare nella Compagnia di Gesù. Nel 1960 venne inviato in Cile per completare il noviziato. L'anno successivo tornò in Argentina per continuare gli studi umanistici. Studiò filosofia e ottenne la laurea in teologia presso il Colegio Máximo de San Miguel. Imparò anche il francese, l'italiano, il tedesco, l'inglese, il latino e il greco.
Il 13 dicembre 1969 fu ordinato sacerdote dall'arcivescovo di Córdoba monsignor Castellano.
Tra il 1970 e il 1971, continuò la sua formazione in Spagna e il 22 aprile 1973 prese l'impegno solenne e definitivo all'interno dell'Ordine dei Gesuiti. Tornato in Argentina, divenne maestro di novizi, professore di teologia, consultore della provincia dei gesuiti e rettore del Collegio. Il 31 luglio 1973 venne nominato provinciale dei gesuiti dell'Argentina. Dopo sei anni, tra il 1980 e il 1986, tornò a lavorare nel settore universitario come rettore del collegio di San Giuseppe e parroco a San Miguel. Nel 1986 si recò in Germania per completare la sua tesi dottorale, ma poi venne mandato a Buenos Aires e successivamente a Córdoba, dove lavorò come direttore spirituale e confessore.

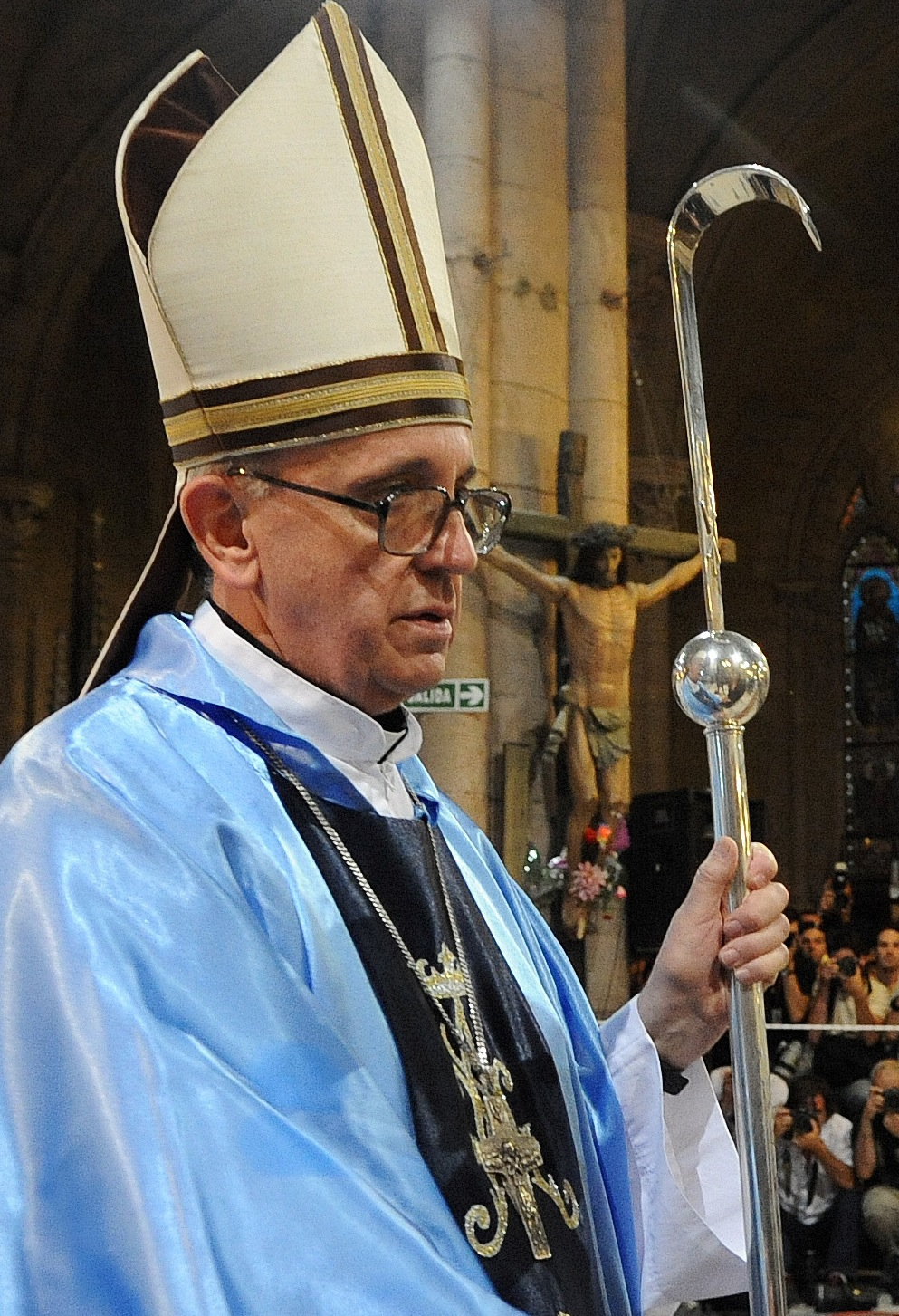
L'arcivescovo Bergoglio nel 2008

### Rapporto con la teologia della liberazione
La teologia della liberazione nacque negli anni '60 come una risposta alla povertà e alle ingiustizie sociali in America Latina. Questa corrente di pensiero cristiano si concentrò sulla liberazione dei poveri e degli oppressi, adottando una visione radicale della giustizia sociale che prevedeva un cambiamento nelle strutture politiche ed economiche. Alcuni esponenti del movimento, come Gustavo Gutiérrez, rifiutavano l'idea di un cristianesimo "spiritualista" e ritenevano che la Chiesa dovesse impegnarsi direttamente contro le ingiustizie, talvolta associandosi con movimenti politici di sinistra.
Il rapporto di Bergoglio con la teologia della liberazione è complesso e articolato, segnato da una posizione inizialmente distaccata e cauta, ma anche da un impegno profondo nel campo sociale e religioso in Argentina, specialmente durante gli anni della dittatura militare.
Nel contesto argentino, Bergoglio, che all'epoca era un giovane sacerdote e successivamente provinciale dei gesuiti, non condivideva molte delle posizioni espresse dai più radicali sostenitori della teologia della liberazione. Assunse quindi una posizione più moderata, sostenendo un impegno per la giustizia sociale, ma senza abbracciare i metodi e le idee rivoluzionarie associate al movimento. Sebbene il suo approccio fosse più sfumato e prudente rispetto a quello di alcuni suoi confratelli, sottolineò l'importanza dell'attenzione ai poveri e agli emarginati, pur rifiutando la violenza come strumento di cambiamento. Uno degli aspetti centrali del suo atteggiamento fu dunque il rifiuto della politicizzazione della religione.
Durante la dittatura militare in Argentina (1976-1983), il regime perseguitò molti dei teologi e dei sacerdoti che si erano avvicinati alla teologia della liberazione. Alcuni membri della Compagnia di Gesù furono coinvolti direttamente in attività politiche, e ciò portò alla repressione del regime. Durante questo periodo, Bergoglio si trovò in una posizione difficile, cercando di proteggere i membri della sua comunità religiosa senza compromettere la sua posizione con il governo militare. Alcuni critici hanno insinuato che il suo impegno per la giustizia sociale fosse più cauto rispetto a quello di altri suoi confratelli gesuiti. È stato un tema di dibattito se Bergoglio fosse stato abbastanza attivo nell'affrontare le violazioni dei diritti umani commesse dal regime. In realtà Bergoglio si impegnò attivamente per proteggere i religiosi perseguitati associati alla teologia della liberazione.
Quando partecipò nel 1979 a Puebla alla terza conferenza generale del Consiglio episcopale latinoamericano, fu tra i principali oppositori di questa corrente.

### Ministero episcopale e cardinalato

Lo stemma cardinalizio

Nel 1992 fu nominato vescovo ausiliare di Buenos Aires e titolare di Auca, nel 1997 arcivescovo coadiutore di Buenos Aires e nel 1998 successe come arcivescovo della stessa arcidiocesi (al cui incarico è tradizionalmente associato anche Il ruolo di Gran Cancelliere dell'Università Cattolica Argentina). Nel 2001 fu nominato cardinale da Papa Giovanni Paolo II. Dal novembre 2005 al novembre 2011 ricoprì la carica di presidente della Conferenza Episcopale Argentina. Successivamente fu membro del Pontificio consiglio per la famiglia e della Pontificia commissione per l'America Latina.
Inoltre, fu membro della Congregazione per il culto divino e la disciplina dei sacramenti, della Congregazione per il clero e della Congregazione per gli istituti di vita consacrata e le società di vita apostolica.
Durante il suo episcopato, adottò uno stile di vita improntato alla semplicità, preferendo spostarsi con i mezzi pubblici e rinunciando alla residenza ufficiale per vivere in un modesto appartamento, dove si preparava da solo i pasti.

#### Lo stemma episcopale
Lo stemma episcopale di Jorge Mario Bergoglio, rifletteva la sua visione spirituale e pastorale, con simboli che richiamavano la sua vita e la sua vocazione:
- Il pallio: simbolo tradizionale dell'arcivescovo metropolita. Il pallio è una fascia di lana bianca con sei croci nere, simbolo della giurisdizione ecclesiastica e della vicinanza del vescovo alla Chiesa universale. Bergoglio lo utilizzava come arcivescovo di Buenos Aires e come metropolita.

- Il sole: rappresenta la luce di Cristo, che guida la vita di ogni cristiano, e può anche essere interpretato come un richiamo alla missione evangelizzatrice. Il sole è posto in cima al suo stemma, ed è un riferimento alla fede cristiana che illumina le tenebre.

- La croce di san Giuseppe: San Giuseppe, patrono della Chiesa universale, è un simbolo di obbedienza, protezione e lavoro, riflettendo l'importanza che Bergoglio attribuiva alla famiglia e al lavoro quotidiano come strumenti di santificazione. La croce si trova al centro dello stemma ed è accompagnata da tre gigli.

- Il giglio: il giglio è un simbolo di purezza e di impegno morale. Nel caso di Bergoglio, esso rappresentava la sua devozione alla purezza spirituale e la sua attenzione alla fedeltà agli insegnamenti cristiani.

- La Devotio Dei et Populi: la parte inferiore dello stemma reca un motto che Bergoglio adottò come arcivescovo, "Miserando atque eligendo", un’espressione latina che può essere tradotta come "Avendo misericordia e scegliendo". Questo motto riflette la sua convinzione centrale che la misericordia di Dio è il fondamento della missione pastorale e che ogni chiamata alla vocazione religiosa deve essere vissuta con una grande compassione per gli altri. Il motto è ispirato dall'episodio evangelico in cui Gesù chiama Matteo, il pubblicano, con misericordia.

Questi simboli si collegano strettamente alla sua visione della Chiesa come una comunità che deve vivere in semplicità, vicinanza al popolo e seguire l’esempio di Cristo e dei santi. L’uso del pallio e dei simboli di San Giuseppe e del sole dimostrano anche il suo impegno per la missione evangelizzatrice e per il servizio agli altri, in particolare ai poveri e ai bisognosi.

### Il conclave del 2005
Il cardinale Bergoglio era considerato uno dei candidati più in vista per l'elezione a pontefice nel conclave del 2005; secondo la ricostruzione del conclave operata dal vaticanista Lucio Brunelli sulla base del supposto diario di un cardinale elettore, Bergoglio sarebbe stato il cardinale più votato dopo Ratzinger. Pur se tradizionalmente il presule aveva sempre rifiutato incarichi di un certo peso nella curia romana, anche i cardinali che votarono per Carlo Maria Martini puntavano sul porporato argentino, che poteva contare sui voti di quasi tutti i cardinali provenienti dall'America Latina.
Al secondo scrutinio i voti per Ratzinger aumentarono rispetto al primo, ma anche Bergoglio ottenne un numero di preferenze non trascurabile: i sostenitori di Bergoglio miravano a fargli ottenere 40 voti. Al terzo scrutinio a Ratzinger mancavano pochissimi voti per essere eletto: diversi cardinali del blocco di Bergoglio, allo scrutinio successivo, diedero a Ratzinger i voti che gli mancavano per l'elezione.

### Sul documento di Aparecida
Nel Documento di Aparecida, redatto in occasione della quinta conferenza generale dell'episcopato latino-americano nel 2007, si afferma al punto 436 che chi compie o sostiene pubblicamente azioni contrarie ai comandamenti della Chiesa – in particolare l’aborto, l’eutanasia e altri gravi atti contro la vita e la famiglia – non dovrebbe accedere alla Comunione; questa responsabilità è particolarmente rilevante per figure pubbliche. Il documento riflette una posizione collegiale dell’episcopato latinoamericano, sebbene sia stato approvato dall'allora cardinale Bergoglio non è un'espressione personale del futuro papa.
Bergoglio criticò aspramente alcuni sacerdoti di Buenos Aires che si erano rifiutati di battezzare i bambini nati da coppie non sposate o figli di madri nubili, perché "allontanano il popolo di Dio dalla salvezza".

## Il pontificato

### Elezione a sommo pontefice

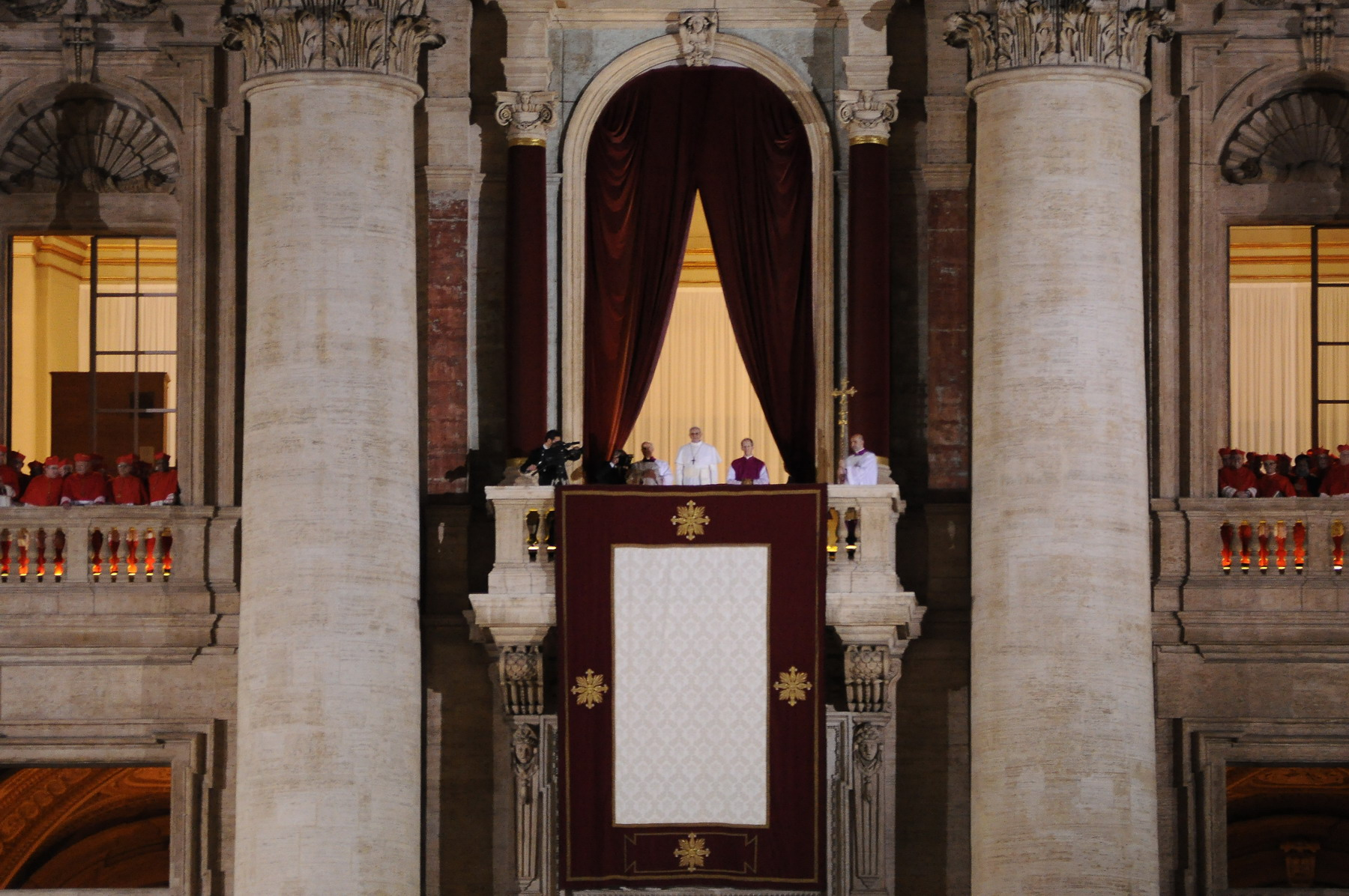
Papa Francesco si affaccia dalla loggia delle benedizioni subito dopo la sua elezione.

Il pontificato di Benedetto XVI fu bruscamente interrotto quando, l'11 febbraio 2013, durante il concistoro per la canonizzazione dei martiri di Otranto, lo stesso papa annunciò le proprie dimissioni, rese poi effettive il 28 febbraio seguente.
Il Conclave iniziò il pomeriggio del 12 marzo. L'elezione avviene la sera del giorno dopo, al quinto scrutinio. Bergoglio assume il nome di Francesco in onore di san Francesco d'Assisi. È il primo gesuita a diventare papa e il primo pontefice proveniente dal continente americano (nonché il primo extraeuropeo dai tempi di Gregorio III).
(Il primo messaggio pubblico di papa Francesco)
Nel suo primo discorso pubblico come papa, dopo aver salutato la folla con un semplice "buonasera", ha chiesto di pregare per Benedetto XVI, recitando insieme a tutti i fedeli la preghiera del Padre nostro, dell'Ave Maria e del Gloria al Padre. In seguito ha ricordato lo stretto legame tra il papa e la Chiesa di Roma, «che presiede nella carità tutte le Chiese», con un riferimento implicito alle parole introduttive della Lettera ai Romani di Ignazio di Antiochia. Ha poi chiesto ai fedeli di pregare anche per lui, sottolineando questo momento chinando il capo e rimanendo in silenzio per qualche istante. Anche in questo caso, si può cogliere un riferimento implicito al rito di ordinazione episcopale descritto dalla Tradizione Apostoica di Ippolito di Roma, risalente all'inizio del III secolo, in cui spicca il richiamo al silenzio e la preghiera del popolo convenuto affinché le Spirito Santo discenda sul vescovo neoeletto.

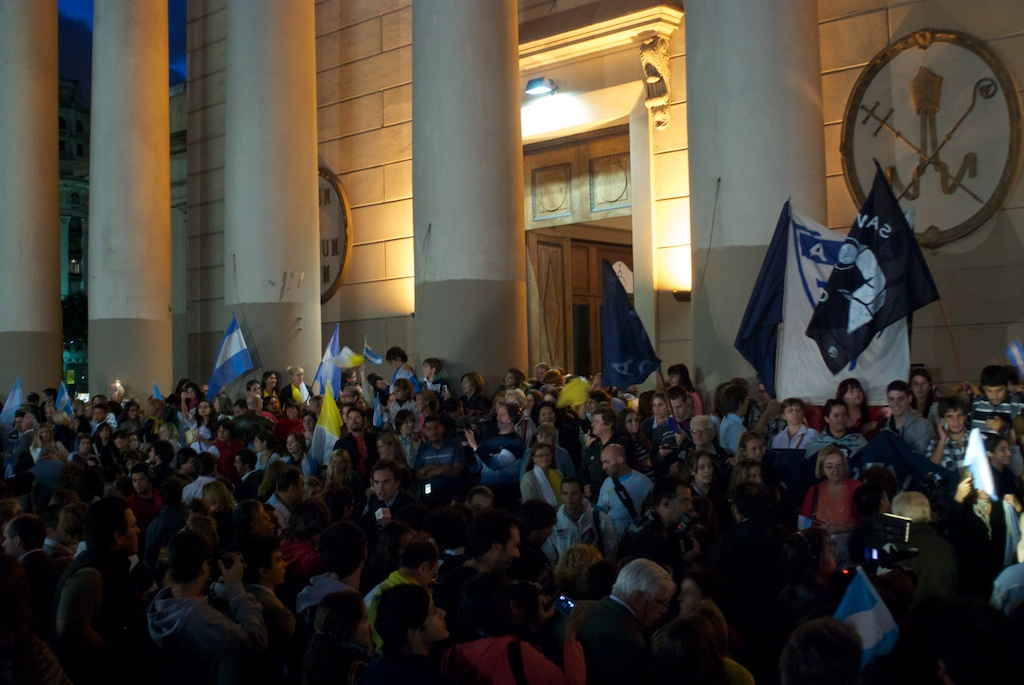
Festeggiamenti per l'elezione di Bergoglio davanti alla Cattedrale metropolitana di Buenos Aires.

Papa Francesco ha impartito poi la benedizione Urbi et Orbi senza l'abito corale e senza le tradizionali scarpe rosse preparate nella sagrestia della Cappella Sistina dal maestro delle celebrazioni liturgiche pontificie Guido Marini e previsti per l'occasione, ma indossando solo l'abito talare bianco, con la croce pettorale in argento che utilizzava prima di essere eletto papa. Solo al momento della benedizione il nuovo pontefice ha indossato la stola, che poi ha subito tolto. Dopodiché, prima di congedarsi, ha nuovamente salutato i fedeli in piazza San Pietro, ringraziandoli per la loro accoglienza.
Il giorno seguente, padre Federico Lombardi, incontrando la stampa accreditata, ha raccontato che il neo-pontefice, subito dopo l'elezione, nel ricevere l'omaggio di tutti i cardinali nella Cappella Sistina, ha preferito stare in piedi piuttosto che utilizzare la poltrona a disposizione, è tornato nella Domus Sanctae Marthae sul pulmino con gli altri cardinali invece di utilizzare l'automobile papale. In seguito si è recato alla Casa del Clero dove aveva soggiornato nei giorni precedenti al Conclave, ha preso i suoi bagagli e ha pagato il conto.
Il pomeriggio del 14 marzo Francesco ha concelebrato insieme ai cardinali elettori la missa pro Ecclesia nella Cappella Sistina. Ha scelto di proclamare l'omelia, improvvisata al momento, dall'ambone invece che ex cathedra.

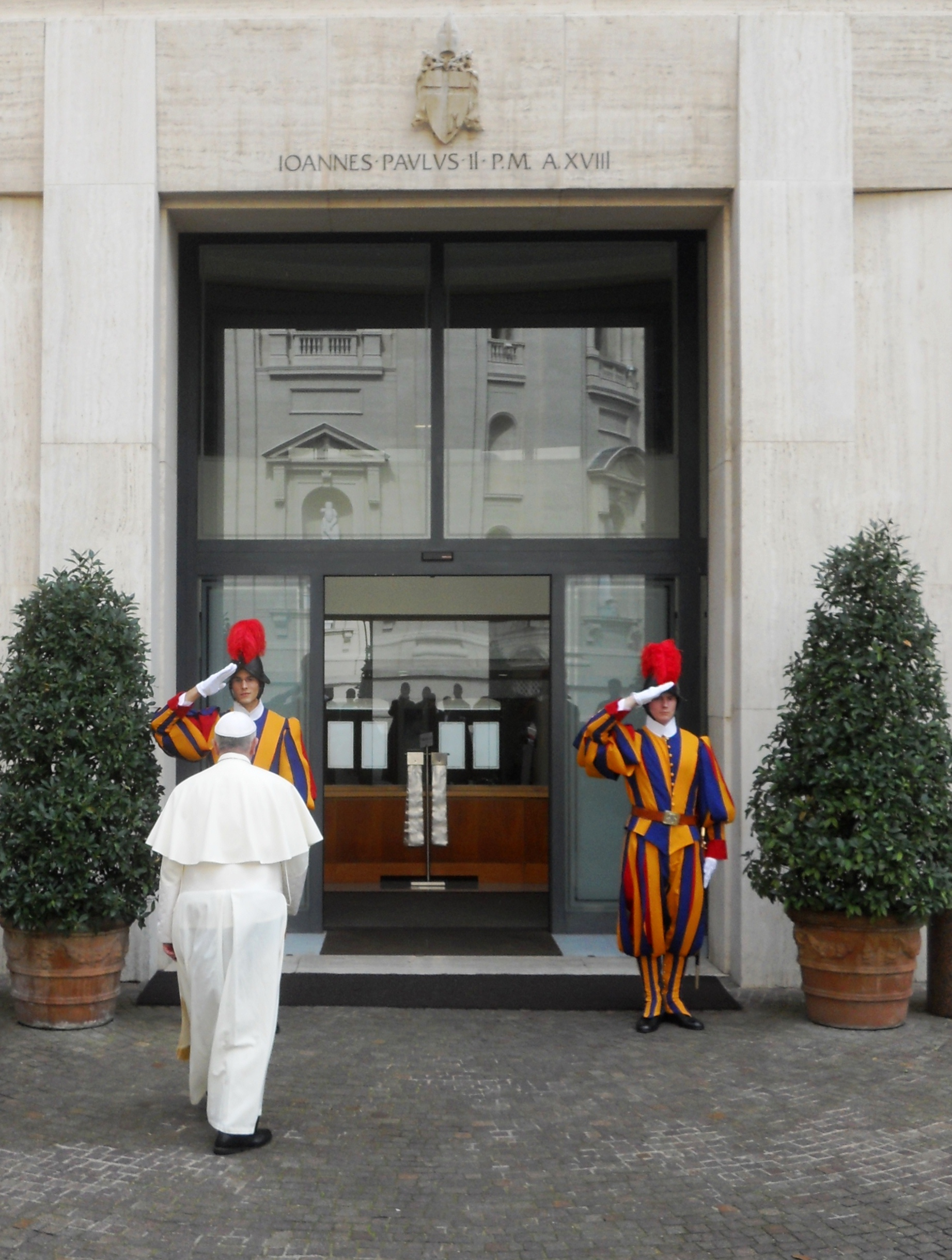
Papa Francesco entra nella Domus Sanctae Marthae

Il Papa ha deciso di risiedere nella Domus Sanctae Marthae anziché nell'appartamento papale del Palazzo Apostolico.

### La scelta del nome papale
Bergoglio è stato il primo pontefice ad assumere il nome di Francesco, scegliendo per la prima volta dopo undici secoli, dai tempi di papa Lando, di adottare un nome mai utilizzato da un predecessore (se si esclude Giovanni Paolo I, il quale unì i nomi dei suoi due immediati predecessori, papa Giovanni XXIII e papa Paolo VI).
Il 16 marzo ha spiegato, in occasione del suo incontro con i giornalisti nell'Aula Paolo VI, le ragioni della scelta del suo nome pontificale:
Il 17 marzo, dopo la preghiera di rito nel suo primo Angelus, ha inoltre precisato che, scegliendo il nome del patrono d'Italia, «rafforza» il suo «legame spirituale» con l'Italia. Si è poi congedato dai pellegrini con la formula «Buona domenica e buon pranzo», che diventerà una costante in occasione dell'Angelus e del Regina Caeli.

### Lo stemma papale
D'azzurro, al disco raggiante e fiammeggiante d'oro caricato delle lettere IHS di rosso, la H sormontata da una croce di rosso; in punta, i tre chiodi della Passione di nero; il canton destro della punta alla stella (8) d'oro; il canton sinistro della punta al fiore di nardo d'oro.
Lo stemma scelto dal Pontefice è lo stesso scelto al momento della sua consacrazione episcopale, fatti salvi i simboli della dignità pontificia, uguali a quelli impiegati nello stemma di papa Benedetto XVI, quali la mitra (al posto della tiara) posta tra due chiavi una d'oro e una d'argento, passate in decusse accollate allo scudo e legate di rosso. Rispetto allo stemma di Benedetto XVI è assente il pallio, mentre è presente, collocato tra le estremità dei cordoni rossi che passano all'interno dei passa-chiave, il motto del Papa (lo stesso usato da vescovo), in forma di scritta su cartiglio; le lame e i passa-chiave delle chiavi hanno inoltre una forma più squadrata.
Lo scudo è azzurro che in araldica simboleggia, a causa della sua relazione con il cielo, tutte le virtù più elevate e, tra quelle spirituali, devozione, fedeltà, castità, giustizia, santità.
La forma dello scudo è di tipo spagnolo o fiammingo costituito da un quadrato cui si aggiunge un semicerchio in basso. Al suo interno sono presenti:
- In alto centralmente (punto d'onore A) l'emblema araldico della Compagnia di Gesù con un disco raggiante e fiammeggiante caricato dalle lettere IHS, il monogramma di Cristo. La lettera H è sormontata da una croce; in punta, i tre chiodi della Passione.
- In basso a sinistra (canton destro della punta[N 3]) si trova una stella a otto punte d'oro che simboleggia la Vergine Maria.
- In basso a destra (canton sinistro della punta) un fiore di nardo d'oro che simboleggia San Giuseppe.[61]

La stella e il nardo erano, nello stemma episcopale, d'argento, poi mutato in oro in ottemperanza alle regole d'araldica. La scelta di questi simboli è stata motivata dalla volontà del pontefice di manifestare la propria devozione alla Vergine Maria e a San Giuseppe.
Lo stemma del Papa è stato leggermente variato il 26 marzo 2013: la stella, originariamente a cinque punte, è diventata a otto, la grafica del fiore di nardo è stata migliorata, il motto del Papa è stato inserito nel cartiglio.

### Il motto
Il motto di Papa Francesco deriva da un passo dell'Omelia 21 (CCL 122, 149-151) del venerabile Beda, pronunciata in occasione della festa di San Matteo. Questa omelia, dedicata alla Divina Misericordia, viene letta durante la Liturgia delle ore nella festa di San Matteo e riveste un significato particolare nella vita e spiritualità del Papa. Infatti, durante la festa del 1953, il diciassettenne Jorge Bergoglio sperimentò in modo straordinario la presenza amorevole di Dio. Dopo una confessione, avvertì nel suo cuore un tocco profondo e intese la discesa della Misericordia divina, che, con uno sguardo di tenero amore, lo chiamò a dedicarsi alla vita religiosa, seguendo l’esempio di Sant'Ignazio di Loyola. Quando Bergoglio fu ordinato vescovo, egli scelse come motto e guida del suo cammino spirituale le parole di San Beda: miserando atque eligendo, un ricordo di quell'evento che segnò l'inizio della sua piena consacrazione a Dio nella Sua Chiesa. Questo motto fu mantenuto anche nel suo stemma papale.
(Beda il Venerabile, Homelie, traduzione dalle Omelie (Om. 21; CCL 122, 149-151))

### L'anello del pescatore
Per il suo anello del pescatore, papa Francesco ha scelto, fra i bozzetti disegnati dall'artista Enrico Manfrini per Paolo VI, il simbolo di Pietro con le chiavi, il simbolo, cioè, del potere di amministrare la misericordia divina. L'anello è stato realizzato in argento dorato.
Il Papa indossava l'anello del pescatore solamente durante le celebrazioni papali più importanti. Nelle altre occasioni, come gli Angelus, le udienze o le celebrazioni minori, indossava l'anello vescovile in argento.

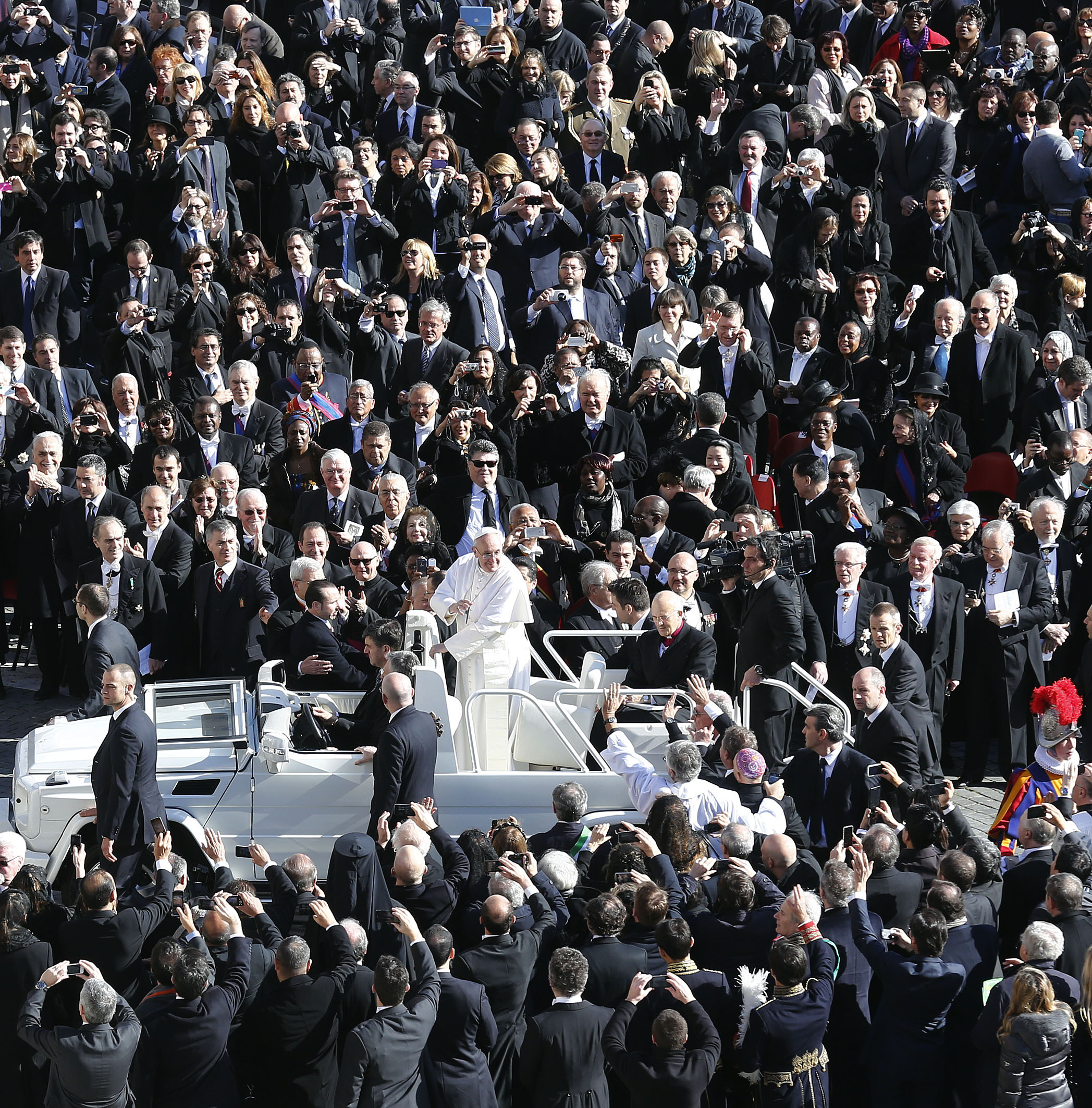
Papa Francesco a bordo della papamobile tra i fedeli a piazza San Pietro

### La messa inaugurale del ministero petrino

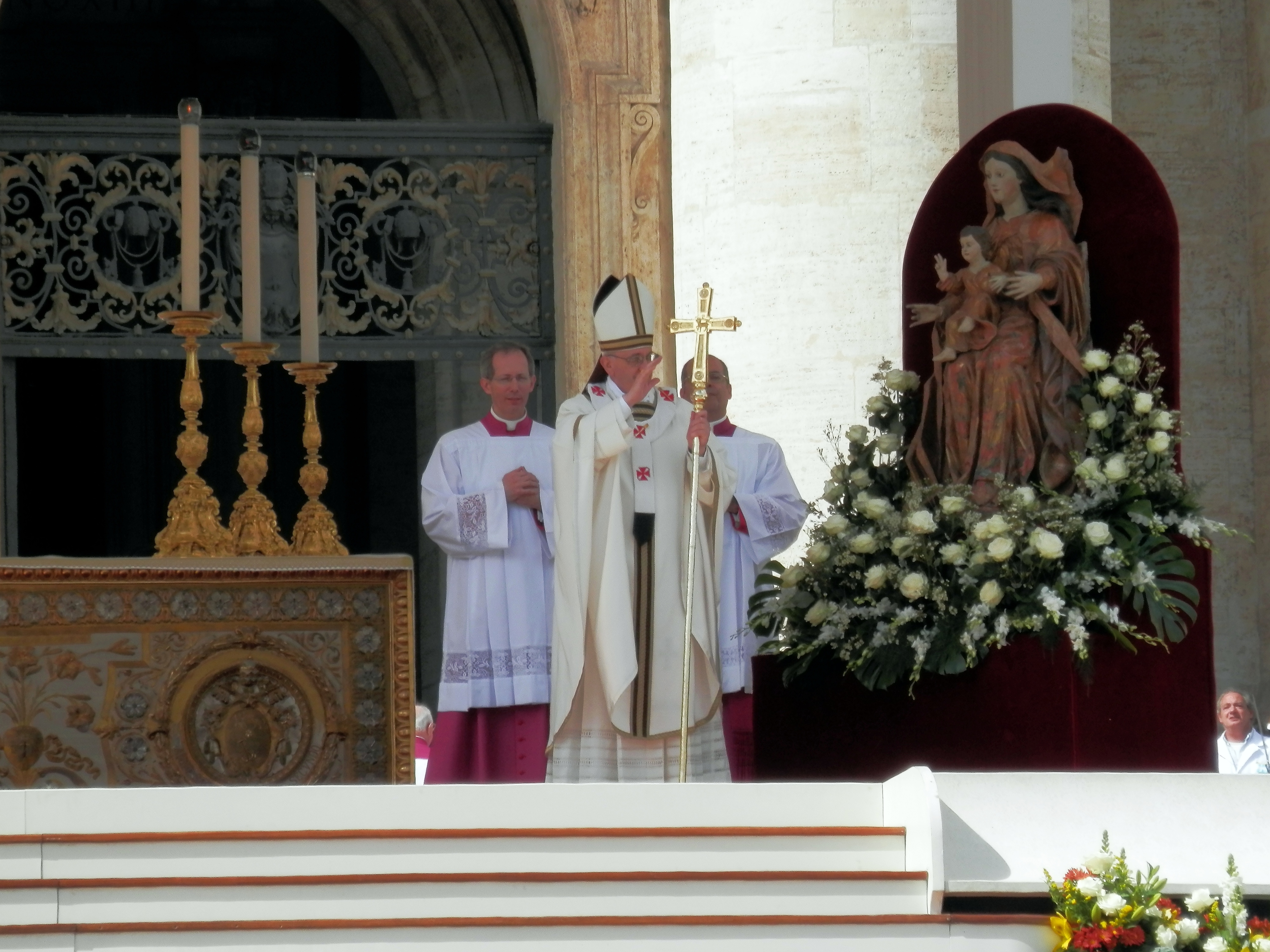
La messa inaugurale del ministero petrino di papa Francesco

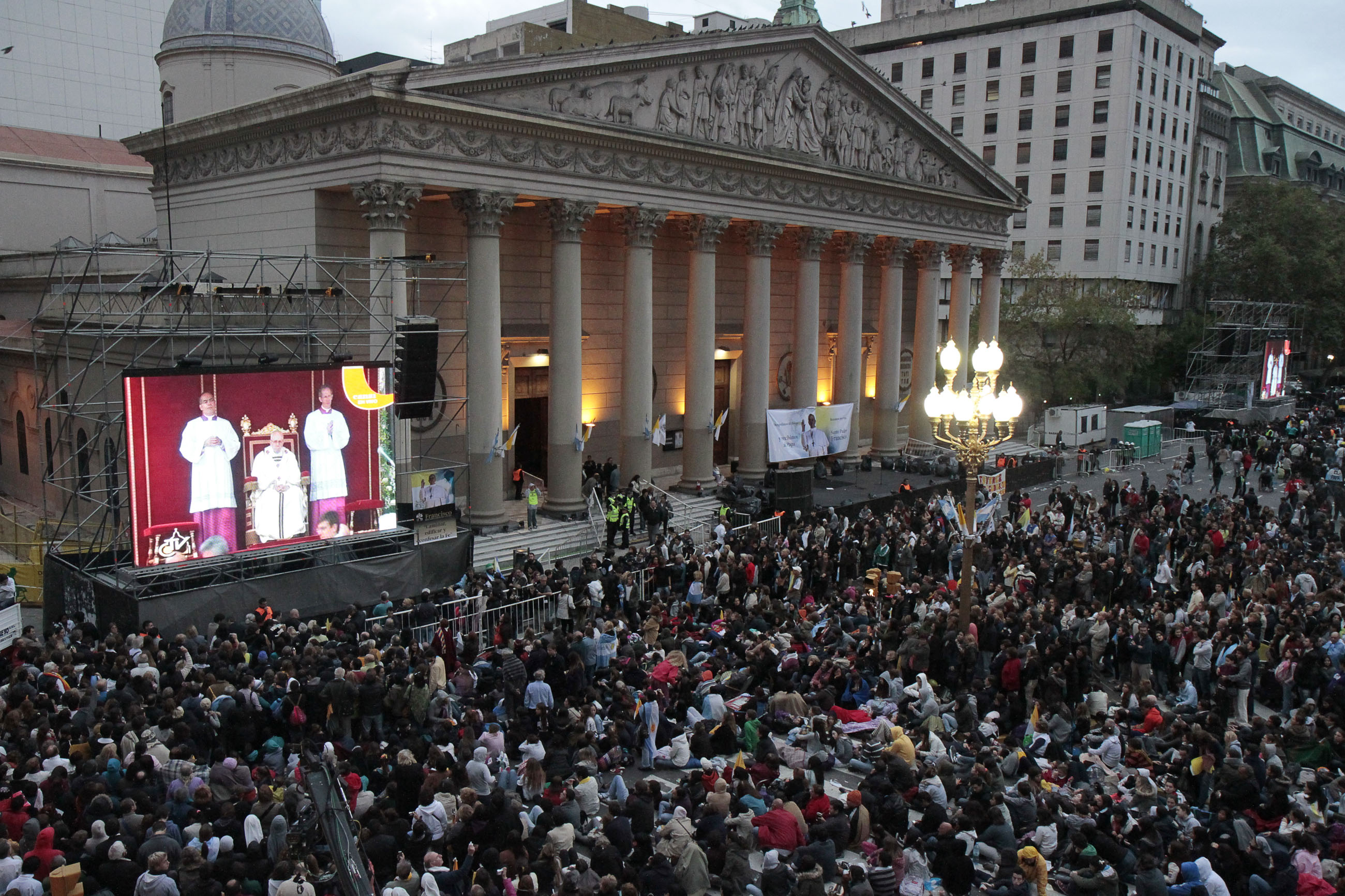
Fedeli argentini seguono da Plaza de Mayo la celebrazione

La messa inaugurale del ministero petrino si è tenuta il 19 marzo sul sagrato della basilica di San Pietro, in presenza di oltre 130 delegazioni estere ufficiali. All'inizio della celebrazione il Papa ha ricevuto l'anello piscatorio dalle mani del cardinale decano Angelo Sodano, mentre il cardinale protodiacono Jean-Louis Tauran gli ha imposto il sacro pallio, già indossato da papa Benedetto XVI.
Papa Francesco ha aperto l'omelia della messa d'inizio del suo pontificato rendendo onore al suo predecessore, Benedetto XVI. Ha poi parlato dell'importanza della custodia e della tenerezza. Alla fine dell'omelia il Papa ha pregato affinché lo Spirito Santo accompagni il suo cammino e ha chiesto ai fedeli di pregare per lui.

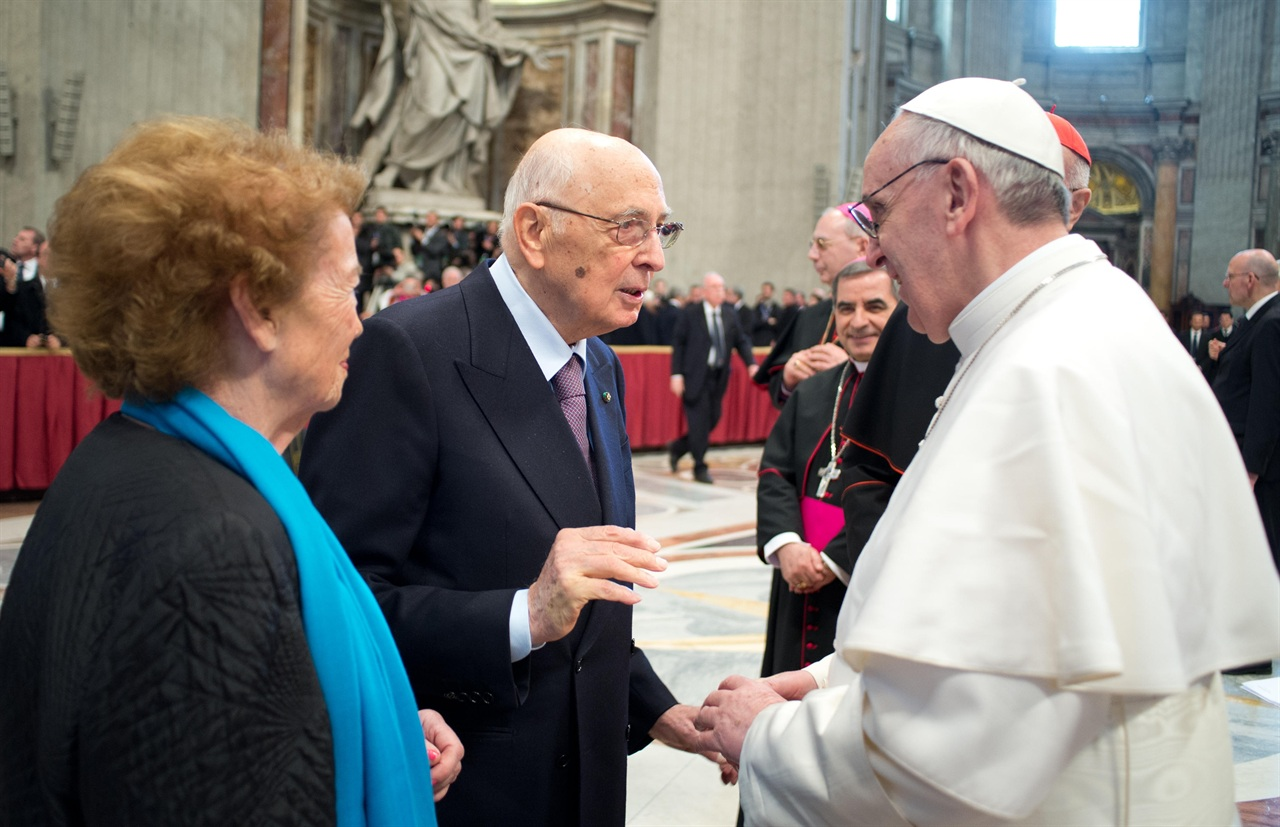
Giorgio Napolitano e la signora Clio incontrano papa Francesco nella Basilica vaticana al termine della celebrazione eucaristica per l'inizio del Ministero Petrino del vescovo di Roma

Prima della cerimonia Francesco ha attraversato con la papamobile piazza San Pietro, gremita di oltre 200 000 persone. Mentre girava tra i vari settori della piazza, ha fatto fermare la vettura ed è sceso per baciare sulla fronte un disabile e accarezzare alcuni bambini.
(Omelia di papa Francesco)

### La presa di possesso della Cattedra romana
Il 7 aprile, nella basilica di San Giovanni in Laterano si è tenuta la messa di insediamento sulla cathedra romana quale vescovo di Roma. Durante l'omelia il Papa ha ripreso il tema della tenerezza e della misericordia («Lasciamoci avvolgere dalla misericordia di Dio, confidiamo nella sua pazienza che sempre ci dà tempo; [...] Sentiremo la sua tenerezza, tanto bella, sentiremo il suo abbraccio e saremo anche noi più capaci di misericordia, di pazienza, di perdono, di amore.») e ha citato uno dei maestri di Joseph Ratzinger, il teologo tedesco Romano Guardini, «[...] che diceva che Dio risponde alla nostra debolezza con la sua pazienza».
In segno di continuità con il magistero di papa Giovanni Paolo II, nella giornata dedicata alla divina misericordia da lui istituita, papa Francesco ha voluto utilizzare la ferula argentea, introdotta per la prima volta da Paolo VI e realizzata da Lello Scorzelli, adoperata durante il pontificato del papa polacco e nei primi anni del pontificato di Joseph Ratzinger, invece della ferula propria di Benedetto XVI, usata nelle precedenti celebrazioni (e, in seguito, alternativamente a quella di Paolo VI). Il pontefice ha, inoltre, presieduto alla cerimonia d'intitolazione di una porzione di piazza San Giovanni in Laterano a san Giovanni Paolo II.

### Il rapporto con il papa emerito

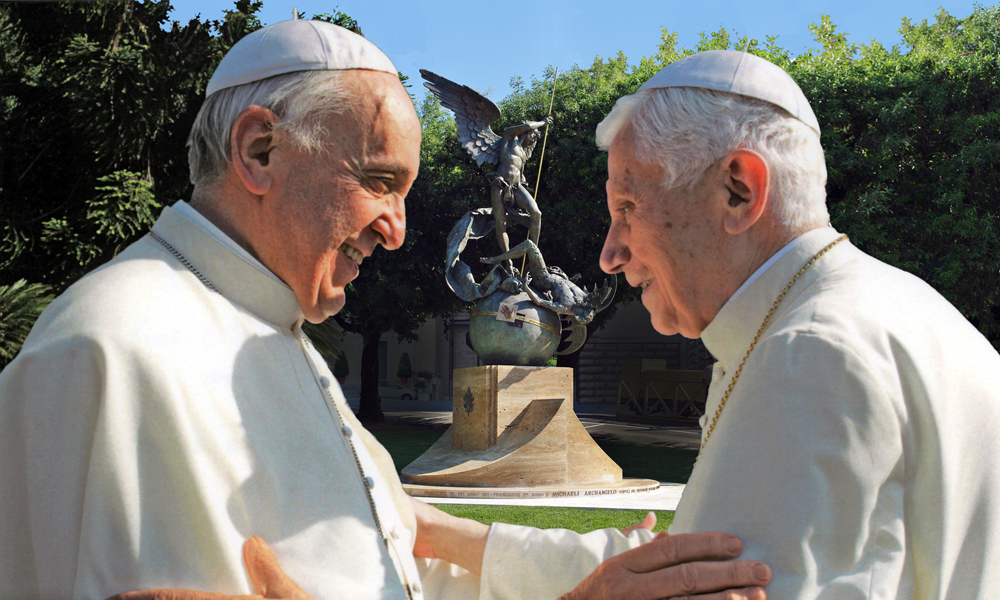
Incontro tra papa Francesco e Benedetto XVI in occasione dell'inaugurazione della statua di San Michele arcangelo nei Giardini Vaticani, 5 luglio 2013

Il 23 marzo, ad appena dieci giorni dall'elezione al soglio di Pietro, papa Francesco si è recato a Castel Gandolfo presso il Palazzo Pontificio per incontrare il papa emerito Benedetto XVI; dopo un abbraccio, hanno pregato insieme, inginocchiati uno accanto all'altro. Storicamente si è trattato del primo incontro fra due pontefici.
Il 2 maggio 2013 papa Francesco ha ricevuto Benedetto XVI, che, dopo circa due mesi trascorsi a Castel Gandolfo, ha fatto il suo ritorno in Vaticano, andando a vivere nel monastero Mater Ecclesiae, così come precedentemente previsto, al termine dei lavori di ristrutturazione. Papa Francesco e Benedetto XVI hanno pregato insieme nella cappella del convento Mater Ecclesiae, dove il Papa emerito avrebbe trascorso gli ultimi anni della sua vita, ed è così cominciata l'inedita convivenza di due pontefici all'interno delle Mura Vaticane.
Papa Francesco e papa Benedetto XVI si sono incontrati nuovamente in pubblico il 5 luglio 2013, in occasione dell'inaugurazione di un nuovo monumento all'arcangelo Michele nei Giardini Vaticani.
Riguardo al rapporto con il suo predecessore, papa Francesco, in un'intervista fattagli durante il volo di ritorno da Rio de Janeiro, ha dichiarato di volergli molto bene e di provare molta stima nei suoi confronti e, inoltre, ha aggiunto: «È come avere un nonno a casa, il nonno saggio, venerato, amato, è un esempio di prudenza… È come il mio papà, se avessi una difficoltà, una cosa che non ho capito, posso andare a parlare con lui».
Il 22 febbraio 2014 Benedetto XVI ha partecipato al primo concistoro per la creazione di nuovi cardinali di papa Francesco assistendo al rito sedendo tra i cardinali e salutando il Pontefice regnante al termine della processione d'ingresso. Si è trattato della prima volta in cui si è verificata la compresenza di due papi viventi all'interno della basilica di San Pietro.
Il 27 aprile 2014 concelebra con Benedetto XVI la canonizzazione dei suoi predecessori Giovanni XXIII e Giovanni Paolo II.
Il 28 settembre 2014 Benedetto XVI ha presenziato con Francesco alla festa dei nonni e alle iniziative connesse sul sagrato della basilica di San Pietro.
Il 19 ottobre 2014 Benedetto XVI concelebra nuovamente con papa Francesco la messa in piazza San Pietro in occasione della beatificazione di Paolo VI e della contestuale conclusione del sinodo straordinario dei vescovi.
Il 14 febbraio 2015 il Papa emerito ha nuovamente partecipato nella basilica di San Pietro al secondo concistoro per la creazione di nuovi cardinali di papa Francesco.
Il 30 giugno 2015 papa Francesco si è recato al monastero Mater Ecclesiae per salutare il predecessore prima di un periodo di riposo che questi avrebbe trascorso per un paio di settimane presso la residenza estiva di Castel Gandolfo, trattenendosi per un colloquio di circa mezz'ora.
Il 30 novembre 2015, durante la consueta conferenza stampa nel percorso aereo di ritorno dal viaggio apostolico in Africa, papa Francesco, in merito ai recenti scandali - denominati Vatileaks2 - che hanno scosso il Vaticano, ha dichiarato che continuerà "con i cardinali, con le commissioni quell'opera di pulizia iniziata da Ratzinger", eletto proprio contro la corruzione. "Tredici giorni prima che morisse Wojtyła - ha continuato Bergoglio - Ratzinger ha parlato della sporcizia nella Chiesa" alla Via Crucis al Colosseo e, successivamente, nell'omelia della messa pro eligendo Pontifice. "Noi lo abbiamo eletto per questa sua libertà di dire le cose", ha aggiunto papa Francesco.
Il successivo 8 dicembre, all'apertura della Porta santa per il giubileo della misericordia, ha presenziato anche il papa emerito Benedetto XVI che ha poi varcato per primo la Porta subito dopo Francesco.

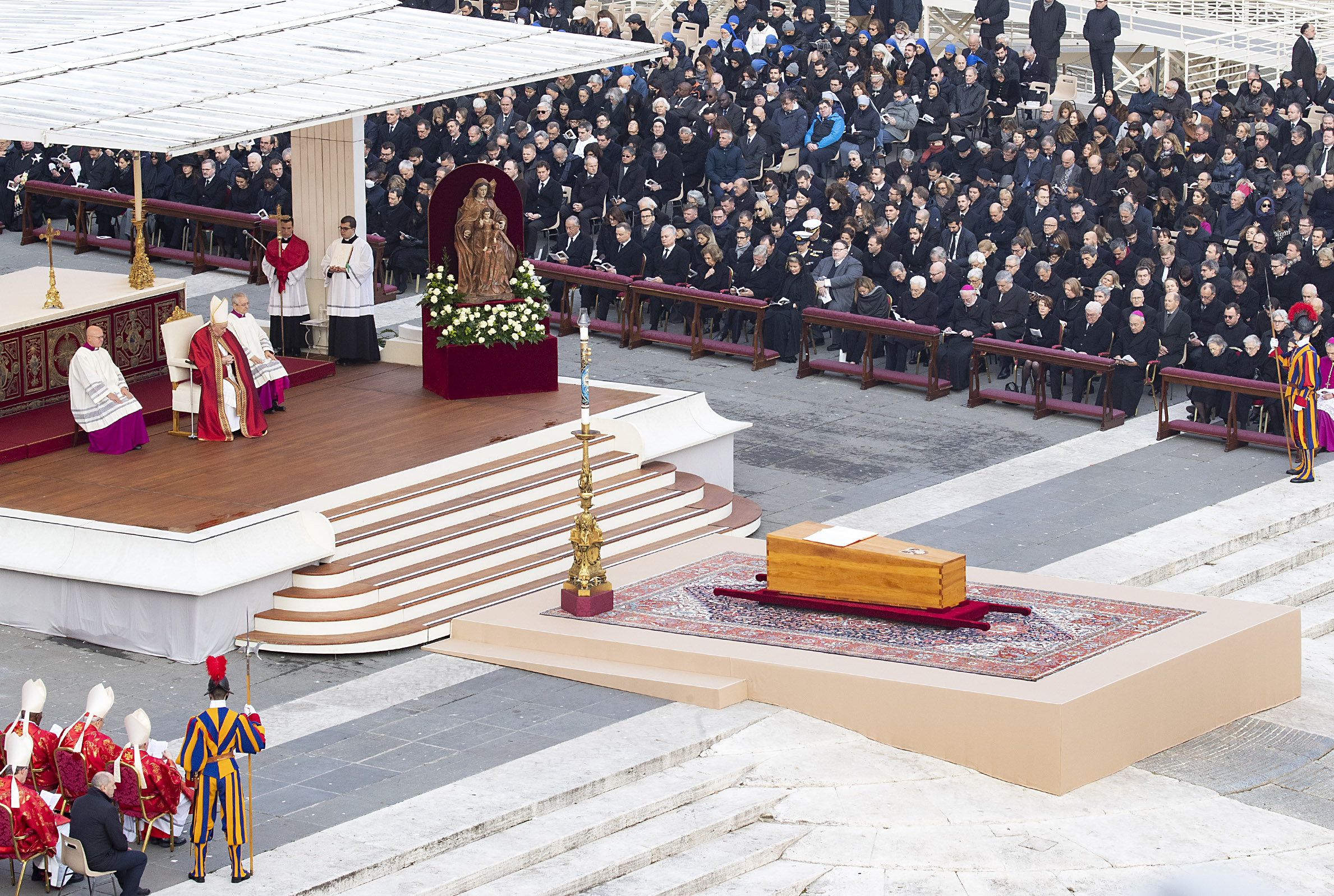
Papa Francesco presiede le esequie di Benedetto XVI

Il 5 gennaio 2023 papa Francesco ha presieduto in Piazza San Pietro le esequie del predecessore deceduto il precedente 31 dicembre. Nel concludere l’omelia, egli ha detto: “Benedetto, fedele amico dello Sposo, che la tua gioia sia perfetta nell’udire definitivamente e per sempre la Sua voce!”.

### Posizioni teologiche, morali, sociali e su temi politici
In diverse occasioni Papa Francesco ha dichiarato che la Chiesa non può essere una "ONG" impegnata solo in attività sociali, ma deve essere anche una testimone di fede. Pur criticandone le connessioni con movimenti politici marxisti, ha tuttavia riconosciuto che la teologia della liberazione ha portato una maggiore attenzione ai poveri e agli emarginati.

#### Aborto
Anche prima che della sua elezione a papa, Bergoglio ha mantenuto una posizione ferma e coerente contro l'aborto, considerandolo un atto moralmente inaccettabile. Come arcivescovo di Buenos Aires, ha esortato il clero e i laici a opporsi, descrivendo i movimenti a suo favore come espressioni di una "cultura della morte" e promuovendo invece una "cultura della vita" che difende l'esistenza umana dal concepimento fino alla morte naturale.
Nel 2015, Papa Francesco ha concesso a tutti i sacerdoti la facoltà di assolvere dal peccato di aborto, sottolineando che, pur trattandosi di un "grave peccato" che pone fine a una vita innocente, "non esiste alcun peccato che la misericordia di Dio non possa raggiungere e distruggere quando trova un cuore pentito".
Nel 2019, sul volo di ritorno da Panama, ha evidenziato l'importanza del confessionale per comprendere il dramma di questa pratica, sottolineando la necessità di aiutare le donne a riconciliarsi con il figlio non nato.
Nel 2021, parlando ai farmacisti ospedalieri, ha ribadito che "l'aborto è un omicidio e non è lecito diventarne complici", enfatizzando l'importanza dell'obiezione di coscienza e della vicinanza alle donne per evitare che considerino l'aborto come soluzione.
Nel 2024, sul volo di ritorno dal Belgio, ha ulteriormente sottolineato con maggiore fermezza che "Un aborto è un omicidio, si uccide un essere umano", aggiungendo che "i medici che si prestano a questo sono, permettetemi la parola, sicari".

#### Eutanasia
Alla Conferenza di Aparecida, Bergoglio contribuì al documento finale, che esclude dalla Comunione chi sostiene l'eutanasia, riflettendo la posizione della Chiesa e la sua influenza.
Durante il suo pontificato, ha continuato a esprimere una netta opposizione all'eutanasia. Nel novembre 2017, in un messaggio al Presidente della Pontificia Accademia per la Vita, ha sottolineato l'importanza di evitare sia l'accanimento terapeutico sia l'eutanasia, affermando che "non si vuole così procurare la morte: si accetta di non poterla impedire", come specifica il Catechismo della Chiesa Cattolica (n. 2278). Ha evidenziato che questa scelta assume responsabilmente il limite della condizione umana mortale, senza aprire giustificazioni alla soppressione della vita.
Nel maggio 2024, in un messaggio inviato a un simposio sulle cure palliative a Toronto, papa Francesco ha ribadito che l'eutanasia è spesso presentata falsamente come una forma di compassione. Ha chiarito che la vera cura palliativa è radicalmente diversa dall’eutanasia, che non è mai fonte di speranza né espressione di genuina preoccupazione per i malati e i morenti. Ha definito l'eutanasia un "fallimento dell’amore" e un riflesso di una "cultura dello scarto" in cui le persone non sono più considerate valori fondamentali da rispettare e curare.

#### Pratiche anticoncezionali
Secondo il quotidiano britannico The Guardian, Bergoglio avrebbe una visione diversa da quella ufficiale della Chiesa sull'uso di contraccettivi, ritenendo che possono essere ammissibili per prevenire la diffusione di malattie anche se si è opposto alla loro distribuzione gratuita, proposta dalla Presidenza Kirchner in Argentina.

#### Le unioni omosessuali e l'ideologia di genere
Bergoglio ha ribadito l'insegnamento della Chiesa cattolica sull'intrinseca immoralità delle pratiche omosessuali e, di pari passo, ha insegnato l'importanza del rispetto per le persone omosessuali.

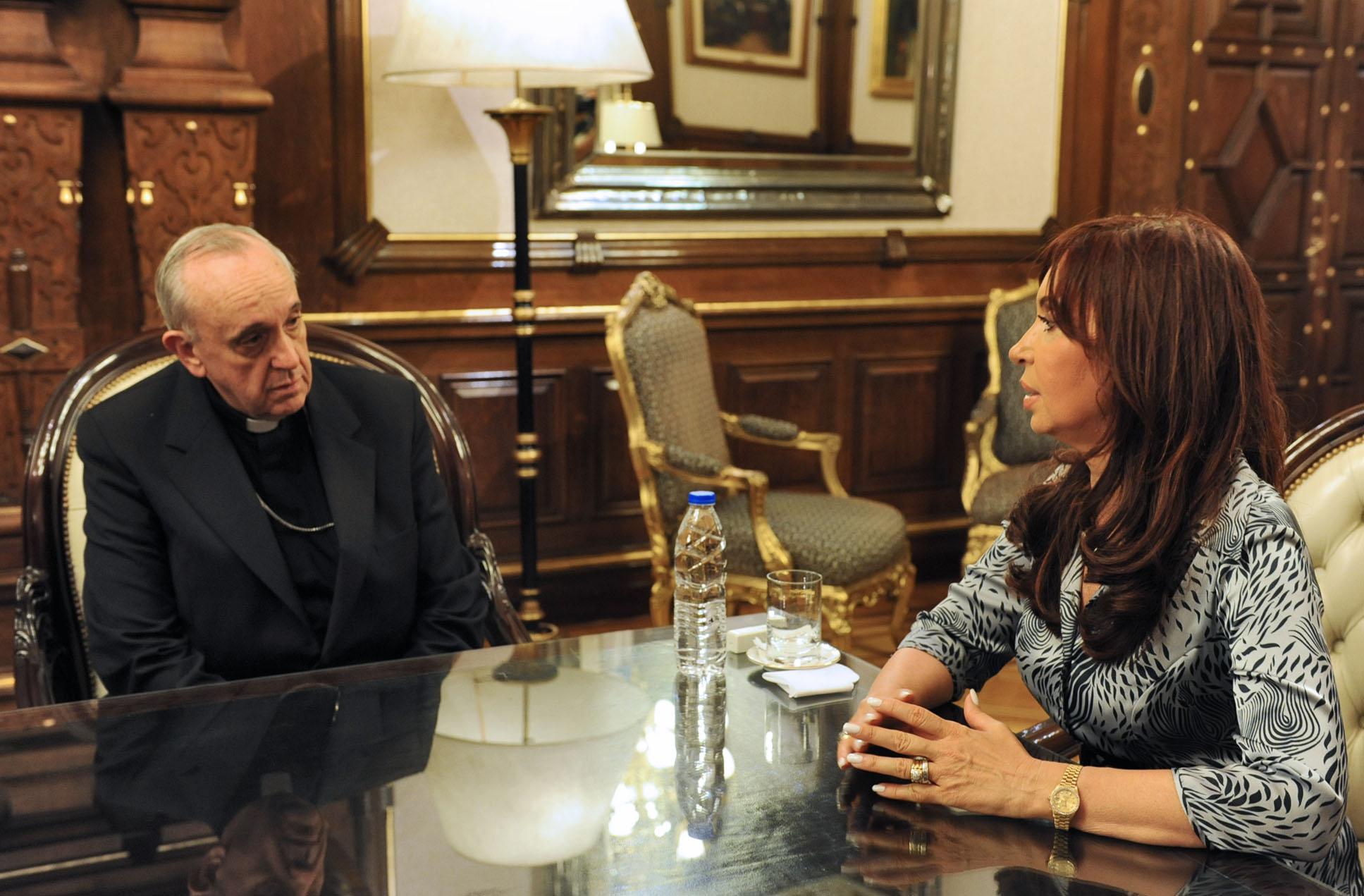
La presidente dell'Argentina Cristina Kirchner riceve l'arcivescovo Jorge Mario Bergoglio alla Casa Rosada nel 2007

Nel 2010, in occasione del dibattito sulla legge sostenuta dal governo argentino volta a stabilire l'equivalenza tra matrimonio eterosessuale e unioni omosessuali, l'arcivescovo di Buenos Aires si oppose al disegno di legge, entrando in contrasto con la presidente argentina Cristina Fernández de Kirchner. In una lettera alle Suore Carmelitane di Buenos Aires Bergoglio scrisse:
Alcuni hanno sostenuto che la sua militanza nella campagna contro la legge abbia contribuito alla sua approvazione e da qualche membro della Chiesa argentina la sua lettera fu vista a posteriori come un errore strategico. Nel 2012 la Chiesa argentina espose le sue ragioni nel dibattito su modifiche al codice civile argentino, ragioni che includevano la surrogazione di maternità e la fecondazione artificiale, ma evitando il linguaggio forte che le alienò consensi nel 2010.
Il difficile rapporto tra la Casa Rosada e Bergoglio, iniziato già con la presidenza di Néstor Kirchner, è proseguito con fasi alterne fino all'elezione al soglio pontificio.
Nell'enciclica Lumen fidei, redatta a quattro mani con papa Benedetto XVI, viene ribadito e valorizzato il ruolo della famiglia intesa come unione tra uomo e donna nel matrimonio:

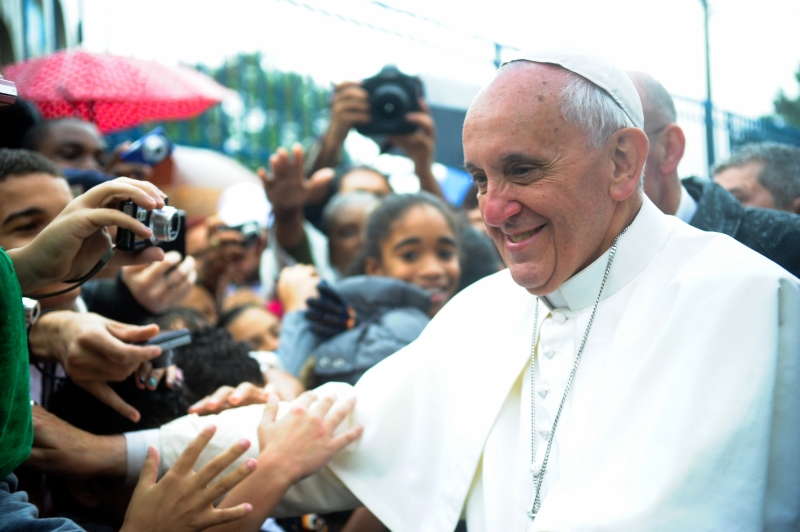
Papa Francesco visita una favela in Brasile durante la Giornata mondiale della gioventù 2013

Durante una conferenza stampa tenutasi il 29 luglio 2013 per il ritorno al Vaticano dal Brasile per la Giornata mondiale della gioventù, rispondendo a una domanda sulla lobby gay in Vaticano ha affermato:
L'11 aprile 2014, rivolgendosi alla delegazione dell'Ufficio internazionale cattolico dell'infanzia, ha denunciato la "manipolazione educativa" dei bambini riguardo alla maturazione e all'identità sessuale, paragonandola ai regimi totalitari del Novecento:

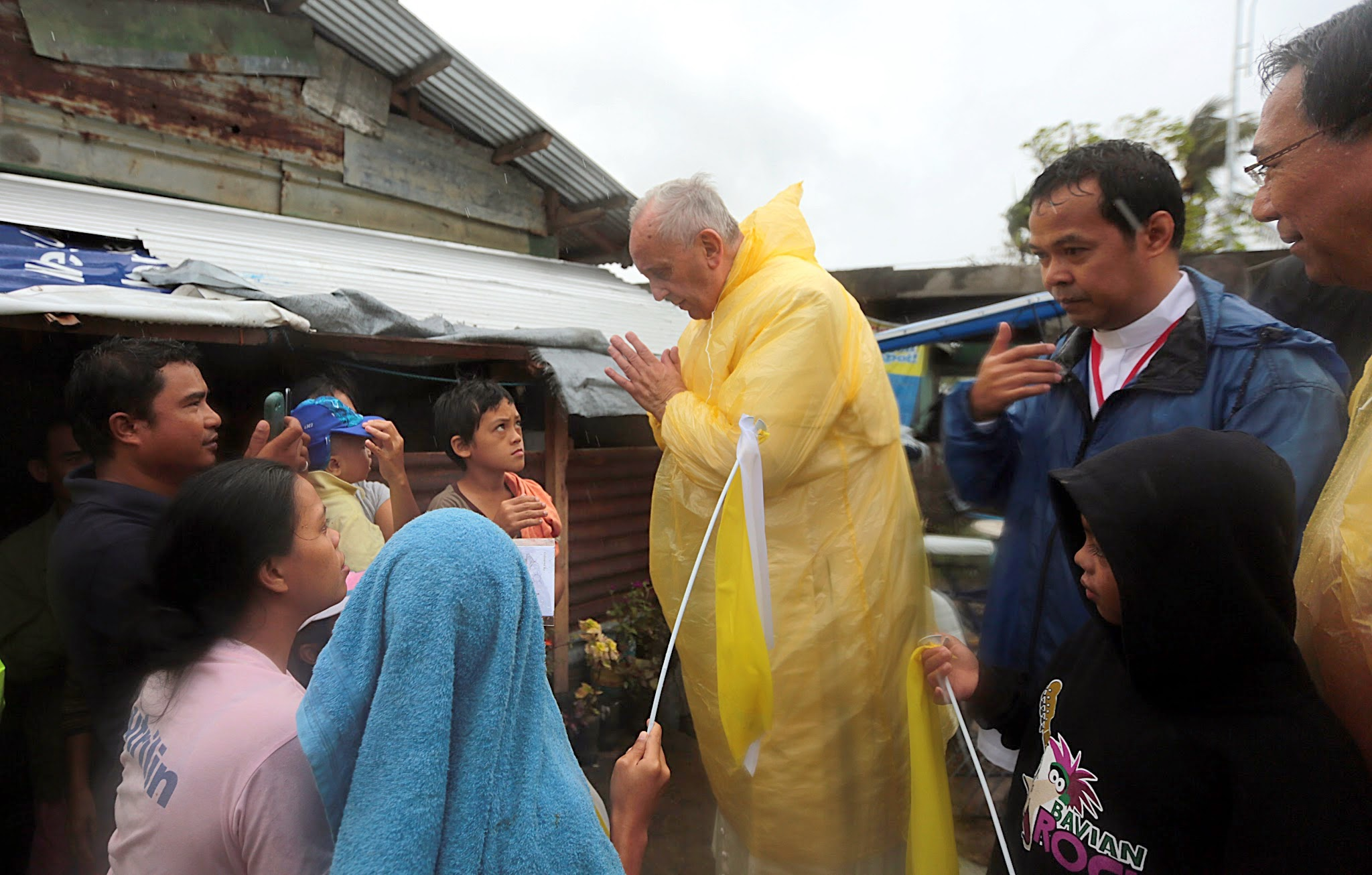
Papa Francesco nelle Filippine, gennaio 2015

La critica è stata poi ribadita il 19 gennaio 2015 nella conferenza stampa durante il volo di ritorno dalle Filippine, conferenza in cui ha parlato esplicitamente di teoria del gender:
I medesimi concetti sono stati ribaditi il 27 luglio 2016, durante l'incontro con i vescovi polacchi a Cracovia, richiamandosi al pensiero del suo predecessore, Benedetto XVI:

#### Povertà e disuguaglianza economica
(Papa Francesco, 16 marzo 2013)
In una riunione dei vescovi latino-americani nel 2007 Bergoglio dichiarò: "Viviamo nella parte più ineguale del mondo, che ha fatto crescere ancora di più la miseria che si è ridotta di meno" aggiungendo "L'ingiusta distribuzione dei beni persiste, creando una situazione di peccato sociale che grida al cielo e limita le possibilità di una vita più piena per così tanti dei nostri fratelli".

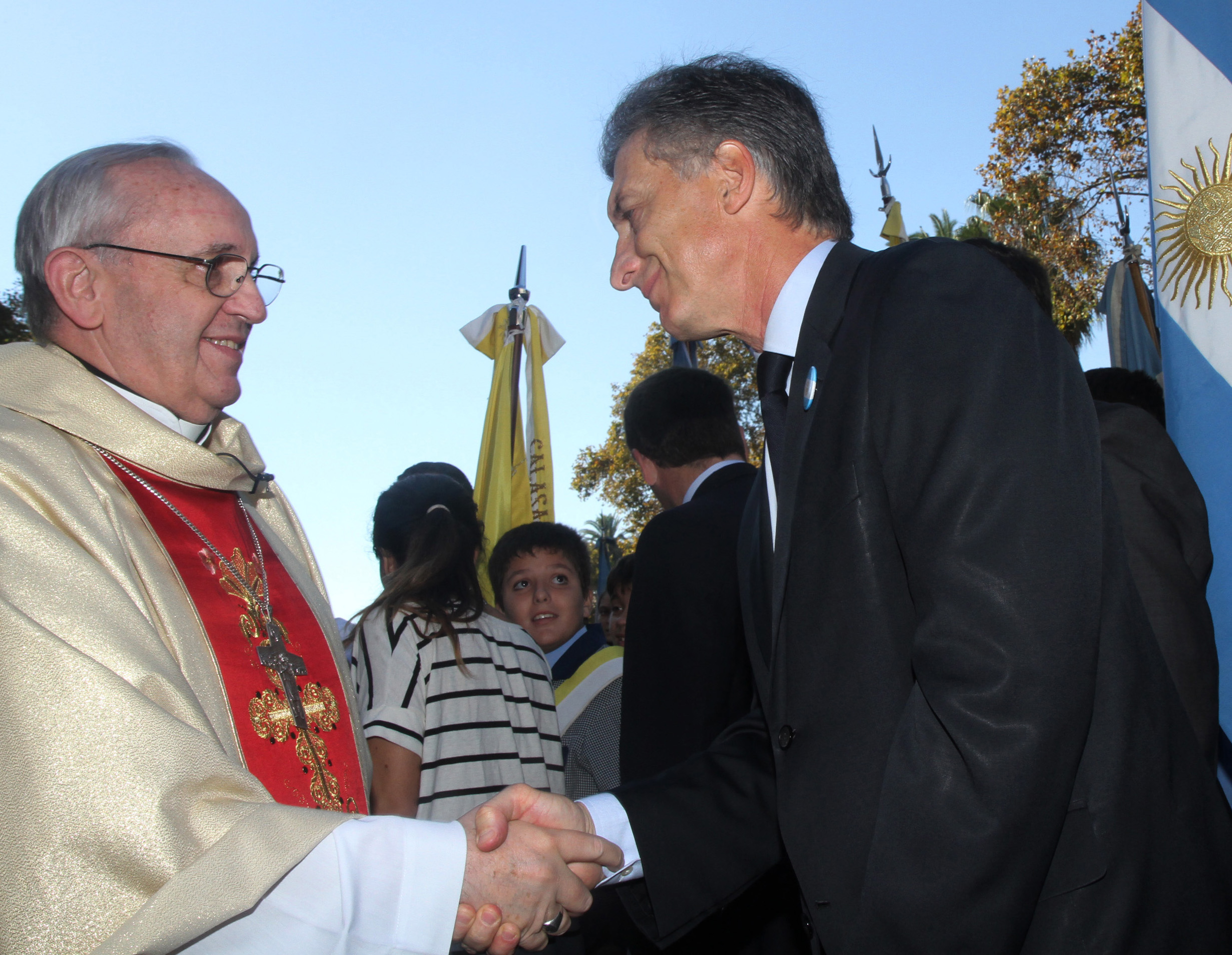
Il cardinal Bergoglio a Buenos Aires il 18 aprile 2012 stringe la mano al politico argentino Mauricio Macri

Il 30 settembre 2009 Bergoglio, parlando al convegno Las deudas sociales de nuestro tiempo ("I debiti sociali del nostro tempo") organizzato dall'Università gesuita del Salvador a Buenos Aires presso il Palace Hotel Alvear, citò il Documento di Santo Domingo redatto nel 1992 in occasione della quarta conferenza generale del Consiglio episcopale latinoamericano, documento in cui si afferma che "la povertà estrema e le strutture economiche ingiuste che causano grandi disuguaglianze" sono violazioni dei diritti umani. Bergoglio continuò la sua relazione descrivendo il debito sociale come "immorale, ingiusto e illegittimo", specialmente quando si verifica in una nazione che possiede le condizioni economiche necessarie per evitare i danni della povertà. Egli reclamò una risposta etica culturale e solidale per saldare il debito sociale nei confronti di milioni di argentini, per lo più bambini e giovani, affermando che è imperativo lottare per cambiare le condizioni strutturali, le attitudini personali o corporative che generano questo situazione.
Nel corso di uno sciopero di 48 ore tenutosi a Buenos Aires, sciopero indetto per la decisione del presidente Fernando de la Rúa di tagliare i salari e le pensioni dei dipendenti pubblici del 13%), Bergoglio predicando nella chiesa di San Cayetano, il santo patrono del lavoro e del pane, osservò la differenze esistente tra "poveri che sono perseguitati quando chiedono di poter lavorare e le persone ricche che ricevono applausi per essersi sottratti alla giustizia".
Nell'anno 2002, in piena crisi economica dell'Argentina, Bergoglio criticò aspramente la classe politica al potere dicendo: "Non dobbiamo tollerare il triste spettacolo di coloro che non sanno più come mentire e si contraddistinguono per il tentativo di mantenere i loro privilegi, la loro avidità e la loro ricchezza guadagnata con disonestà." Bergoglio proseguì pregando Dio affinché coloro che hanno responsabilità dirigenziali comprendessero che il vero potere è al servizio degli altri e affinché gli argentini affrontassero con coraggio la ricostruzione del loro paese. Le osservazioni dell'arcivescovo si conclusero con una critica alla "assuefazione alla povertà".
Molti commentatori hanno sottolineato come sia evidente in diversi suoi interventi e commenti del tempo l'opposizione di Bergoglio al governo Kirchner.
Nel giugno 2019 Papa Francesco ha parlato dell'emergenza climatica e dell'irresponsabilità delle passate e presenti generazioni come "un brutale atto di ingiustizia verso i poveri e le generazioni future". Sono i poveri, infatti, che "soffrono il peggior impatto della crisi climatica".

#### L'attenzione agli emarginati
(Papa Francesco, 26 marzo 2016)
Bergoglio ha sempre dedicato grande attenzione alle persone che vivono ai margini della società, tanto da affermare che il potere del papa deve essere il servizio, specie ai più poveri, ai più deboli e ai più piccoli. In quest'ottica, desidera una Chiesa di «prossimità», vicina all'umanità e alle sue sofferenze.
Nel 2001, durante una visita a un ospedale di Buenos Aires, ha voluto lavare e baciare i piedi a dodici malati di AIDS, criticando l'indifferenza della società verso gli ammalati e i poveri.

#### Reato di tortura
(Papa Francesco, 26 giugno 2017)
Bergoglio ha esposto la sua contrarietà alla pratica della tortura e ha sostenuto il ddl tortura che prevede l'introduzione del delitto di tortura nell'ordinamento legislativo penale italiano.

#### Società urbana e urbanizzazione

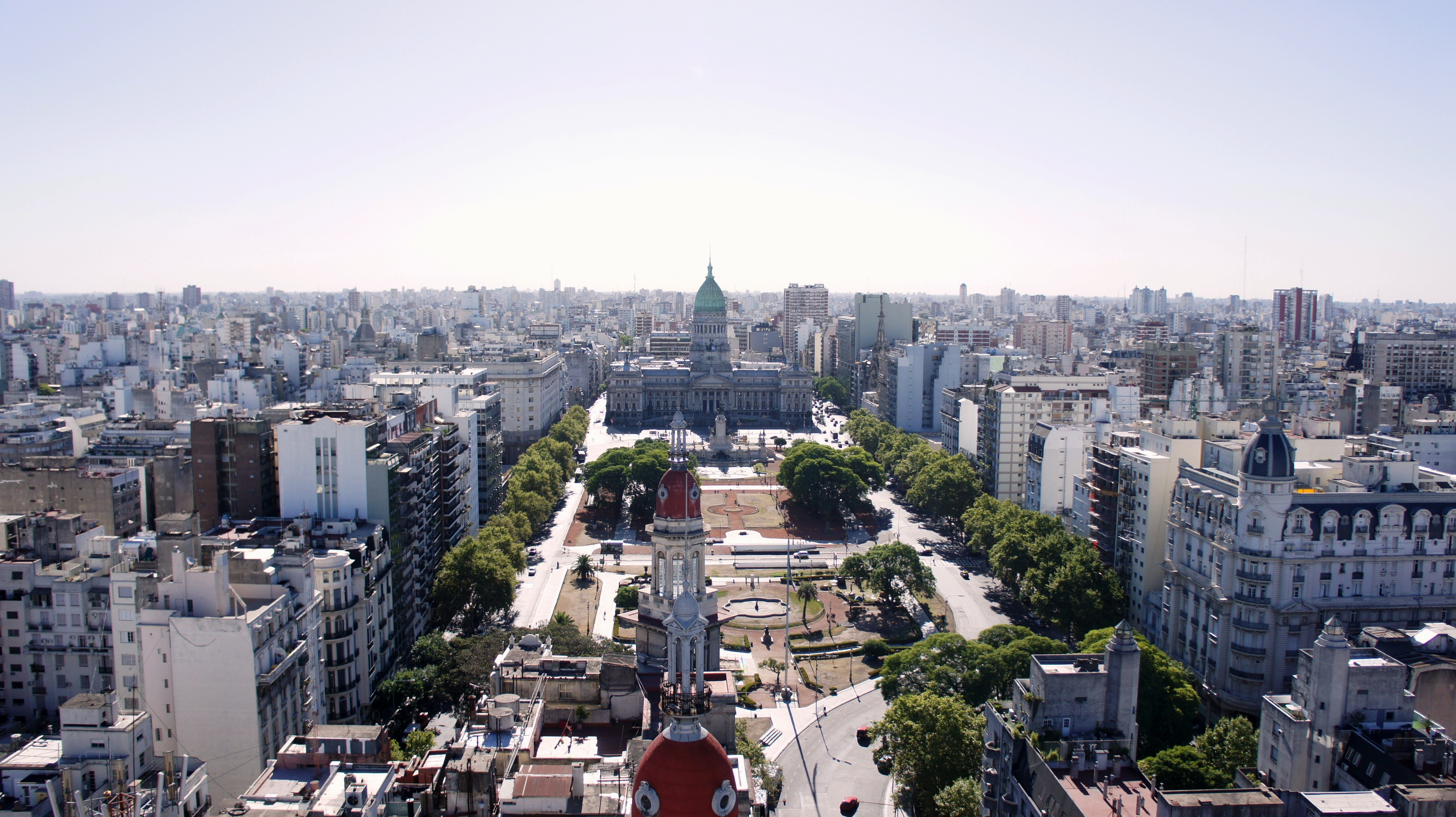
Una veduta di Buenos Aires, città dove Bergoglio è nato e della quale è stato arcivescovo

Bergoglio, anche alla luce dei suoi vent'anni di impegno come arcivescovo di Buenos Aires, ha dedicato particolare attenzione alle sfide e alle opportunità offerte dalla moderna società urbana. Questi scenari, talvolta visti con timore, si presentano infatti come particolarmente affascinanti per il cristianesimo, considerato che proprio nelle grandi città del tempo la Chiesa si formò e trovò modo di espandersi.
Le moderne città sono viste da Bergoglio come luoghi di incrocio e scambio dove i legami di etnia, cultura, storia non sono omogenei e, al tempo stesso, gli stessi diritti civili sono distribuiti in maniera non uguale. In questo contesto, per Bergoglio il cristiano è chiamato a impegnarsi nell'essere cittadino, mettendosi a servizio della comunità in cui vive e attuando comportamenti che "creano cittadinanza". "Agire da buoni cittadini –in qualunque città – migliora la fede": riprendendo la raccomandazione di san Paolo (Romani 13,1) Bergoglio evidenzia a questo proposito il valore dell'inculturazione: vivere a fondo l'umano, in ogni cultura, migliora l'esperienza religiosa e la vita stessa delle città.
La capacità di riconoscere come fratelli le persone che vivono nella città apre alla speranza, radicata nella fede, di nuovi incontri dove riconoscere e servire il prossimo, superando le forze centripete presenti nelle realtà urbane, dove molti sono portati a vivere in un sostanziale isolamento. Lo sguardo della fede deve servire a vedere l'altro come un concittadino e deve divenire, in questo modo, uno sguardo "civico". In questa prospettiva Dio, secondo Bergoglio, diventa anche la chiave per superare il relativismo moderno: ogni incontro e ogni volto sono unici e la verità si serve mostrando nuove strade in avanti e non giudicando il passato delle persone.
Secondo Bergoglio, l'atteggiamento del cristiano nelle città può quindi risolversi in tre atteggiamenti: la capacità di andare incontro all'altro e di creare prossimità; la testimonianza; la pazienza nel seguire i processi senza forzarne i tempi.

### Le riforme nel governo della Chiesa e del Vaticano

#### La riforma della Curia
Il 13 aprile 2013 un comunicato della Segreteria di Stato annuncia che papa Francesco ha costituito un gruppo di cardinali "per consigliarlo nel governo della Chiesa universale e per studiare un progetto di revisione della Costituzione Apostolica Pastor bonus sulla Curia Romana". Gli otto porporati scelti sono:
- Óscar Andrés Rodríguez Maradiaga, con funzione di coordinatore, salesiano e arcivescovo di Tegucigalpa;
- Giuseppe Bertello, presidente del Governatorato dello Stato della Città del Vaticano;
- Francisco Javier Errázuriz Ossa, arcivescovo emerito di Santiago del Cile ed ex presidente del Consiglio episcopale latinoamericano;
- Oswald Gracias, arcivescovo di Bombay;
- Reinhard Marx, arcivescovo di Monaco e Frisinga;
- Laurent Monsengwo Pasinya, arcivescovo di Kinshasa;
- Sean Patrick O'Malley, cappuccino e arcivescovo di Boston;
- George Pell, arcivescovo di Sydney.

Il segretario è Marcello Semeraro, vescovo di Albano. 
Il 28 settembre, "dopo matura riflessione", papa Francesco mediante un chirografo, ha istituito tale gruppo di cardinali "come un «Consiglio di Cardinali»". La prima riunione si è svolta dal 1º al 3 ottobre.
Il 2 luglio 2014 entra a far parte del Consiglio il cardinale Pietro Parolin, Segretario di Stato.
Il 27 giugno 2015 è stata istituita la Segreteria per la comunicazione con il compito di "rispondere all'attuale contesto comunicativo, caratterizzato dalla presenza e dallo sviluppo dei media digitali, dai fattori della convergenza e dell’interattività" e anche di ristrutturare complessivamente, attraverso un processo di riorganizzazione e di accorpamento, "tutte le realtà che, in diversi modi, fino ad oggi, si sono occupate della comunicazione", al fine di "rispondere sempre meglio alle esigenze della missione della Chiesa".

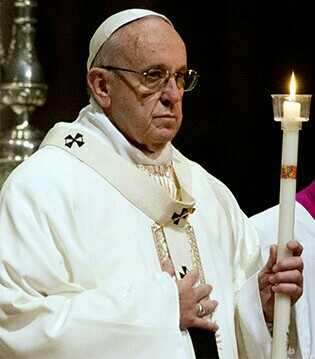
Papa Francesco presiede la messa nella festa della Presentazione di Gesù al Tempio dell'anno 2016

Il 15 agosto 2016 è stato costituito il Dicastero per i laici, la famiglia e la vita, in cui sono confluiti il Pontificio consiglio per la famiglia e il Pontificio consiglio per i laici.
Il 17 agosto 2016 è stato costituito il Dicastero per il servizio dello sviluppo umano integrale in cui sono confluiti quattro Pontifici consigli: giustizia e pace, Cor Unum, pastorale per i migranti e gli itineranti e pastorale per gli operatori sanitari.
Il 19 marzo 2022 viene pubblicata la Costituzione apostolica Praedicate evangelium che costituisce il punto terminale di un percorso durato nove anni per la riforma della Curia. Essa va a sostituire e ad abrogare integralmente la Pastor Bonus di papa Giovanni Paolo II del 28 giugno 1988.

#### La riforma dello IOR
Il 24 giugno 2013 papa Francesco ha istituito "una Pontificia commissione referente sull'Istituto per le opere di religione che raccolga puntuali informazioni sulla posizione giuridica e sulle varie attività dell'Istituto al fine di consentire, qualora necessario, una migliore armonizzazione del medesimo con la missione universale della Sede Apostolica". Questa commissione, composta da cinque membri e presieduta dal cardinale Raffaele Farina, ha la facoltà di accedere a "documenti, dati e informazioni necessari allo svolgimento delle proprie funzioni istituzionali" anche se coperti da segreto d'ufficio.
Tale commissione, una volta terminate le indagini, dovrà consegnare al Papa una relazione conclusiva. Oltre al presidente Farina, fanno parte della commissione il cardinale camerlengo Jean-Louis Tauran (che fa parte anche della commissione cardinalizia di controllo dello IOR), la professoressa Mary Ann Glendon, come coordinatore monsignor Juan Ignacio Arrieta Ochoa de Chinchetru e nella qualità di segretario monsignor Peter Bryan Wells.
Il 28 novembre 2013, papa Francesco ha nominato suo segretario particolare monsignor Alfred Xuereb, delegato per la Pontificia commissione referente sullo IOR.
Il 15 gennaio 2014 ha rinnovato, per il successivo quinquennio, la Commissione cardinalizia di vigilanza dell'Istituto per le opere di religione, che risulta ora composta dai cardinali Christoph Schönborn, arcivescovo di Vienna, Thomas Christopher Collins, arcivescovo di Toronto, Jean-Louis Tauran, presidente del Pontificio consiglio per il dialogo interreligioso, Santos Abril y Castelló, arciprete della Basilica di Santa Maria Maggiore e da Pietro Parolin, Segretario di Stato.

#### La riforma del Codice penale vaticano

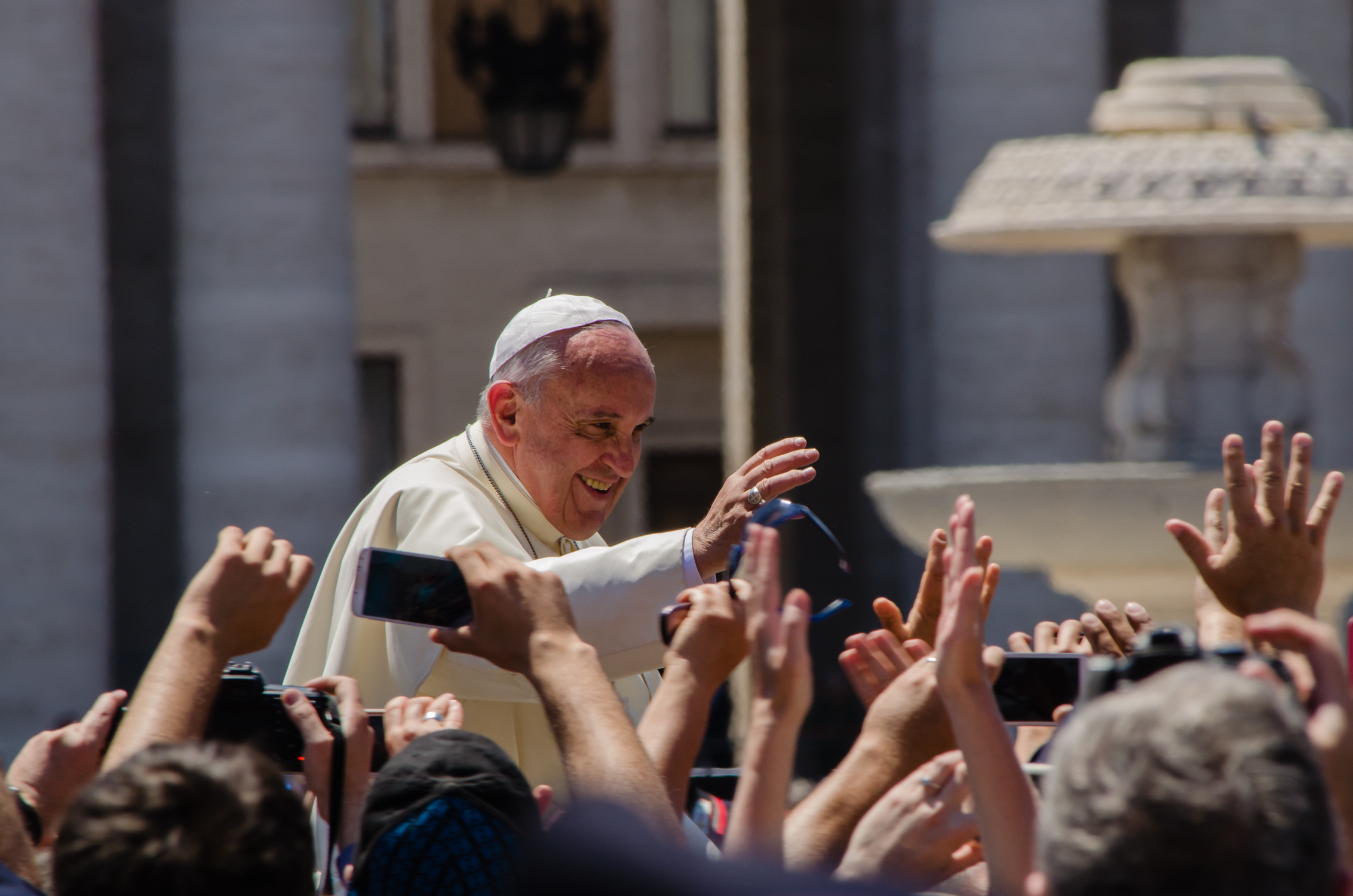
Papa Francesco in papamobile saluta i fedeli in piazza San Pietro

L'11 luglio 2013 il Papa ha varato, con un motu proprio entrato in vigore il 1º settembre 2013, una serie di misure che riformano il Codice Penale vaticano, adeguandolo alle normative internazionali e modificando la legislazione vaticana, di fatto ferma al Codice Zanardelli, se si eccettuano alcune modifiche (quali ad esempio lo spaccio di sostanze stupefacenti), per le quali le autorità vaticane hanno dovuto cercare altre fonti nel loro ordinamento giuridico. È stata abolita la pena dell'ergastolo, sostituita dalla pena della reclusione da 30 a 35 anni, e sono stati dichiarati reati la tortura, i "delitti contro i minori" (vendita, prostituzione, arruolamento e violenza sessuale), la pedopornografia e la detenzione di materiale pedopornografico, gli atti sessuali con minori, i "delitti contro l'umanità" (genocidio e apartheid); sono inoltre state inasprite le pene per i reati di corruzione. Con il motu proprio l'imputato è presunto innocente fino a sentenza definitiva e sono stati regolamentati i criteri per l'estradizione.
Le disposizioni della riforma si applicheranno non solo allo Stato della Città del Vaticano, ma anche all'ambito della Santa Sede, in maniera da rendere perseguibili da parte degli organi giudiziari vaticani anche i reati commessi al di fuori dello Stato.

#### La riforma economica della Santa Sede
Il 18 luglio 2013 ha istituito una commissione referente che dovrà raccogliere informazioni sulle questioni economiche che interessano la Santa Sede. I membri della Commissione sono laici, esperti di "materie giuridiche, economiche, finanziarie e organizzative", già consulenti o revisori di istituzioni economiche vaticane o ecclesiastiche. Unico ecclesiastico è il segretario. Gli otto membri sono: Joseph F.X. Zahra, che ne è il presidente, monsignor Lucio Ángel Vallejo Balda (segretario della Prefettura degli Affari Economici), Jean-Baptiste de Franssu, Enrique Llano, Jochen Messemer, Francesca Immacolata Chaouqui, Jean Videlain-Sevestre e George Yeo.
Il 24 febbraio 2014 sono stati istituiti la Segreteria per l'economia e il Consiglio per l'economia, con il compito di armonizzare le politiche di controllo riguardo alla gestione economica della Santa Sede e della Città del Vaticano.
Il 2 novembre 2015 monsignor Lucio Ángel Vallejo Balda e Francesca Immacolata Chaouqui vengono arrestati dalla Gendarmeria Vaticana perché implicati nella divulgazione di documenti riservati riguardanti gravi scandali finanziari all'interno della Chiesa.

#### La riforma della pena di morte nel catechismo
Nell'agosto 2018 Bergoglio fa eliminare la pena di morte dal Catechismo tramite la revisione dell'articolo numero 2267.
(Papa Francesco, 2 agosto 2018)

### L'impegno per la pace in Siria e in Ucraina

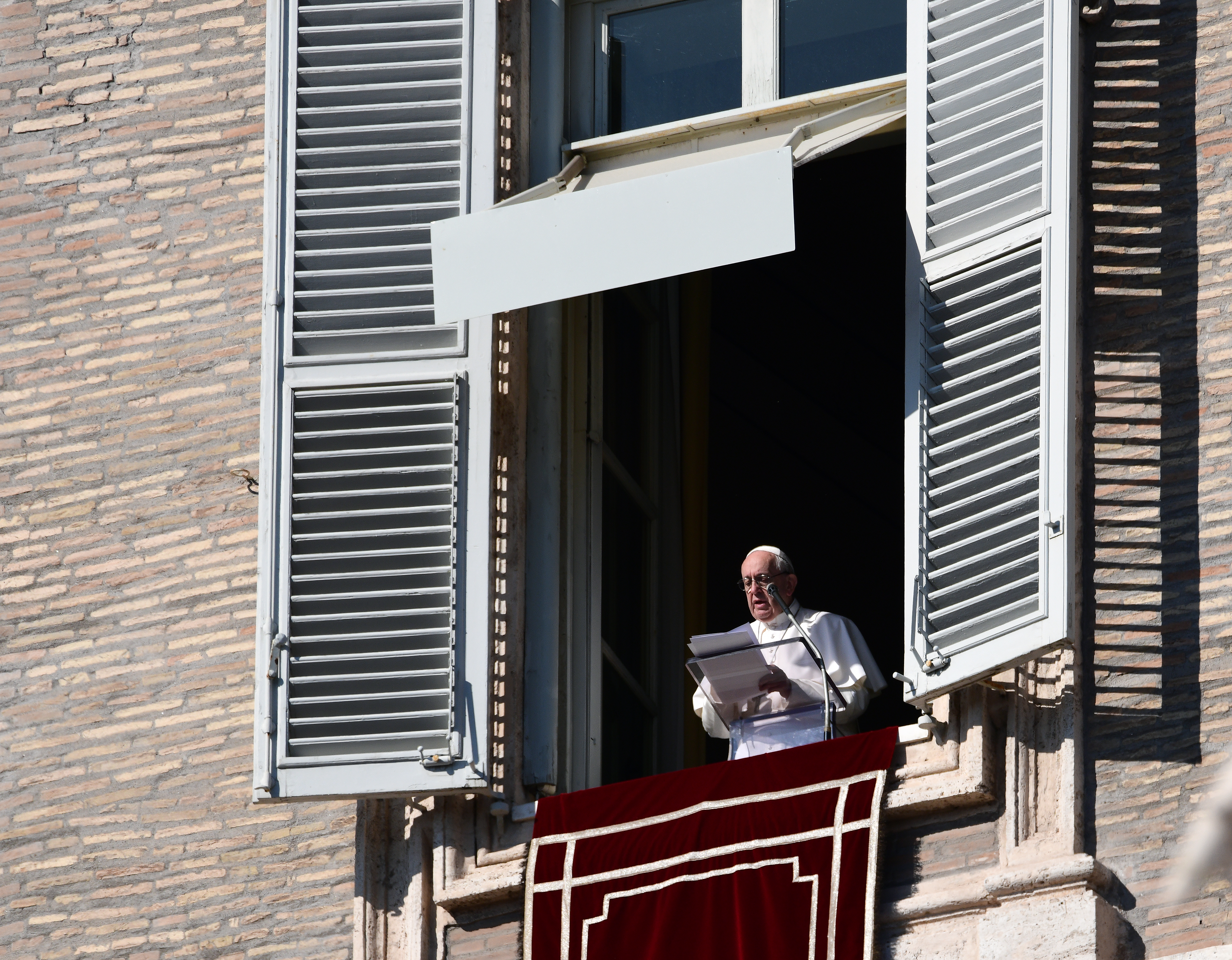
Papa Francesco alla finestra del Palazzo Apostolico durante lAngelus

Papa Francesco ha rivolto, durante l'Angelus del 1º settembre 2013, un appello universale per la pace al fine di evitare iniziative militari in Siria. Nel condannare l'uso di armi chimiche nella guerra civile siriana, ha affermato:
Per rafforzare l'impegno per la pace nel mondo, Bergoglio ha quindi indetto una giornata di digiuno e preghiera per il successivo 7 settembre.
L'iniziativa per la pace è stata inoltre affiancata, a livello diplomatico, da una lettera rivolta ai leader del G20 in riunione a San Pietroburgo e dall'illustrazione di un piano di riconciliazione in tre punti agli ambasciatori accreditati presso la Santa Sede.
Nel febbraio 2022 pochi giorni dopo l’invasione russa dell’Ucraina papa Francesco compie un gesto simbolico importante recandosi personalmente dall'ambasciatore russo presso la Santa Sede per perorare la richiesta di un immediato cessate il fuoco e l’inizio di trattative tra le parti per trovare una soluzione diplomatica. Di fronte al procedere degli eventi il papa nelle occasioni pubbliche ha spesso ricordato il “martoriato popolo ucraino” condannando la guerra “ingiusta e sacrilega” e incoraggiando le parti a trovare un accordo di pace tra loro. Bergoglio si è anche scagliato contro i programmi di riarmo dei paesi occidentali. Circa l’origine delle guerra, pur riconoscendo in maniera chiara che l’aggressore fosse la Russia ha sempre rifiutato di attribuire tutte le colpe a loro ma ha invitato anche l’occidente a riflettere sulle proprie responsabilità. In una intervista al Corriere della Sera il pontefice, nel cercare di analizzare le possibili cause di questa invasione, parlò di “abbaiare della NATO alla porta della Russia”.

### La tutela dell'ambiente
Nell'omelia della messa inaugurale del pontificato, il papa ha richiamato l'esempio di san Francesco d'Assisi per invitare tutti ad aver rispetto per ogni creatura di Dio e per l'ambiente in cui viviamo. Nella stessa occasione ha rivolto un appello ai governanti e a tutti gli abitanti del pianeta perché tutelino l'ambiente. La sua seconda enciclica, Laudato si', è dedicata in gran parte proprio alle problematiche ambientali.

### La lotta alla pedofilia e ai comportamenti sessuali inappropriati nel clero
Il 5 aprile 2013 papa Francesco, ricevendo in udienza l'arcivescovo Gerhard Ludwig Müller, prefetto della Congregazione per la dottrina della fede, gli "ha raccomandato che la Congregazione, continuando nella linea voluta da Benedetto XVI, agisca con decisione per quanto riguarda i casi di abusi sessuali, promuovendo anzitutto le misure di protezione dei minori, l'aiuto di quanti in passato abbiano sofferto tali violenze, i procedimenti dovuti nei confronti dei colpevoli, l'impegno delle Conferenze episcopali nella formulazione e attuazione delle direttive necessarie in questo campo tanto importante per la testimonianza della Chiesa e la sua credibilità".
Il 15 maggio 2013, dopo l'appello dell'arcivescovo di Glasgow Philip Tartaglia, papa Francesco ha allontanato il cardinale scozzese Keith O'Brien. Per l'arcivescovo emerito di Saint Andrews ed Edimburgo è stato previsto l'abbandono della Scozia e il ritiro per un percorso di penitenza e preghiera. Il cardinale O'Brien si era dimesso in febbraio dopo che alcuni quotidiani britannici avevano pubblicato denunce di comportamenti sessuali inappropriati nei confronti di tre sacerdoti. Il 20 marzo 2015 la Sala Stampa della Santa Sede ha annunciato che papa Francesco ha accettato la sua rinuncia ai diritti e alle prerogative del cardinalato previsti dai canoni 349, 353 e 356 del Codice di diritto canonico. O'Brien ha perso così il diritto di partecipare a un eventuale conclave, ai concistori e ad ogni riunione riservata al Sacro Collegio.
Il 5 dicembre 2013 il cardinale Sean Patrick O'Malley ha annunciato che, su proposta del Consiglio dei Cardinali, il papa ha approvato l'istituzione di una Commissione per la protezione dei fanciulli; l'istituzione ufficiale è avvenuta il 22 marzo 2014.
Nonostante questo, il 5 febbraio 2014, le Nazioni Unite hanno chiesto che il Vaticano "rimuova immediatamente" tutti i sacerdoti riconosciuti colpevoli o sospettati di abusi su minori e li denunci alle autorità.
L'11 aprile 2014, nel corso dell'udienza all'Ufficio Internazionale Cattolico dell'Infanzia, papa Francesco ha confermato l'impegno nella lotta contro la pedofilia e ha chiesto perdono per gli abusi commessi sui minori da parte dei sacerdoti:
Nel 2019 viene pubblicato il Motu proprio Vos estis lux mundi che riforma integralmente le procedure da attuare in caso di presunti casi di abusi e le pene se ritenuti colpevoli. Tra le altre cose la norma prevede che, da parte degli ordinari diocesani o dei superiori di ordini religiosi vi sia l’obbligo di segnalare sempre alle competenti autorità civili e religiose di presunti fatti di abusi nel caso ne siano venuti a conoscenza. In caso di omissione essi saranno ritenuti responsabili e giudicati per essa. Nel 2023 il papa conferma le norme di quattro anni prima che erano entrate in vigore ad experimentum e le integra estendendole non solo ai chierici ma anche ai laici che sono o sono stati moderatori di associazioni internazionali di fedeli riconosciute o erette dalla Sede Apostolica, per i fatti commessi mentre erano in carica. Il pontefice inoltre estende la punibilità se i fatti, una volta accertati, sono commessi non solo verso un minorenne o un adulto con un uso imperfetto della ragione ma anche verso un adulto “vulnerabile”. Infine sono rafforzate le norme che prevedono il legittimo diritto alla buona fama in caso di riconosciuta innocenza o comunque fino alla conclusione dei procedimenti.

### Viaggi apostolici

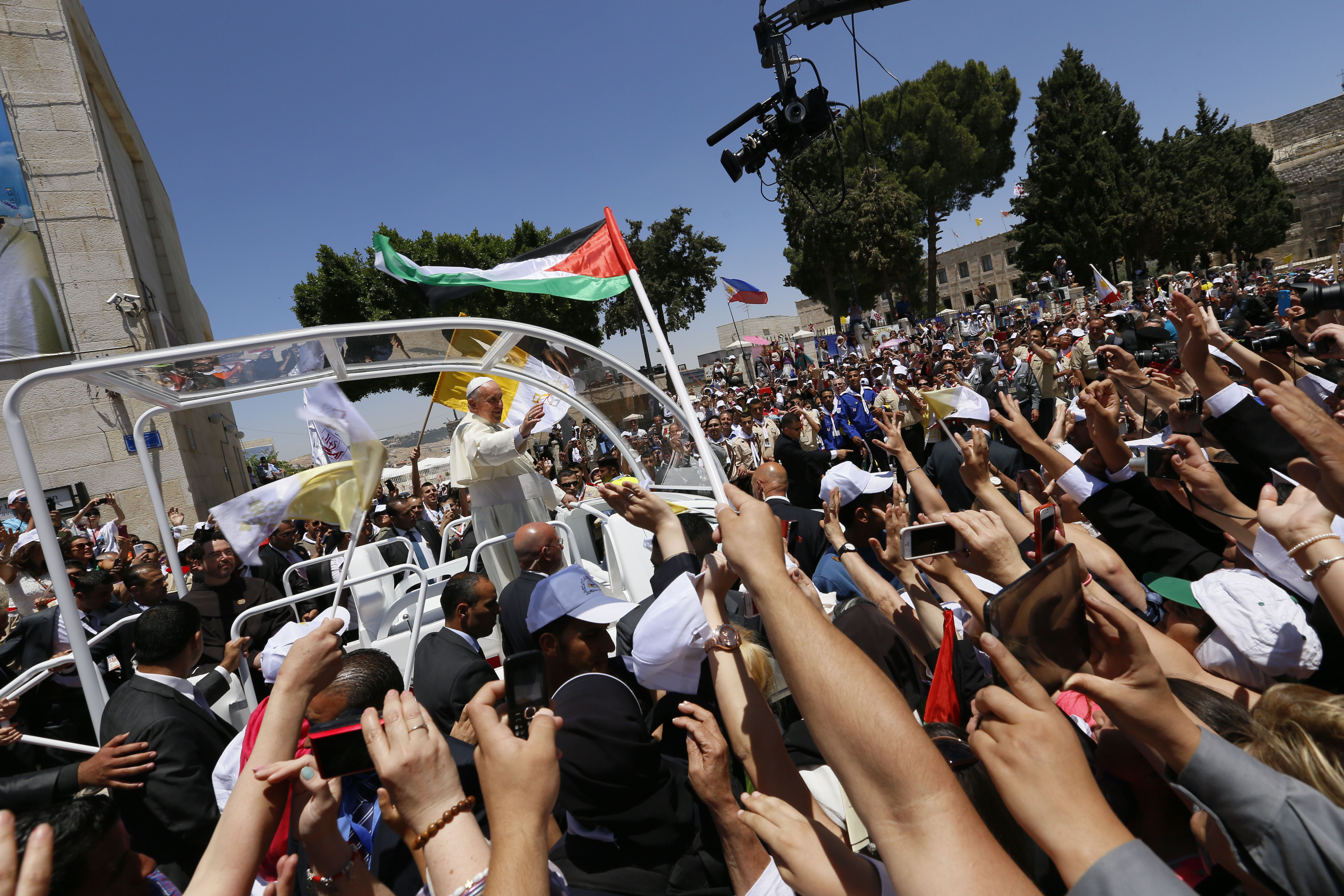
Papa Francesco saluta la folla a Betlemme il 25 maggio 2014 dopo aver celebrato la messa

Durante il suo pontificato, papa Francesco ha compiuto 47 viaggi apostolici visitando 66 nazioni. 
Inoltre ha compiuto 40 visite apostoliche in Italia recandosi in 49 differenti città o frazioni.
Sono numerose, infine, le visite pastorali avvenute nella diocesi di Roma.

### Concistori ordinari pubblici per la creazione di nuovi cardinali
Papa Francesco ha presieduto il suo primo concistoro il 22 febbraio 2014, nel corso del quale ha nominato diciannove cardinali, di cui sedici elettori, provenienti da quindici differenti paesi.
Nel suo secondo concistoro, il 14 febbraio 2015, papa Francesco ha nominato venti cardinali, di cui quindici elettori, originari di diciotto diversi paesi.
Il 19 novembre 2016, nel terzo concistoro da lui presieduto, papa Francesco ha creato tredici nuovi cardinali elettori e quattro ultraottantenni, provenienti da quattordici differenti paesi.
Durante il suo quarto concistoro, tenutosi il 28 giugno 2017, papa Francesco ha creato cinque nuovi cardinali, tutti elettori, originari di cinque paesi diversi. Quattro di essi provengono da un paese che non aveva mai avuto cardinali in precedenza.
Il 28 giugno 2018 ha presieduto il suo quinto concistoro, in occasione del quale ha creato quattordici cardinali, di cui undici elettori, provenienti da undici paesi differenti.
Il suo sesto concistoro si è svolto il 5 ottobre 2019, quando il pontefice ha creato tredici nuovi cardinali, di cui dieci elettori.
Il 28 novembre 2020 papa Francesco ha creato tredici nuovi cardinali, di cui nove elettori, durante il suo settimo concistoro.
Il 27 agosto 2022 tiene l’ottavo concistoro, con la creazione di venti nuovi cardinali, di cui sedici elettori.
Il 30 settembre 2023 papa Francesco ha creato ventuno nuovi cardinali, di cui diciotto elettori, durante il suo nono concistoro.
Il 7 dicembre 2024 il Santo Padre, in occasione del suo decimo concistoro, ha creato ventuno nuovi cardinali, di cui venti elettori e uno solo non elettore.

### Beatificazioni e canonizzazioni del pontificato

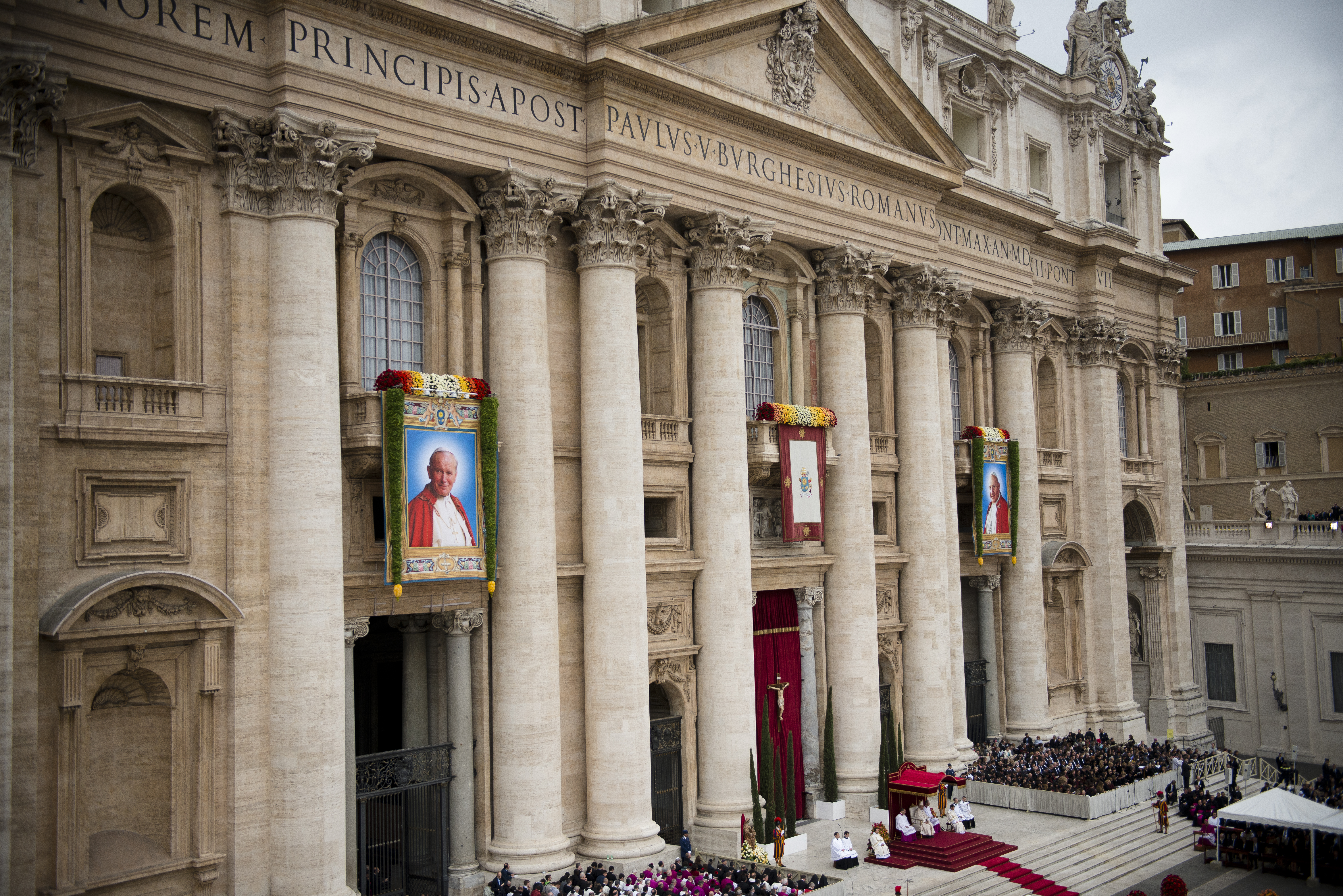
Canonizzazione di Giovanni XXIII e Giovanni Paolo II, 27 aprile 2014

Durante il suo pontificato papa Francesco ha beatificato 1541 venerabili servi di Dio, di cui 2 per equipollenza, 1 altro riconosciuto per concessione dell'indulto per la celebrazione della messa e dell'ufficio e gli altri 1538 nel corso di 178 distinte cerimonie pubbliche.
Inoltre ha canonizzato 942 beati, di cui 23 riconosciuti per equipollenza e gli altri 919 nel corso di 18 distinte cerimonie pubbliche (15 in Vaticano, e 3 rispettivamente negli Stati Uniti d'America, nello Sri Lanka e in Portogallo).

### Documenti e opere del pontificato
Durante il suo pontificato, papa Francesco ha pubblicato 4 encicliche, 7 esortazioni apostoliche, 56 motu proprio, 39 costituzioni apostoliche, 2 bolle pontificie, Misericordiæ Vultus e Spes non confundit, per l'indizione rispettivamente del Giubileo straordinario della Misericordia (2016) e del Giubileo della Speranza (2025), nonché 8 lettere apostoliche. 
Oltre a questi documenti pontifici, sono state pubblicate diverse opere personali di papa Francesco.

#### Encicliche
- Lumen fidei è la prima enciclica di papa Francesco, pubblicata il 29 giugno 2013, nell'anno della fede. Il testo della lettera enciclica è stato iniziato da papa Benedetto XVI, per completare la trilogia dedicata alle tre virtù teologali. Questa lettera enciclica è stata consegnata da Benedetto XVI al suo successore Francesco, che ne ha esteso e firmato il lavoro.[175][176][177]
- Laudato si' è la seconda enciclica ed è dedicata all'ambiente.[178] Le prime due parole sono una citazione del Cantico delle creature di San Francesco di Assisi.[179][180][181] L'enciclica, pur essendo stata resa pubblica il 18 giugno 2015, riporta la data del 24 maggio, solennità di Pentecoste.
- Fratelli tutti è la terza enciclica ed è dedicata alla fratellanza e all'amicizia sociale. Il testo è stato firmato ad Assisi il 3 ottobre 2020.
- Dilexit nos è la quarta e ultima enciclica di papa Francesco ed è dedicata al tema della devozione al Sacro Cuore di Gesù. Il testo è stato pubblicato il 24 ottobre 2024.

### Il Giubileo straordinario

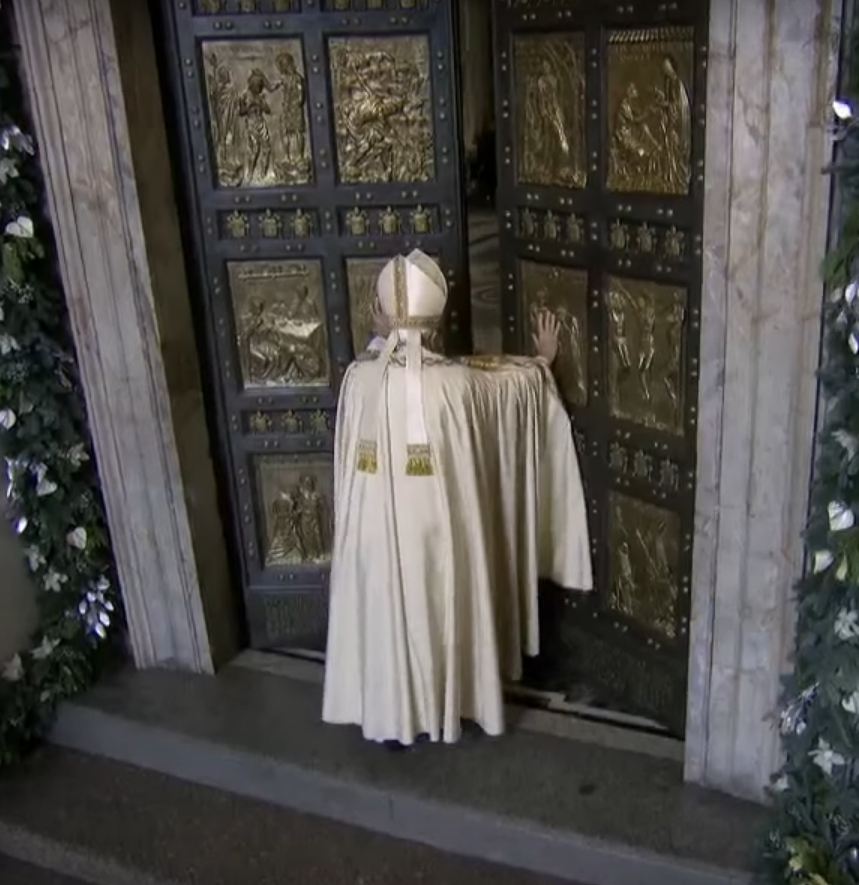
Papa Francesco apre la porta santa, inaugurando il Giubileo della misericordia

L'11 aprile 2015, durante la celebrazione dei primi vespri della Domenica della divina misericordia, ha indetto ufficialmente, con la lettura e la consegna della bolla pontificia Misericordiae Vultus, un giubileo straordinario dedicato alla misericordia. Tale evento ha avuto inizio l'8 dicembre 2015 ed è terminato il 20 novembre 2016.

#### La misericordia
Papa Francesco, in particolare durante il giubileo straordinario, ha voluto porre un accento specifico sul potente messaggio di Gesù Cristo sulla misericordia.
Già da cardinale, il futuro papa riteneva nel pensiero delle sue pubblicazioni che la moralità cristiana non dovesse essere un titanico sforzo di volontà, bensì una risposta alla misericordia di Dio. Non è quindi per lui questione di non sbagliare mai, ma di saper riconoscere il proprio errore e risollevarsi e in questo la moralità cristiana rappresenta un'autentica rivoluzione. Commentando il passo evangelico di Gesù e della donna adultera, papa Francesco ha ribadito il fatto che Dio non si dimentica mai dell'uomo, ma non si dimentica nemmeno di continuare a ricordargli l'importanza di chiedere perdono. Per l'enfasi posta nella misericordia, molti sono ritornati al cristianesimo e ad accostarsi al sacramento della confessione, risultato di quello che molti hanno definito "effetto papa Francesco". A ogni modo questo stesso pensiero del pontefice sembra non aver sortito il medesimo effetto nel calo delle vocazioni sacerdotali in seno alla chiesa, e in particolare nell'ordine dei gesuiti.
Il portavoce vaticano Greg Burke disse all'epoca del giubileo della misericordia che l'enfasi posta da papa Francesco sul tema della misericordia si sarebbe estesa "persino a quanti siano colpevoli dei peggiori crimini".

### Condizioni di salute
Papa Francesco, eletto al soglio pontificio nel 2013 all'età di 76 anni, ha affrontato diverse sfide legate alla sua salute nel corso degli anni.
In precedenza, nel 1957, a 21 anni, subì una lobectomia polmonare, con l'asportazione del lobo superiore del polmone destro, a causa di tre cisti conseguenti a una grave infezione respiratoria. Tuttavia non risentì mai di alcuna limitazione nelle sue attività. Durante la Sede Vacante del 2013, dopo le dimissioni di Benedetto XVI, alcuni cardinali contrari alla sua elezione diffusero invano tra i loro colleghi false notizie sulla sua condizione di salute per ostacolare la sua candidatura.
Il primo ricovero ospedaliero, non contando l'intervento ambulatoriale per cataratta avvenuto nel 2019 in gran segreto alla Clinica Pio XI, fu il 4 luglio 2021 al Policlinico Gemelli di Roma per una stenosi diverticolare sintomatica del colon.
Negli ultimi anni, ha sofferto di episodi ricorrenti di infezioni respiratorie. Nel marzo 2023, fu ricoverato per una bronchite infettiva acuta, che lo costrinse a rinunciare alla tradizionale Via Crucis per evitare esposizioni al freddo. Successivamente, nel dicembre 2023, affrontò una bronchite che lo portò a cancellare la partecipazione alla Cop28 di Dubai.
Oltre ai problemi respiratori, ha affrontato altre sfide fisiche. Nel dicembre 2024, subì una caduta che gli causò un livido evidente al mento. Nel gennaio successivo, riportò una contusione all'avambraccio destro a seguito di un altro incidente domestico. Inoltre, soffriva di sciatalgia e gonalgia, condizioni che avevano influenzato la sua mobilità, rendendo necessario l'uso di un bastone o della sedia a rotelle in diverse occasioni.

#### Ultimo ricovero in ospedale, ultime apparizioni pubbliche e morte

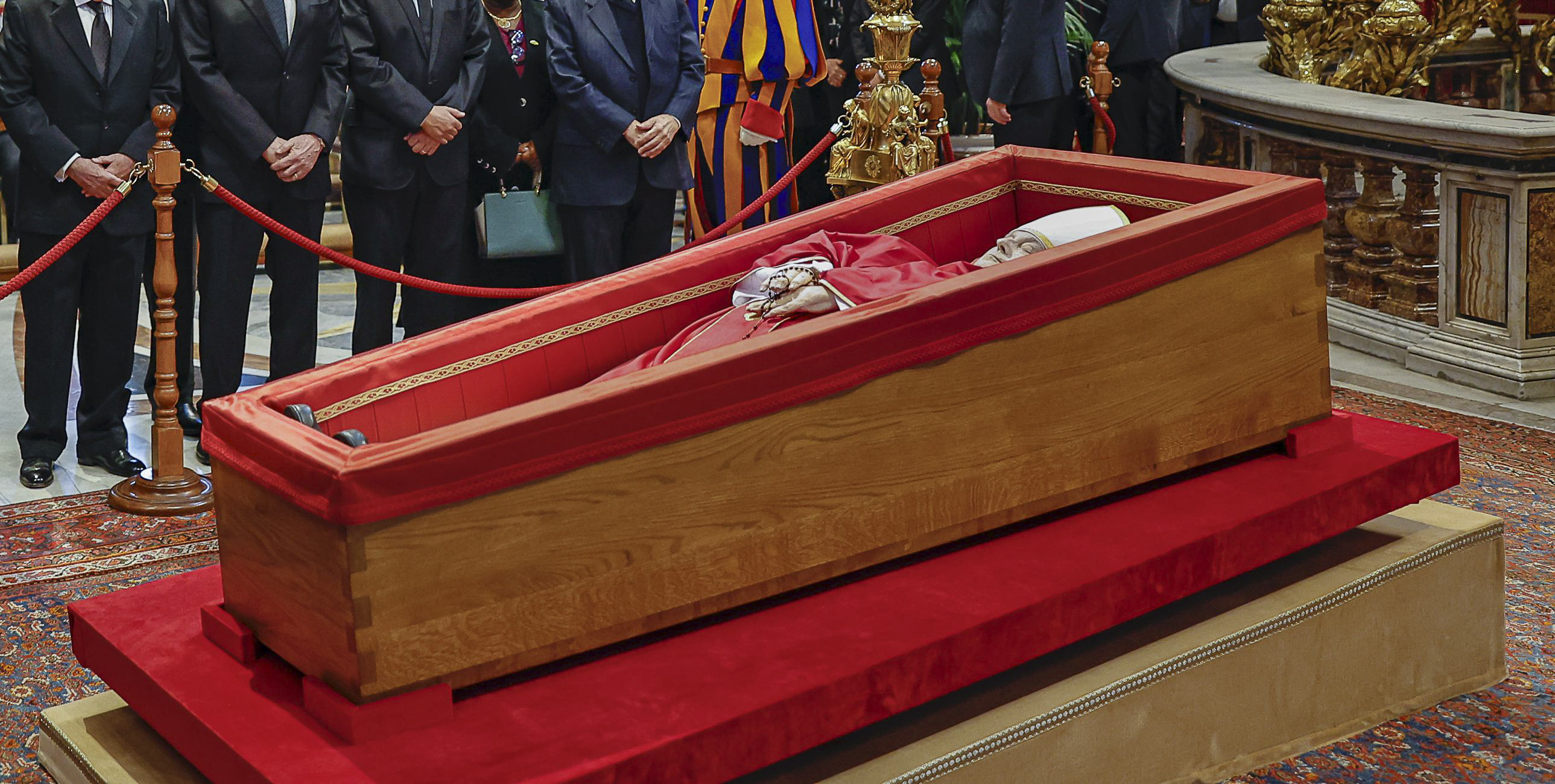
La salma di papa Francesco esposta nella basilica di San Pietro in Vaticano

Il 14 febbraio 2025 è stato nuovamente ricoverato al Policlinico Gemelli di Roma a causa di una bronchite con infezione polimicrobica, complicata in una polmonite bilaterale. È stato dimesso il successivo 23 marzo, con l'intento di proseguire la convalescenza presso la residenza di Santa Marta; prima di lasciare l'ospedale, ha salutato giornalisti e fedeli, facendo la sua prima apparizione pubblica dopo cinque settimane. Nelle settimane seguenti, le sue condizioni cliniche sembravano mostrare un miglioramento progressivo, con la sospensione della ventilazione meccanica non invasiva e la riduzione della necessità di ossigenoterapia ad alti flussi; inoltre, erano stati registrati progressi durante la fisioterapia respiratoria e motoria, con un miglioramento anche della voce, inizialmente compromessa dalla malattia. Il Papa aveva anche ripreso alcune attività lavorative, nonostante i medici avessero prescritto un periodo di riposo di almeno due mesi, durante il quale avrebbe continuato a seguire un regime di "dimissioni protette", con assistenza sanitaria 24 ore su 24 presso la sua residenza.

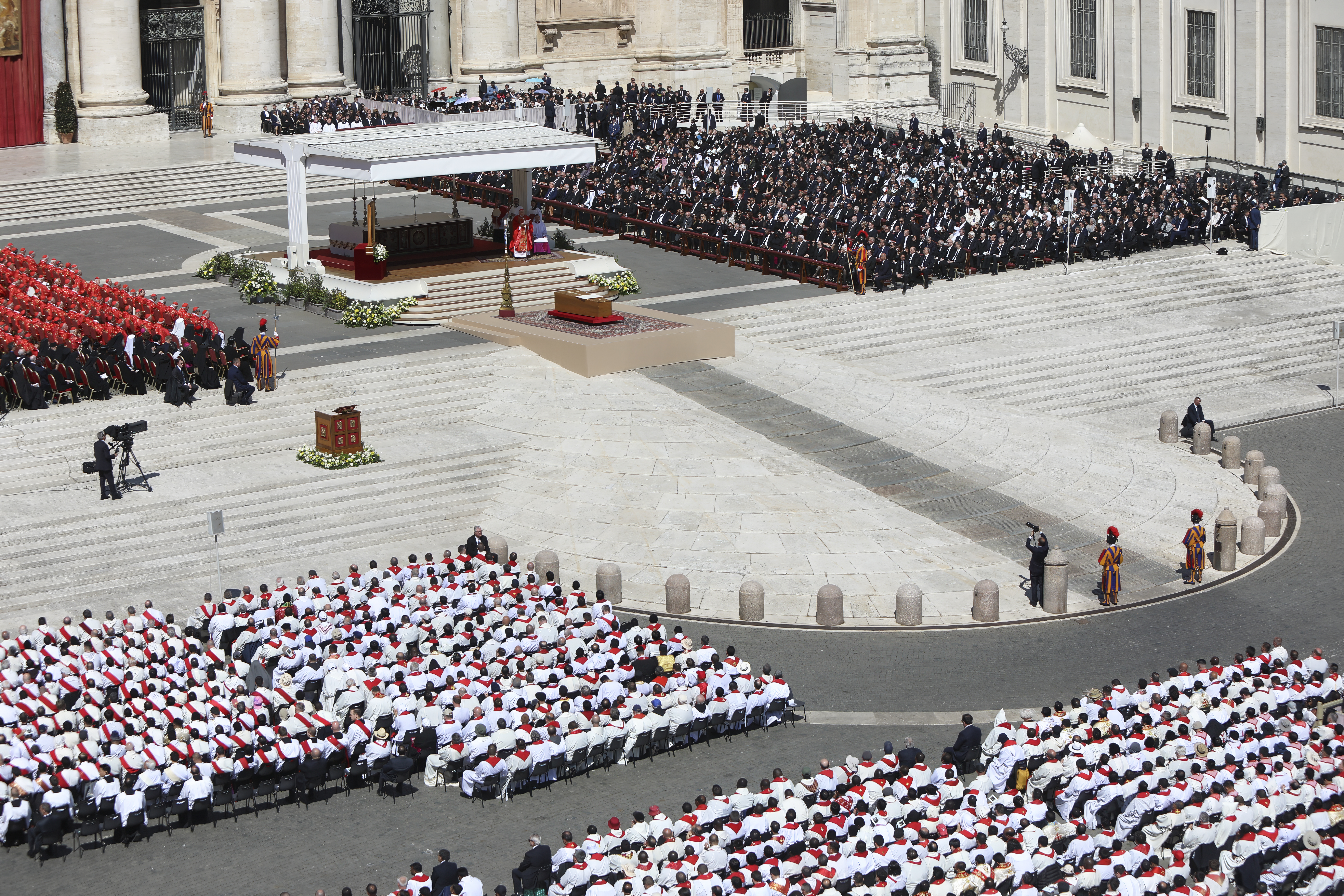
Un momento della messa esequiale

In alcune occasioni, però, ha disatteso la convalescenza prescritta dai medici, come quando, ad esempio, il 6 aprile 2025, a sorpresa, si è presentato in piazza San Pietro al termine della messa, accompagnato in sedia a rotelle dai suoi assistenti, e rivolgendo alla folla un breve saluto. Il 18 aprile, Venerdì santo, non ha partecipato alla tradizionale Via Crucis al Colosseo, ma nonostante l'assenza ha scritto personalmente le meditazioni delle quattordici stazioni. L'ultima uscita pubblica è avvenuta il 20 aprile 2025, quando è apparso dalla loggia centrale della basilica di San Pietro per rivolgere al popolo il messaggio di Pasqua e impartire la benedizione Urbi et Orbi; dopo questo momento, ha voluto compiere un giro in papamobile, l'ultimo del pontificato, tra i fedeli radunati in piazza san Pietro.
Il 21 aprile 2025 il cardinale e camerlengo Kevin Joseph Farrell ha annunciato ufficialmente la morte del Papa, avvenuta alle 7:35 del mattino stesso all'età di 88 anni; nella stessa serata sono state rese note le cause del decesso (ictus e "collasso cardio-circolatorio irreversibile"), accertato attraverso un'elettrocardiotanatografia dal professore Andrea Arcangeli, direttore della Direzione di Sanità e Igiene dello Stato della Città del Vaticano.

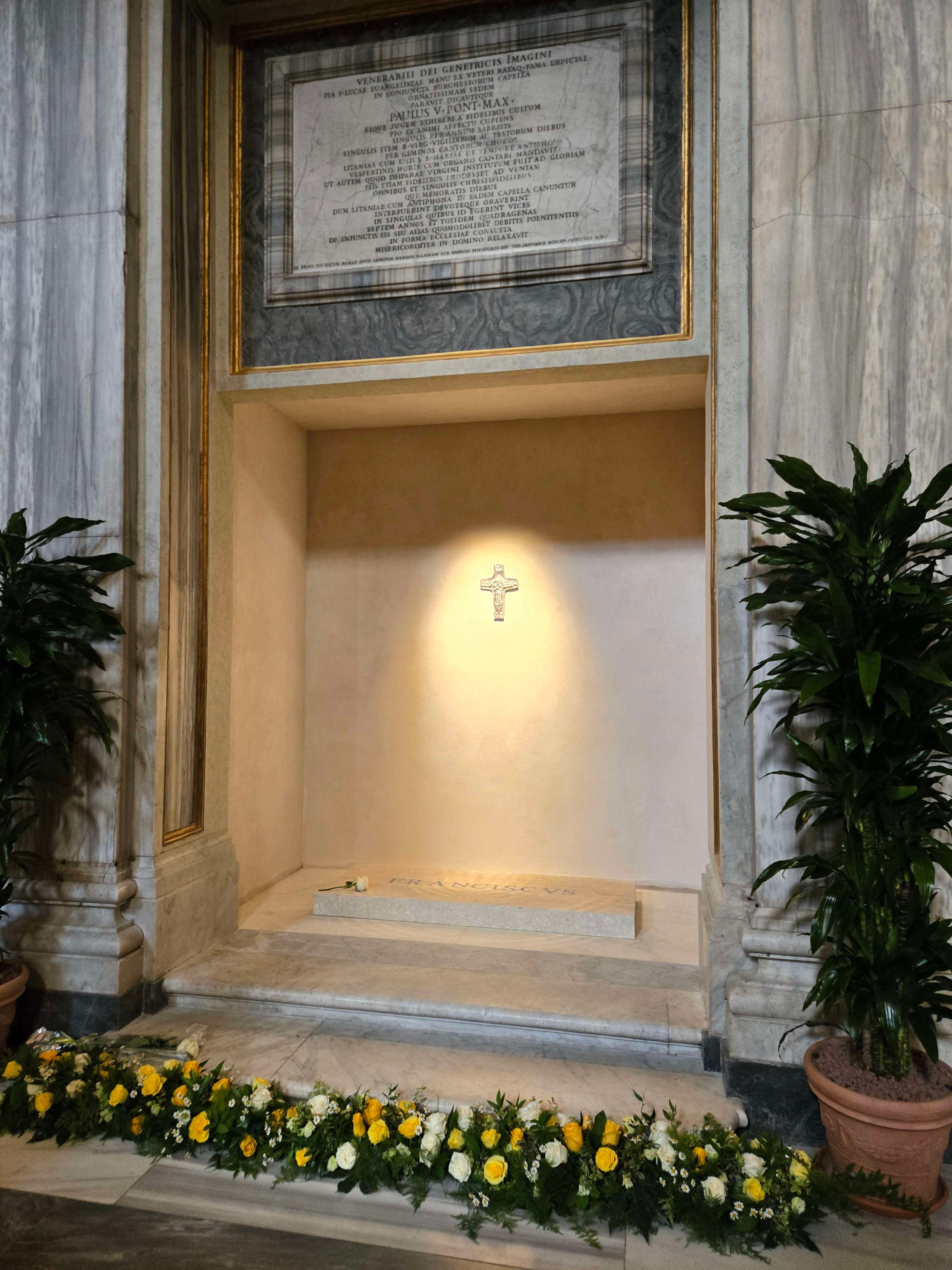
Tomba di papa Francesco nella basilica di Santa Maria Maggiore

La Sala stampa della Santa Sede ha diffuso anche il testamento di papa Francesco, originariamente dettato nel giugno 2022 a Casa Santa Marta, in cui il pontefice aveva dato solamente un'indicazione riguardante la propria sepoltura, chiedendo che avvenisse nella basilica di Santa Maria Maggiore, e che le spese fossero coperte da un donatore anonimo, incaricato dallo stesso papa:
Dal 23 al 25 aprile il corpo del Pontefice è stato esposto nella basilica Vaticana, dove 250 mila fedeli gli hanno reso omaggio.
Le esequie sono state celebrate il 26 aprile 2025 in piazza San Pietro dal cardinale Giovanni Battista Re, decano del collegio cardinalizio. Al termine dei funerali la salma è stata portata, con corteo funebre e attraversando alcune vie di Roma, presso la basilica di Santa Maria Maggiore per la sepoltura. Circa 400.000 fedeli hanno partecipato ai funerali, di cui 250.000 dislocati nell'area di piazza San Pietro e circa 150.000 lungo il tragitto percorso dal corteo funebre per le vie di Roma e in piazza Santa Maria Maggiore.

## Relazioni con le altre comunità religiose

### Il dialogo con la Chiesa ortodossa

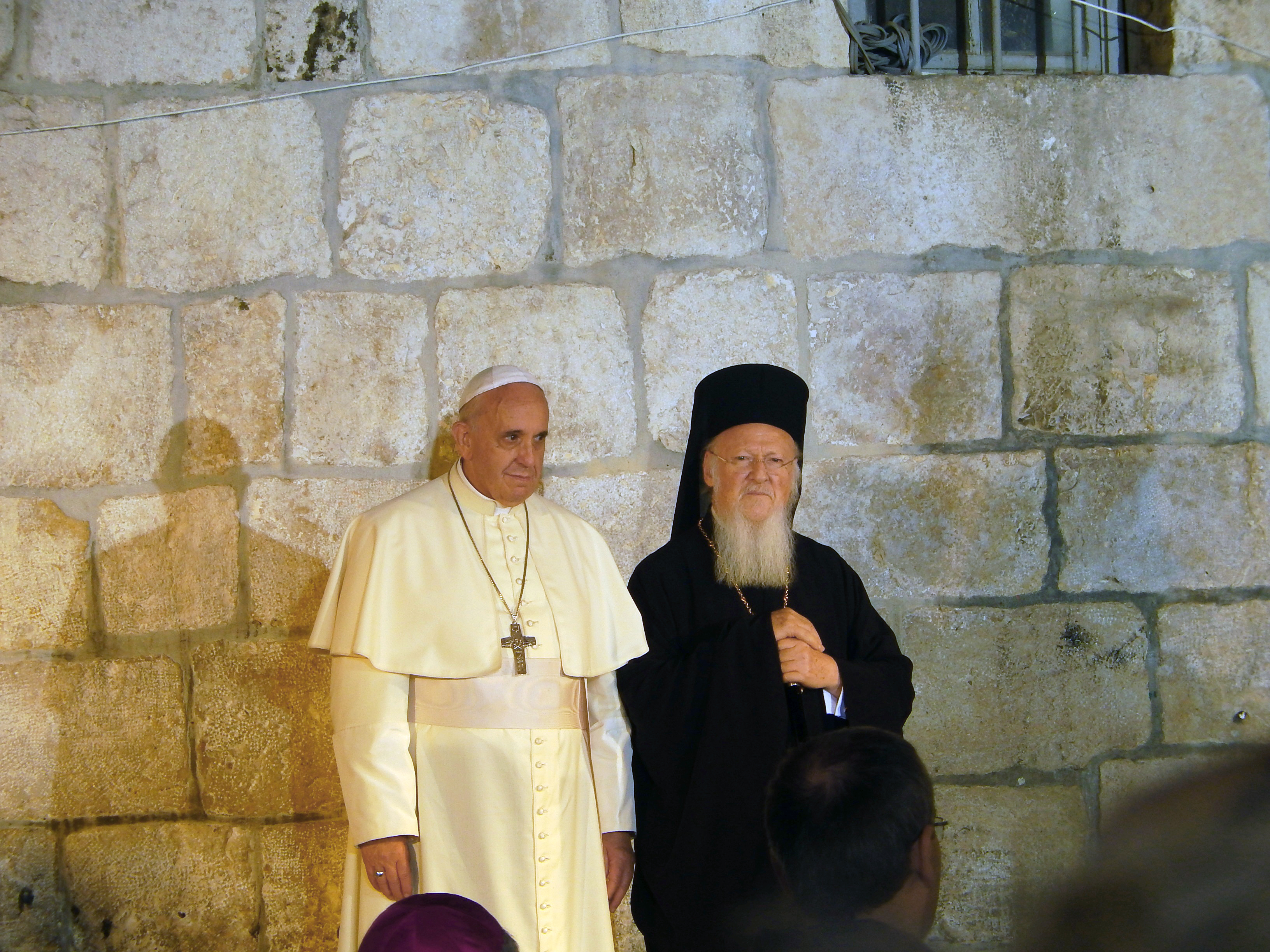
Papa Francesco e il patriarca Bartolomeo I nella Basilica del Santo Sepolcro a Gerusalemme

Già l'episcopato di Bergoglio a Buenos Aires era stato caratterizzato da una forte volontà di dialogo e reciproco rispetto con la Chiesa ortodossa. Il vescovo Giovanni, della Chiesa ortodossa russa fuori dalla Russia e residente a Buenos Aires, ha affermato che era abitudine del cardinale Bergoglio partecipare alla liturgia del Natale ortodosso nella città argentina. Alla messa d'inaugurazione del ministero petrino di papa Francesco, inoltre, ha voluto essere presente, per la prima volta dopo lo scisma del 1054, il patriarca ecumenico di Costantinopoli Bartolomeo I. I due si sono incontrati dapprima in udienza privata e, poi, nella giornata del 20 marzo in occasione dell'incontro con i delegati fraterni delle altre confessioni cristiane e delle altre religioni. In questa occasione papa Francesco si è rivolto al patriarca Bartolomeo definendolo "fratello Andrea", in riferimento al rapporto di parentela tra gli apostoli Pietro e Andrea dei quali il papa e il patriarca di Costantinopoli sono gli ideali successori.
Nello stesso incontro del 20 marzo, il pontefice ha incontrato anche il metropolita Hilarion di Volokolamsk, che ha soggiornato dal 18 marzo nella Domus Sanctae Marthae, dove risiede anche il papa con il quale aveva già avuto occasione di avere altri incontri, in rappresentanza del patriarca di Mosca e di tutte le Russie Cirillo I. Hilarion ha fatto, quindi, dono al papa di un'icona rappresentante la Madonna dell'Umiltà, successivamente donata da papa Francesco al pontefice emerito Benedetto XVI in occasione del loro incontro a Castel Gandolfo.
Il 25 marzo 2013 il patriarca Bartolomeo I, in un incontro all'università Kadir Has di Istanbul, ha espresso «la possibilità per le prossime generazioni di vedere le Chiese di Oriente e d'Occidente riunite». Bartolomeo I ha inoltre manifestato la sua sorpresa per l'invito del papa, in occasione del suo arrivo a Roma per la messa d'inaugurazione del ministero petrino del pontefice, alla cena con i cardinali che Francesco ha voluto benedisse. Durante l'incontro i due hanno avuto modo di parlare non solo di questioni legate all'ecumenismo ma anche di temi di attualità quali l'ambiente e la povertà.
Il 12 febbraio 2016 Francesco è stato il primo papa a incontrare un patriarca della Chiesa ortodossa russa dopo quasi mille anni dal Grande Scisma, incontrandosi con Cirillo I a L'Avana, a Cuba, per firmare una dichiarazione comune.

### Il dialogo con la Chiesa ortodossa copta
A quarant'anni esatti dall'incontro tra papa Paolo VI e Shenuda III, il papa ha ricevuto in Vaticano il 10 maggio 2013 Tawadros II, papa dei copti ortodossi, allo scopo di rafforzare i legami di amicizia e di promuovere il dialogo ecumenico tra le due confessioni cristiane. L'incontro si è concluso con un momento di preghiera e con l'invito al papa, da parte di Tawadros, a visitare l'Egitto. Papa Francesco si è recato in visita in Egitto in occasione del viaggio apostolico dell'aprile 2017, venendo calorosamente accolto da Tawadros e dalla comunità copta ortodossa.

### Il dialogo con i musulmani
Nel corso dell'Angelus dell'11 agosto 2013, il Pontefice rivolge un saluto all'intera comunità musulmana, definendoli come "nostri fratelli" e invitando cristiani e musulmani all'impegno per un maggior rispetto reciproco rafforzando il dialogo interreligioso, specialmente attraverso l'educazione delle nuove generazioni nel rapporto fra le due religioni.
Il 5 marzo 2021 Francesco è il primo papa in visita apostolica in Iraq, dove visita Ur, città natale del patriarca Abramo. Il 6 marzo è il primo papa a incontrare un alto esponente dell'Islam sciita quale il grande ayatollah ʿAlī al-Husaynī al-Sīstānī, che lo accoglie in via straordinaria nella sua dimora privata a Najaf.

## Controversie

### Controversie col mondo politico
Papa Francesco è stato regolarmente accusato dai conservatori di avere un "rapporto morbido" coi movimenti populisti di sinistra. Dopo la visita di papa Francesco a Cuba nel 2015, lo storico della chiesa dell'Università di Yale, Carlos Eire, ha parlato di un'"opzione preferenziale per gli oppressori" dell'America Latina. Certamente papa Francesco ha dimostrato più volte di essere contrario al populismo di destra.

#### Rapporti col presidente Donald Trump

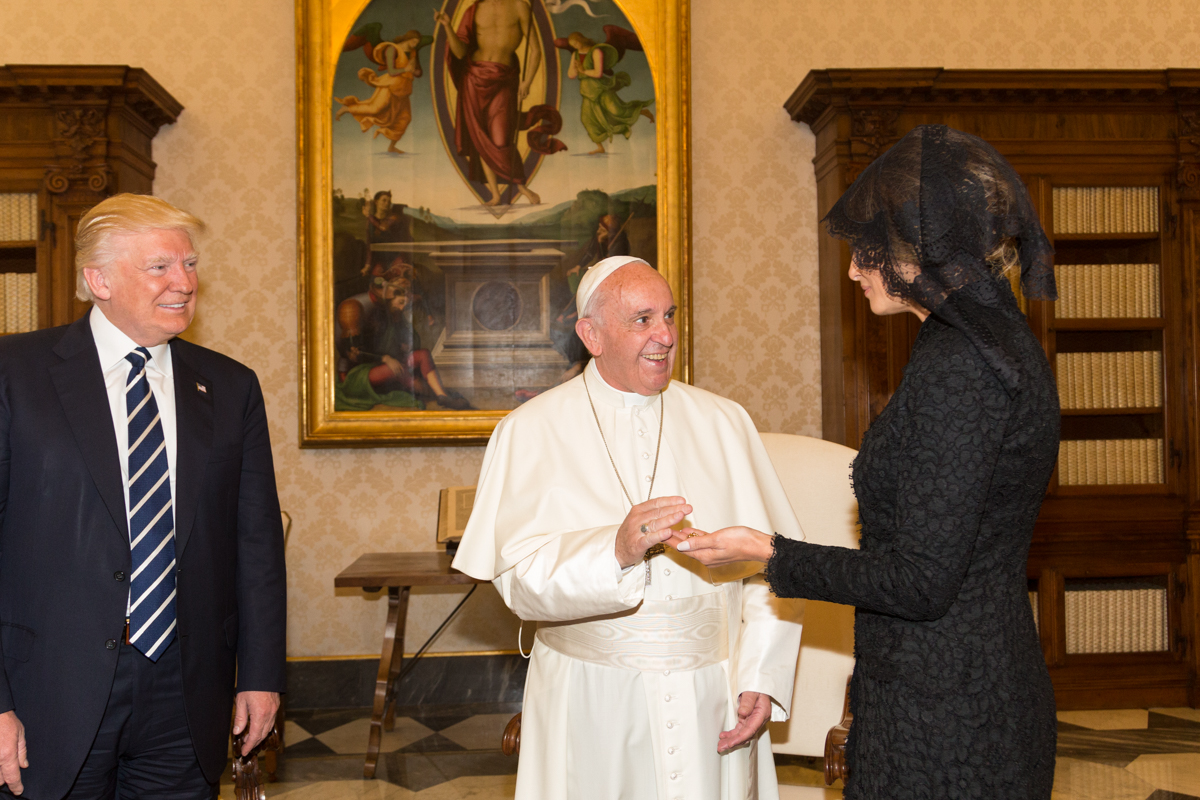
Papa Francesco incontra Donald Trump e sua moglie Melania il 24 maggio 2017 durante un'udienza privata tenutasi nel Palazzo Apostolico Vaticano

Sin dal 2016, papa Francesco ha avuto dei contrasti col presidente statunitense Donald Trump e con alcuni critici che hanno realizzato dei confronti tra i due. Nel corso della campagna per le elezioni presidenziali del 2016, Francesco dichiarò che "una persona che pensa solo a costruire muri, di qualunque natura siano, e non a costruire ponti, non è cristiana", senza ad ogni modo citare direttamente Trump nella sua parte di discorso. Trump rispose quanto fosse "disagevole per un capo religioso mettere in discussione la fede di una persona." Federico Lombardi disse che il commento di papa Francesco non era stato "un attacco personale, né un'indicazione per chi votare alle elezioni".

#### Rapporti con la Repubblica Popolare Cinese
Papa Francesco ha sostenuto l'accordo Vaticano-Cina, con l'intento di addivenire a una normalizzazione della situazione dei cattolici in Cina; tale accordo venne criticato dal cardinale Joseph Zen Ze-kiun come un passo verso l'"annientamento" della chiesa cattolica in Cina, relegata a un ruolo di subordinazione rispetto alle direttive dello stato.

#### Rapporti con l'Argentina
In Argentina, Bergoglio ha avuto un rapporto problematico con il Presidente Mauricio Macri e non ha mai organizzato una visita episcopale nel suo Paese nativo dopo la sua elezione alla guida del Paese a fine 2015. I motivi, secondo numerosi osservatori, sarebbero da identificare nella diversa visione del mondo di Macri, liberale pro-mercato, e del Papa, che al tempo stesso non vorrebbe farsi strumentalizzare come personalità faziosa da parte dell'opposizione. Un parziale e temporaneo riallineamento si è verificato nel mese di agosto del 2018, quando Macri si è opposto al disegno di legge sulla depenalizzazione dell'aborto in Argentina, poi respinto dal Parlamento di Buenos Aires, allineandosi su questo tema con papa Francesco.

#### Rapporti con la dittatura argentina
L'Argentina è stata governata dal 1976 al 1983 da una dittatura militare e questo ha aperto un dibattito sui rapporti che Bergoglio (all'epoca padre provinciale dei Gesuiti argentini) ha intrattenuto con la giunta militare. Sebbene si sia adoperato per salvare persone dalle torture, egli fu accusato dall'avvocato Marcello Parrilli di avere avuto responsabilità in relazione al rapimento, nel 1976, di due sacerdoti gesuiti della sua provincia religiosa ostili al regime, Orlando Yorio e Francisco Jalics. Tale accusa è stata smentita da uno dei due sacerdoti rapiti, padre Francisco Jalics e non ha trovato riscontri in sede giudiziaria. In relazione a questa vicenda, Bergoglio ha testimoniato di aver incontrato Emilio Massera e Jorge Videla con l'obiettivo di ottenere la liberazione dei due religiosi.
L'episodio è citato in un libro del giornalista investigativo ed ex militante del gruppo guerrigliero di estrema sinistra dei Montoneros, Horacio Verbitsky, pubblicato nel 2005. A livello mediatico l'ipotesi è stata risollevata dopo l'elezione di Bergoglio a pontefice e anche Verbitsky ha espresso pubblicamente la preoccupazione e la frustrazione di quanti, in Argentina, sono estremamente critici nei confronti dell'operato di Bergoglio al tempo della guerra sporca e delle posizioni che ha assunto in seguito.
La Santa Sede ha respinto tutte le accuse, sostenendo che provengono da una "sinistra anticlericale" (con riferimento al libro di Verbitsky), che mai vi furono accuse credibili nei confronti di Bergoglio (che fu interrogato come persona informata dei fatti senza essere mai imputato) e che egli le negò in modo documentato.
Pérez Esquivel, che ha vinto il premio Nobel per la pace per le denunce contro gli abusi della dittatura militare, ha difeso Bergoglio dalle accuse di complicità. Anche il presidente dell'Associazione 24 marzo, Jorge Ithurburu, ha smentito le ipotesi di collusione di Bergoglio con il regime. Perplessità, invece, sono state espresse dall'attivista argentina Estela Barnes de Carlotto, presidente dell'associazione Nonne di Plaza de Mayo.
Il presidente della Corte suprema di Giustizia argentina, Ricardo Lorenzetti, in un'intervista al quotidiano La Nación, ha chiarito che Bergoglio «è una persona assolutamente innocente» e non è stato sospettato di nessuna complicità nelle violazioni dei diritti umani commesse durante la dittatura militare.

#### Rapporti col Venezuela
Nella crisi venezuelana, Francesco non ha apertamente denunciato gli atti di Nicolás Maduro, malgrado le reiterate richieste da parte dei vescovi locali, apertamente schierati contro il presidente. I critici di papa Francesco hanno avanzato a tal proposito l'ipotesi di sommesse simpatie ideologiche del Papa per Maduro e per i suoi alleati di sinistra, come ad esempio Evo Morales, sebbene il Vaticano nel contesto della Repubblica Bolivariana abbia portato avanti una continua opera di mediazione tra governo e opposizione, che non si è interrotta nemmeno dopo lo scoppio della crisi presidenziale venezuelana del 2019, in cui la Santa Sede si è posta in testa alla lista dei mediatori assieme a Messico e Uruguay.

### Controversie sulla sessualità e sulla morale
Il papa ha ricevuto delle critiche sin dal 2013 per essere apparso al balcone di Piazza San Pietro assieme a Godfried Danneels nella sua presentazione iniziale, come pure per le nomine concesse a questi dal pontefice in seguito. Danneels era stato infatti in precedenza ridotto al silenzio per aver ignorato le denunce contro alcuni preti della sua arcidiocesi, responsabili di abusi sessuali. Anche la posizione attendista assunta nel 2014 nei confronti di don Mauro Inzoli, accusato e poi condannato per abusi su minori, e dimesso dallo stato clericale solo nel 2017, ha sollevato delle critiche.

#### La difesa di Juan Barros Madrid
Nel 2011 il sacerdote cileno Fernando Karadima, dopo un processo della Congregazione per la dottrina della fede, viene condannato a ritirarsi a una vita di preghiera e penitenza perché trovato colpevole riguardo alle accuse di pedofilia accumulatesi durante il suo sacerdozio. Juan de la Cruz Barros Madrid, che per 30 anni era stato al fianco di Karadima di cui è intimo amico, tanto da venir accusato di esser stato suo complice e di aver coperto gli abusi, viene successivamente nominato vescovo di Osorno: questo scatena la protesta di una parte della società civile e della politica cilena, tanto che si verificano scontri di fronte alla sede della sua diocesi. Una ventina di parlamentari cileni chiede allora a Papa Francesco di sospendere la sua nomina, ma ciò non avviene. Il Papa, discutendo della questione di fronte a un gruppo di turisti in piazza San Pietro, lo difende:
Juan Carlos Claret, uno degli organizzatori della protesta, riguardo alle dichiarazioni del Papa ha detto che esse non hanno fatto altro che aggravare il loro malcontento. L'inchiesta della Corte di Giustizia cilena è in realtà ancora in corso.
L'8 aprile 2018, in una lettera inviata ai vescovi del Cile, il Papa riconosce di essere "incorso in gravi errori di valutazione e percezione della situazione, in particolare per mancanza di informazioni veritiere ed equilibrate".
Il 18 maggio 2018, dopo tre giorni di incontri con il Papa in Vaticano, i vescovi del Cile chiedono perdono per i gravi errori e le omissioni da loro commessi e comunicano che "tutti noi vescovi presenti a Roma, per iscritto, abbiamo rimesso i nostri incarichi nelle mani del Santo Padre, affinché decida Lui liberamente per ciascuno di noi".

#### Il rifiuto dell'ambasciatore francese gay Laurent Stefanini
Nell'aprile del 2015 il Vaticano rifiuta la nomina, da parte del governo francese, del diplomatico Laurent Stefanini come nuovo ambasciatore presso la Santa Sede, in quanto gay. Il ruolo di ambasciatore francese resta così vacante per oltre un anno fino al maggio 2016, quando Stefanini viene trasferito all'UNESCO e viene nominato come nuovo ambasciatore - accettato dal Vaticano - Philippe Zeller, non omosessuale. Questo avviene nonostante le dichiarazioni di papa Francesco in merito al non giudicare i gay: «Se una persona è gay e cerca il Signore e ha buona volontà, chi sono io per giudicarla?». Laurent Stefanini - considerato persona riservata, di grande cultura e molto qualificata nel proprio lavoro - non aveva mai fatto coming out né parlato pubblicamente del proprio orientamento sessuale e, inoltre, aveva ottenuto la precedente approvazione della Conferenza episcopale francese.
La Francia, per oltre un anno, si rifiuta di presentare un'altra nomina e il ministero degli Esteri francese chiede, inutilmente, il rispetto della vita privata del diplomatico, il quale - in un colloquio privato con papa Francesco, nell'aprile 2015 in Vaticano - ha conferma del mancato gradimento per la sua candidatura. Un caso analogo era già avvenuto nel 2008, sempre per l'incarico di ambasciatore francese presso la Santa Sede; il posto rimase vacante per quasi un anno, visti i candidati non graditi al Vaticano: un luterano, un divorziato e, anche allora, un gay dichiarato.

#### I funerali solenni del cardinale Bernard Law, protettore di sacerdoti pedofili
Tra molte polemiche, il 21 dicembre 2017 vengono celebrate in San Pietro, presiedute da papa Francesco, le esequie solenni del cardinale Bernard Francis Law - morto a 86 anni a Roma e successivamente tumulato nella basilica di Santa Maria Maggiore - con la partecipazione di tutti i cardinali presenti a Roma, di diversi ambasciatori presso la Santa Sede e del segretario di Stato Vaticano Pietro Parolin.
Il cardinale Law fu - agli inizi degli anni duemila, quando era arcivescovo di Boston negli Stati Uniti - al centro di un caso di pedofilia su vasta scala, rendendosi colpevole di aver protetto un gran numero di sacerdoti pedofili, nascondendoli e spostandoli di sede; cercò poi di mantenere nascosti questi crimini, fino a quando vennero portati alla luce grazie al lavoro di indagine dei giornalisti del Boston Globe, per questo premiati con il Pulitzer. Nel 2002, il cardinale Law fu costretto a dimettersi e venne allontanato dalla sede di Boston ma, nel 2004, fu trasferito a Roma e nominato arciprete della basilica di Santa Maria Maggiore, una delle più importanti al mondo e che gode del diritto di extraterritorialità, mettendo anche al riparo l'alto prelato da qualunque eventuale procedimento giudiziario degli Stati Uniti; oltre a ciò, il cardinale Law venne nominato membro di sei congregazioni, tra cui quella del Pontificio consiglio per la famiglia.
I solenni funerali del cardinale Bernard Law - per il quale papa Francesco ha elevato «preghiere per il riposo della sua anima» perché «il Signore, ricco di misericordia, possa accoglierlo nella sua pace eterna» - e la successiva tumulazione nella prestigiosa basilica di Santa Maria Maggiore hanno provocato la protesta delle vittime degli abusi e dei loro famigliari, a cui Bergoglio non ha peraltro rivolto alcun messaggio durante la funzione.
È stato anche osservato come papa Francesco non abbia, invece, partecipato ai funerali, avvenuti pochi mesi prima, di due cardinali - Joachim Meisner, arcivescovo emerito di Colonia, morto il 5 luglio 2017 e Carlo Caffarra arcivescovo emerito di Bologna, morto il 6 settembre 2017 - che erano tra i firmatari dei dubia nel settembre 2016, ovvero la richiesta di chiarimenti in merito ai punti ambigui dell'esortazione apostolica Amoris laetitia dello stesso pontefice; papa Francesco non risponderà mai a tali quesiti e si rifiuterà anche di ricevere i firmatari di questo documento.

#### I diplomatici richiamati in Vaticano e sottratti al processo in uno Stato estero
Altre critiche alla "tolleranza zero" per i pedofili, annunciata da papa Francesco, arrivano nell'estate del 2017 in merito al caso del monsignor Carlo Alberto Capella - senior member diplomatico, ovvero diplomatico di alto livello, della Santa Sede accreditato a Washington - accusato di aver scaricato e diffuso immagini pornografiche di bambini e adolescenti mentre visitava un luogo di culto a Windsor, in Canada, nel periodo tra il 24 e il 27 dicembre 2016. Il 21 agosto 2017 viene notificata a monsignor Capella, dal Dipartimento di Stato degli Stati Uniti d'America, per via diplomatica, la possibile violazione delle norme in materia di immagini pedopornografiche e, contestualmente, tale Dipartimento chiede al Vaticano di rimuovere l'immunità diplomatica dell'alto prelato, richiesta respinta tre giorni dopo dalla Santa Sede, che farà invece subito rientrare il diplomatico a Roma. In merito, nel settembre 2017, la polizia canadese - vista la gravità delle prove - emette un mandato di arresto per il monsignore; secondo molte fonti giornalistiche, anche se smentito dalla Santa Sede, il Canada si vede poi negare l'estradizione del prelato da parte del Vaticano, che intende invece svolgere internamente il suo processo. La possibilità di gestire un processo all'interno del Vaticano permette - a differenza di quanto avverrebbe in un tribunale ordinario di uno stato estero - di mantenere una certa riservatezza e un maggiore controllo mediatico, a scapito della trasparenza, oltre che un trattamento potenzialmente più favorevole nei confronti dell'imputato.
Un caso analogo era capitato nel settembre 2013 - sempre durante il pontificato di papa Francesco - per il diplomatico polacco, accreditato nella Repubblica Dominicana, monsignor Józef Wesołowski, accusato dalle autorità dominicane di adescamento e rapporti sessuali con ragazzi adolescenti, oltre alla detenzione di materiale pedopornografico; anche Wesołowski, dopo essersi reso irreperibile alle autorità dominicane, venne subito richiamato in Vaticano e ospitato presso il Collegio dei Penitenzieri - lo stesso palazzo, di fronte a Casa Santa Marta, la residenza di Papa Francesco, che ospiterà poi anche monsignor Carlo Alberto Capella - in attesa di processo, che però non venne celebrato a causa del decesso improvviso del monsignore il 27 agosto 2015, per infarto, secondo la Sala stampa della Santa Sede. Anche nel caso di Wesołowski, nel giugno 2014, la Polonia - così come la Repubblica Dominicana, che, come dichiarato dal procuratore distrettuale Berenice Reynoso, avrebbe voluto svolgere il processo presso i propri tribunali - chiese l'estradizione del prelato, ottenendo però un rifiuto dalla Santa Sede e - mentre il procuratore distrettuale di Varsavia Przemyslaw Nowak commentava che «monsignor Wesołowski è un cittadino del Vaticano e la legge vaticana non ne consente l'estradizione» - il Vaticano, da parte sua, smentiva anche qui di aver effettuato tale richiesta.

#### Le critiche alla Pontificia commissione per la tutela dei minori
Il 22 marzo 2014 venne istituita da papa Francesco la "Pontificia commissione per la tutela dei minori", composta da otto membri iniziali — tra i quali l'irlandese Marie Collins, una vittima di abusi e la francese Catherine Bonnet, studiosa di psicologia e psichiatria infantile — al fine di arginare il dilagante fenomeno della pedofilia clericale. Tale organo fu anche considerato la risposta al duro atto d'accusa nei confronti del Vaticano, da parte della Commissione ONU per i diritti dei minori di Ginevra, il 5 febbraio 2014, in merito agli abusi dei preti pedofili su decine di migliaia di minori; in questo documento si evidenziava come la Chiesa avesse sistematicamente violato la Convenzione sui Diritti dell'infanzia e come "la Santa Sede non abbia riconosciuto l'estensione dei crimini commessi, che non abbia preso le misure necessarie per affrontare i casi di abusi sessuali sui bambini e per proteggerli e che abbia adottato politiche e pratiche che hanno condotto alla continuazione degli abusi ed all'impunità dei responsabili" e, inoltre, come i responsabili degli abusi siano stati spostati di parrocchia in parrocchia "in un tentativo di coprire questi crimini"; infine, la Commissione ONU sottolineava come la denuncia di tali crimini sia stata fortemente ostacolata dalla Chiesa" a causa di un codice del silenzio imposto su tutti i membri del clero sotto la pena della scomunica".
Nel corso degli anni seguenti alla sua istituzione, la "Pontificia commissione per la tutela dei minori" è stata oggetto di una serie di defezioni dei propri membri, seguite da polemiche e critiche sull'effettiva utilità della stessa. Il 6 febbraio 2016 si dimette, infatti, Peter Saunders — attivista inglese nella lotta contro la pedofilia e vittima di abusi da bambino — che critica l'impotenza della Commissione nei confronti del cardinale George Pell, ex arcivescovo di Sydney, che aveva protetto molti sacerdoti pedofili in Australia, il quale non rispondeva alle richieste di comparizione dei tribunali australiani inviando certificati medici da Roma; Saunders chiedeva anche le "immediate dimissioni" del cardinale Pell dagli "importanti incarichi" in Vaticano. George Pell, infatti, era stato accusato nel 2012 di aver insabbiato diversi casi di abusi in Australia e poi nel luglio 2016 di atti di pedofilia commessi da lui stesso ancora in Australia, per i quali verrà incriminato nel giugno 2017; il cardinale, da sempre difeso da papa Francesco, fu quindi spostato in Vaticano nel 2014 per coprire il prestigioso incarico di prefetto degli Affari economici del Vaticano, oltre ad essere inserito nel Consiglio dei cardinali istituito da papa Bergoglio nel 2013, il cosiddetto C9, costituito da nove cardinali con funzione consultiva del pontefice.
Il 1° marzo 2017 si dimette anche Marie Collins — irlandese, molestata quando era tredicenne da un cappellano in ospedale — che denuncia come il lavoro della "Pontificia commissione per la tutela dei minori" venga vanificato o respinto dagli stessi Dicasteri della Curia romana, come ad esempio per la semplice proposta di dover rispondere alle lettere inviate al Vaticano dalle vittime di abusi oppure per la richiesta di istituire un tribunale per giudicare i vescovi negligenti nel perseguire questi crimini.
Il 23 febbraio 2018 è la psichiatra infantile francese Catherine Bonnet — specialista nella cura di minorenni vittime di violenze sessuali — che lascia la "Pontificia commissione per la tutela dei minori", denunciando come la stessa non sia riuscita a perseguire gli intenti dichiarati e rilevando anche come il mancato obbligo di denuncia nei confronti dei sacerdoti pedofili e il segreto pontificio sui religiosi indagati di abusi siano ostacoli insormontabili, per rimuovere i quali fu fatta una specifica richiesta a papa Francesco che non diede però alcuna risposta. La Bonnet lamentava, inoltre, che le vittime non hanno accesso agli elementi della procedura, che "quando inviano lettere, noi non rispondiamo" e, infine, il fatto che il Papa "non è mai venuto alle nostre riunioni interne".

### Controversie teologiche

#### Critiche all'enciclicaLaudato si'
L'enciclica Laudato si' ha destato critiche sul piano teologico per una presunta ripresa delle teorie evoluzionistiche di Pierre Teilhard de Chardin e per un presunto tentativo di svincolare totalmente il nesso fra Natura e Scrittura (La Rivelazione della Parola) e conseguentemente riduzione del Male alla volontà di potenza dell'uomo, facendogli perdere così il suo significato metafisico, essenziale nella prospettiva metafisico-religiosa del cristianesimo.

#### Critiche all'esortazione apostolicaAmoris laetitia
Sul piano teologico, le principali controversie su papa Francesco sono scoppiate con la pubblicazione dell'esortazione apostolica Amoris laetitia. Quattro cardinali (Raymond Burke, Carlo Caffarra, Walter Brandmüller, Joachim Meisner) hanno formalmente chiesto a papa Francesco delle chiarificazioni, in particolare sulla concessione della comunione ai divorziati risposati civilmente o conviventi. I cardinali hanno sottoposto cinque dubia (dubbi) con risposta sì/no. Francesco si è rifiutato di rispondere, mossa che il cardinale britannico Vincent Nichols ha indicato come "assolutamente legittima" in quanto "entrare in quel campo sarebbe oggi come un passo indietro rispetto alle cose che vuole aiutarci a comprendere, in quello che dobbiamo rispondere alla gente nel percorso verso Dio che non è semplicemente un applicare una legge." Forti divergenze d'interpretazione si sono presentate tra i vescovi. Alcuni vescovi hanno delineato delle linee guida per le loro diocesi insistendo affinché i divorziati risposati rimangano comunque esclusi dall'assoluzione sacramentale e dall'Eucaristia, mentre altri vescovi hanno aperto la via all'accesso per tutti a questi sacramenti, eventualmente dopo un percorso penitenziale. Il cardinale Gerhard Müller, prefetto della Congregazione per la Dottrina della Fede, ha dichiarato che l'Amoris Laetitia debba essere interpretata in linea con la dottrina. Pertanto, secondo il cardinale Müller, i divorziati risposati possono avere accesso ai sacramenti di Riconciliazione e Comunione solo se si astengono dai rapporti sessuali. Papa Francesco, in seguito, ha annunciato che i prefetti dei dicasteri sarebbero stati nominati per un termine di cinque anni e rimpiazzò il cardinale Müller alla fine del suo mandato nel 2017 con Luis Francisco Ladaria Ferrer. Il cardinale Carlo Caffarra, uno degli autori dei dubia, ha commentato l'Amoris laetitia dicendo che "solo un cieco può negare che vi è una grande confusione, incertezza ed insicurezza nella Chiesa."
Nel febbraio del 2017, in Roma sono apparsi dei manifesti raffiguranti un papa Francesco triste e con un commento contro le azioni intraprese nei confronti dei cattolici conservatori in Vaticano e mettendo in dubbio il suo atteggiamento di misericordia. Secondo la vaticanista Inés San Martín questa è "la prima volta nella memoria di Roma che la città ha visto dei manifesti di tale portata che criticano le politiche intraprese da un papa". Una settimana dopo, viene fatta circolare una finta edizione dell'Osservatore Romano in cui si annuncia trionfalmente la risposta del Papa ai dubia (mai avvenuta). Per tutta risposta, il Consiglio dei cardinali nominato da papa Francesco ha dichiarato il suo "pieno supporto" al pontefice. Nel marzo del 2017, il cardinale Donald Wuerl, interrogato sulle critiche al pontefice, concluse: "Penso che siano solo persone incapaci di vedere oltre il loro naso. Questa visione delle cose si può comprendere solo attraverso un tipo di lente. Ma sia questo pontificato che l'Amoris Laetitia sono multiformi, e si possono comprendere solo attraverso queste lenti, altrimenti non si sarà mai in grado di apprezzarli."
Nell'agosto del 2017 un gruppo conservatore di rappresentanti del clero, accademici e uomini laici di fama, tra i quali l'intellettuale tedesco Martin Mosebach, l'ex Presidente dello IOR, Ettore Gotti Tedeschi, e il vescovo Bernard Fellay, superiore della Fraternità sacerdotale San Pio X, ha siglato e inviato a papa Francesco un documento intitolato Correctio filialis ("Correzione filiale") su quanto scritto da quest'ultimo nell'esortazione apostolica. Il documento, di venticinque pagine, è stato reso pubblico dal settembre dello stesso anno, in quanto gli estensori non avevano ancora ricevuto, a quella data, una replica formale da parte della Santa Sede. Questa correzione filiale è un'iniziativa storicamente molto rara: è stata la prima "correzione" a essere mossa a un pontefice regnante dall'epoca della pubblica ammonizione di papa Giovanni XXII nel 1333.

#### Critiche almotu proprioTraditionis custodes
Nel luglio del 2021, papa Francesco ha emesso il motu proprio Traditionis custodes, nel quale ha ribaltato le decisioni prese dal suo immediato predecessore Benedetto XVI che col suo Summorum Pontificum aveva liberalizzato la Messa tradizionale in latino, imponendo nuove restrizioni. Secondo il motu proprio il papa ha concesso ai vescovi il potere di concedere o sopprimere l'uso della messa in latino nelle loro diocesi, richiedendo ai sacerdoti che intendono celebrarla, il permesso al proprio ordinario diocesano, oltre ad altri cambiamenti. Il motu proprio Traditionis Custodes, ha avuto effetto immediato dal 16 luglio, data della pubblicazione, ed è stato criticato da diversi prelati e cardinali come Raymond Leo Burke, Gerhard Ludwig Müller e Joseph Zen Ze-kiun, nonché da quei fedeli affezionati alla messa in latino e alla forma straordinaria del rito romano, ritenendo che tali restrizioni siano da ritenersi eccessive ed immotivate."

#### Junípero Serra proclamato santo
La canonizzazione del missionario spagnolo Junípero Serra, avvenuta nel settembre 2015, ha sollevato molte critiche a livello internazionale, e particolarmente da parte di alcune comunità di nativi americani.
Accusato da alcuni del genocidio culturale ed etnico della popolazione nativa della California, costretta anche alla conversione forzata e alla schiavitù, Junípero Serra è ancora oggi una figura controversa, tanto che la sua tomba è stata vandalizzata pochi giorni dopo la canonizzazione.

#### Cavalierato a un'attivista dei diritti sull'aborto
Nel 2017 la politica olandese Lilianne Ploumen venne nominata dama di commenda dell'Ordine di San Gregorio Magno. Ploumen, coinvolta nella legislazione a supporto dei diritti di aborto per le donne, credeva che tale onore le fosse stato concesso in occasione della sua visita di stato nel giugno del 2017 come Ministro del Commercio Estero e dello Sviluppo per la Cooperazione. Paloma Garcia-Ovejero, vice-direttore dell'Ufficio Stampa della Santa sede ha dichiarato che "l'onorificenza di San Gregorio Magno che il Santo Padre ha concesso come parte della prassi dello scambio diplomatico di decorazioni tra delegazioni ufficiali in visita tra uno stato ed il governo della Città del Vaticano […] non può essere considerata in alcun modo un appoggio alle politiche pro-aborto e sulla nascita appoggiate dalla signora Ploumen".

#### Documento sulla fraternità umana
Il Documento sulla Fraternità Umana per la Pace nel Mondo ed il Vivere Insieme è un documento siglato da papa Francesco e dallo sceicco Ahmad al-Tayyib, Grande Imam di al-Azhar, il 4 febbraio 2019 ad Abu Dhabi, negli Emirati Arabi Uniti. Questo documento era stato pensato per dimostrare come fedi differenti possano vivere pacificamente nelle medesime aree del mondo. Le critiche si sono incentrate in particolare su un passaggio del medesimo documento relativo alla volontà di Dio sulle diverse religioni, nel quale si dice che il "pluralismo e la diversità di religioni, colore, sesso, razza e lingua sono volontà di Dio nella Sua saggezza, tramite la quale Egli ha creato gli esseri umani". Il teologo cattolico Chad Pecknold scrisse che questa frase poteva essere "confusa e potenzialmente problematica". Alcuni osservatori cattolici hanno cercato di intendere ad ogni modo la frase come una "volontà permissiva" di Dio, il quale permette anche il male sulla terra. Pecknold ha fatto notare anche come la diversità di religioni possa essere anche "evidenza del nostro naturale desiderio di conoscere Dio". L'8 febbraio 2019 il vescovo Athanasius Schneider, in polemica con questa visione del documento sottoscritto dal pontefice, ha emesso un documento dal titolo "Il dono dell'adozione filiale, la fede cristiana: l'unica valida religione voluta da Dio".

### Critiche a comportamenti e dichiarazioni
Anche sul suo comportamento ordinario e sulle sue dichiarazioni, al di fuori dei documenti ufficiali come encicliche o esortazioni apostoliche, vengono mosse critiche a papa Francesco dallo stesso mondo cattolico.

#### Rapporti con i luterani
Fortemente criticate sono le palesi simpatie manifestate dal papa Francesco nei confronti dei luterani. Nello specifico è stata fortemente criticata l'amministrazione della comunione eucaristica in San Pietro a un gruppo di dieci luterani finlandesi il 15 gennaio 2016; critiche sono venute anche per aver voluto installare in quell'occasione, nel palazzo Nervi in Vaticano, un busto di Martin Lutero e per l'emissione di un francobollo delle Poste Vaticane che celebra il riformatore tedesco.

#### L'immigrazione
Nel corso di molti dei suoi discorsi pubblici, papa Francesco ha fatto appello alla "generosità" da dimostrare verso i rifugiati provenienti dall'Africa. Egli stesso ha dato l'esempio accogliendo una famiglia di rifugiati siriani che ha affidato alla Comunità di Sant'Egidio. Il pontefice diede il proprio appoggio al Patto mondiale sulla migrazione, sostenendo la necessità di "ampliare dei canali migratori regolari", chiedendo di "offrire a migranti e rifugiati maggiori possibilità di ingresso sicuro e legale nei paesi di destinazione".
A questo proposito, nel 2016 papa Francesco dichiarò pubblicamente che gli italiani avrebbero dovuto riconoscere degne di stima tre persone: Giusy Nicolini, sindaco di Lampedusa durante un periodo d'intensi sbarchi di immigrati dall'Africa, Emma Bonino, storica leader radicale, per aver fatto conoscere l'Africa agli italiani, e Giorgio Napolitano, per aver accettato il secondo mandato di Presidente della Repubblica pur in età molto avanzata.
Critiche gli sono però giunte per l'elogio di Emma Bonino, sostenitrice fin dagli anni 1970 della liceità dell'aborto.
Sulla sua presa di posizione sull'immigrazione la Chiesa si è divisa e in particolare il pontefice ha subito le critiche del cardinale Robert Sarah, africano di origini, che ha deplorato "lo sprofondare dell'Occidente" in una "crisi culturale e identitaria".

#### Direzione della redazione argentina dell'Osservatore Romanoa un protestante
Polemiche sono state destate dalla decisione di affidare, nel marzo 2017, al vecchio amico presbiteriano Miguel Figueroa, la responsabilità della redazione argentina dell'Osservatore Romano.

## Immagine pubblica

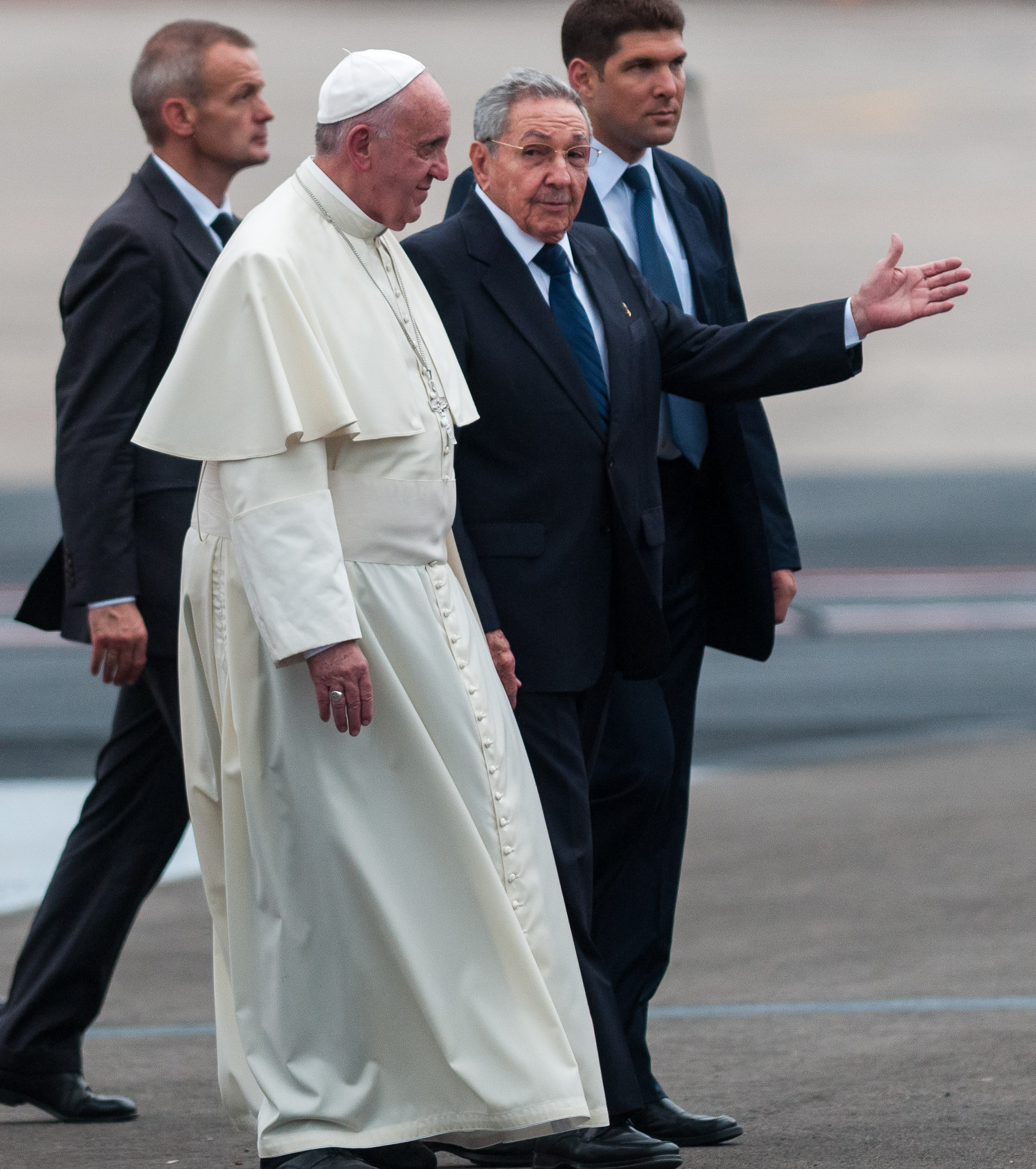
Il presidente cubano Raúl Castro riceve papa Francesco dopo che quest'ultimo è arrivato all'aeroporto internazionale José Martí, L'Avana, Cuba, 19 settembre 2015

I media hanno sovente rappresentato papa Francesco sia come progressista che come liberale, con valori moderati, e come tale la percezione delle sue opere di pontificato è soggetta a visioni tra loro completamente differenti. Il viaggio del pontefice a Cuba nel 2015 è un esempio di questa realtà. Durante questo viaggio, il corrispondente di Reuters evidenziò l'aspetto religioso del soggiorno del papa a Cuba, mentre la Prensa Latina, l'agenzia di media ufficiale di stato, ne evidenziò gli aspetti diplomatici. I media americani e britannici hanno mostrato il papa interagire con la popolazione, mentre gli organi di stato l'hanno perlopiù mostrato interagire con le persone dell'élite di governo.

L'abito indossato usualmente da papa Francesco

Nel dicembre del 2013, sia il Time che The Advocate nominarono il papa quale "Persona dell'anno", come pure Esquire lo nominò "Uomo meglio vestito dell'anno" 2013 per i suoi abiti semplici e le preferenze parsimoniose nel vestire. Il mensile Rolling Stone lo rappresentò nella propria copertina del gennaio del 2014. Il giornale Fortune lo pose al primo posto della propria lista di 50 maggiori leader del mondo. Il 5 novembre 2014, Forbes lo indicò come quarta persona più potente al mondo e unica figura non politica entro i primi 10 posti. Nel dicembre del 2016, Francesco raggiunse nuovamente il quinto posto nella classifica degli uomini più potenti al mondo.
Nel marzo del 2013, venne dedicata una canzone a papa Francesco in portoghese e italiano dal titolo Come puoi. Nel marzo di quello stesso anno, Pablo Buera, sindaco di La Plata, Argentina, annunciò che la città avrebbe rinominato una parte di una strada che conduceva alla cattedrale locale dedicandola al pontefice. Il parlamento argentino propose anche di dedicargli una moneta commemorativa.
Francesco presiedette la prima cerimonia pubblica con gli sposi in una messa nuziale per 20 coppie dell'arcidiocesi di Roma il 14 settembre 2014, alcune settimane prima dell'apertura del sinodo straordinario dei vescovi sulla famiglia. L'ultima volta che ciò era accaduto era stato nel 2000 sotto il pontificato di Giovanni Paolo II.
Il 19 marzo 2016, Francesco divenne il primo papa a creare un account Instagram raggiungendo il milione di followers in meno di dodici ore dall'apertura dell'account stesso. Il 26 novembre 2020 papa Francesco divenne il primo pontefice a scrivere un op-ed per il New York Times, sui temi del coronavirus e della necessità di una solidarietà globale. Il pontefice utilizzò lo stesso op-ed per criticare apertamente quanti stessero protestando contro le restrizioni imposte dal COVID-19.
Nell'agosto del 2021, iniziò a circolare la notizia di possibili dimissioni del papa per questioni di salute, ma all'inizio di settembre fu lo stesso papa a precisare di stare "vivendo una vita normale". Nel giugno del 2022, la salute del papa fu nuovamente argomento di discussione tanto da spingerlo a cancellare i suoi viaggi in Congo ed in Sudan. Il Vaticano precisò che tale decisione fosse dovuta al parere dei medici per non compromettere i trattamenti effettuati al ginocchio. In un'intervista a Reuters nel luglio del 2022, Francesco negò le sue intenzioni di dimettersi, dicendo "non l'ho mai avuto in mente. Per il momento no, per il momento no. Davvero!", ma ha dichiarato di essere intenzionato a farlo se la sua salute non gli permettesse più di dirigere adeguatamente la Chiesa. Dopo essere stato ricoverato per una bronchite a marzo ed essersi operato per laparocele incarcerato a giugno del 2023, negli ultimi mesi dello stesso anno la salute del papa ha fatto tornare a discutere. Più volte, infatti, il pontefice ha rinunciato a leggere discorsi durante alcune udienze pubbliche per via di raffreddori e affaticamenti, o ad affacciarsi dalla finestra del Palazzo Apostolico per la recita domenicale dell'Angelus a causa di una bronchite acuta e infettiva; proprio a motivo di quest'ultima infezione, su richiesta dei medici, non ha partecipato alla Cop28 di Dubai. A dicembre 2023, in un'intervista all'emittente TV messicana N+, ha detto di non pensare alle dimissioni e di aver già fatto preparare il luogo della sua sepoltura nella basilica di Santa Maria Maggiore a Roma, e non nella basilica di San Pietro in Vaticano, data la sua grande devozione alla Madonna, e in particolare alla Vergine Salus populi romani, la cui icona è custodita nella cappella Paolina: sarà proprio quest'ultima cappella ad ospitare la salma del pontefice, precisamente la nicchia sulla sinistra, dedicata a santa Francesca Romana.

## Genealogia episcopale e successione apostolica
La genealogia episcopale è:
- Cardinale Scipione Rebiba
- Cardinale Giulio Antonio Santori
- Cardinale Girolamo Bernerio, O.P.
- Arcivescovo Galeazzo Sanvitale
- Cardinale Ludovico Ludovisi
- Cardinale Luigi Caetani
- Cardinale Ulderico Carpegna
- Cardinale Paluzzo Paluzzi Altieri degli Albertoni
- Papa Benedetto XIII
- Papa Benedetto XIV
- Papa Clemente XIII
- Cardinale Bernardino Giraud
- Cardinale Alessandro Mattei
- Cardinale Pietro Francesco Galleffi
- Cardinale Giacomo Filippo Fransoni
- Cardinale Carlo Sacconi
- Cardinale Edward Henry Howard
- Cardinale Mariano Rampolla del Tindaro
- Cardinale Antonio Vico
- Arcivescovo Filippo Cortesi
- Arcivescovo Zenobio Lorenzo Guilland
- Vescovo Anunciado Serafini
- Cardinale Antonio Quarracino
- Papa Francesco

La successione apostolica è:
- Vescovo Horacio Ernesto Benites Astoul (1999)
- Vescovo Jorge Rubén Lugones, S.I. (1999)
- Arcivescovo Jorge Eduardo Lozano (2000)
- Vescovo Joaquín Mariano Sucunza (2000)
- Vescovo José Antonio Gentico (2001)
- Vescovo Fernando Carlos Maletti (2001)
- Arcivescovo Andrés Stanovnik, O.F.M.Cap. (2001)
- Cardinale Mario Aurelio Poli (2002)
- Vescovo Eduardo Horacio García (2003)
- Vescovo Adolfo Armando Uriona, F.D.P. (2004)
- Vescovo Eduardo Maria Taussig (2004)
- Arcivescovo Raúl Martín (2006)
- Vescovo Hugo Manuel Salaberry Goyeneche, S.I. (2006)
- Vescovo Oscar Vicente Ojea Quintana (2006)
- Vescovo Hugo Nicolás Barbaro (2008)
- Vescovo Enrique Eguía Seguí (2008)
- Vescovo Ariel Edgardo Torrado Mosconi (2008)
- Vescovo Luis Alberto Fernández (2009)
- Cardinale Vicente Bokalic Iglic, C.M. (2010)
- Arcivescovo Alfredo Horacio Zecca (2011)
- Arcivescovo Jean-Marie Speich (2013)
- Arcivescovo Giampiero Gloder (2013)
- Cardinale Fernando Vérgez Alzaga, L.C. (2013)
- Arcivescovo Fabio Fabene (2014)
- Cardinale Angelo De Donatis (2015)
- Cardinale Miguel Ángel Ayuso Guixot, M.C.C.I. (2016)
- Arcivescovo Peter Bryan Wells (2016)
- Arcivescovo Waldemar Stanisław Sommertag (2018)
- Arcivescovo Alfred Xuereb (2018)
- Arcivescovo José Avelino Bettencourt (2018)
- Vescovo Alberto Ricardo Lorenzelli Rossi, S.D.B. (2019)
- Cardinale Michael Czerny, S.I. (2019)
- Arcivescovo Paolo Borgia (2019)
- Arcivescovo Antoine Camilleri (2019)
- Arcivescovo Paolo Rudelli (2019)
- Arcivescovo Andrés Gabriel Ferrada Moreira (2021)
- Vescovo Guido Marini (2021)

## Ascendenza
|                           |                          |                       | Genitori             |  |  | Nonni |  |  | Bisnonni            |  |  | Trisnonni          |  |
|                           |                          |                       |                      |  |  |       |  |  | Francesco Bergoglio |  |  | Giuseppe Bergoglio |  |
|                           |                          |                       |                      |  |  |       |  |  | Francesco Bergoglio |  |  | Giuseppe Bergoglio |  |
|                           |                          | Maria Giacchino       |                      |  |  |       |  |  | Francesco Bergoglio |  |  |                    |  |
| Giovanni Angelo Bergoglio |                          |                       |                      |  |  |       |  |  | Francesco Bergoglio |  |  |                    |  |
|                           |                          | Maria Bugnano         | …                    |  |  |       |  |  |                     |  |  |                    |  |
|                           |                          | Maria Bugnano         | …                    |  |  |       |  |  |                     |  |  |                    |  |
|                           |                          | Maria Bugnano         | …                    |  |  |       |  |  |                     |  |  |                    |  |
| Mario Giuseppe Bergoglio  |                          | Maria Bugnano         |                      |  |  |       |  |  |                     |  |  |                    |  |
|                           |                          | Pietro Vassallo       | Cesare Vassallo      |  |  |       |  |  |                     |  |  |                    |  |
|                           |                          | Pietro Vassallo       | Cesare Vassallo      |  |  |       |  |  |                     |  |  |                    |  |
|                           |                          | Pietro Vassallo       | Maria Sugliano       |  |  |       |  |  |                     |  |  |                    |  |
| Rosa Margherita Vassallo  |                          | Pietro Vassallo       |                      |  |  |       |  |  |                     |  |  |                    |  |
|                           |                          | Angela Crema          | …                    |  |  |       |  |  |                     |  |  |                    |  |
|                           |                          | Angela Crema          | …                    |  |  |       |  |  |                     |  |  |                    |  |
|                           |                          | Angela Crema          | …                    |  |  |       |  |  |                     |  |  |                    |  |
| Jorge Mario Bergoglio     |                          | Angela Crema          |                      |  |  |       |  |  |                     |  |  |                    |  |
|                           | Vincenzo Girolamo Sivori | Antonio Sivori        |                      |  |  |       |  |  |                     |  |  |                    |  |
|                           | Vincenzo Girolamo Sivori | Antonio Sivori        |                      |  |  |       |  |  |                     |  |  |                    |  |
|                           | Vincenzo Girolamo Sivori | Caterina Daneri       |                      |  |  |       |  |  |                     |  |  |                    |  |
| Francesco Sivori          | Vincenzo Girolamo Sivori |                       |                      |  |  |       |  |  |                     |  |  |                    |  |
|                           |                          | Caterina Sturla       | Giuseppe Sturla      |  |  |       |  |  |                     |  |  |                    |  |
|                           |                          | Caterina Sturla       | Giuseppe Sturla      |  |  |       |  |  |                     |  |  |                    |  |
|                           |                          | Caterina Sturla       | Maddalena Pinasco    |  |  |       |  |  |                     |  |  |                    |  |
| Regina Maria Sivori       |                          | Caterina Sturla       |                      |  |  |       |  |  |                     |  |  |                    |  |
|                           |                          | Pietro Giovanni Gogna | Giacomo Gogna        |  |  |       |  |  |                     |  |  |                    |  |
|                           |                          | Pietro Giovanni Gogna | Giacomo Gogna        |  |  |       |  |  |                     |  |  |                    |  |
|                           |                          | Pietro Giovanni Gogna | Maria Cattarina Bava |  |  |       |  |  |                     |  |  |                    |  |
| Maria Gogna               |                          | Pietro Giovanni Gogna |                      |  |  |       |  |  |                     |  |  |                    |  |
|                           |                          | Regina Demergazzo     | Giovanni Demergazzo  |  |  |       |  |  |                     |  |  |                    |  |
|                           |                          | Regina Demergazzo     | Giovanni Demergazzo  |  |  |       |  |  |                     |  |  |                    |  |
|                           |                          | Regina Demergazzo     | …                    |  |  |       |  |  |                     |  |  |                    |  |
|                           |                          | Regina Demergazzo     |                      |  |  |       |  |  |                     |  |  |                    |  |

## Pubblicazioni
- (ES) Meditaciones para religiosos, 1982.
- (ES) Reflexiones sobre la vida apostólica, 1986.
- (ES) Reflexiones en esperanza, Buenos Aires, Ediciones Universidad del Salvador, 1992,  p. 351.
- (ES) Diálogos entre Juan Pablo II y Fidel Castro, Buenos Aires, Ciudad Argentina, 1998,  p. 144, ISBN 978-987-507-074-5.
- (ES) Hambre y sed de justicia. Desafíos del Evangelio para nuestra patria, Buenos Aires, Editorial Claretiana, 2001,  p. 96, ISBN 978-950-512-427-5.
- (ES) Educar exigencia y pasión. Desafíos para educadores cristianos, Buenos Aires, Editorial Claretiana, 2003,  p. 192, ISBN 978-950-512-457-2.
- (ES) Ponerse la patria al hombro, Buenos Aires, Editorial Claretiana, 2004,  p. 144, ISBN 978-950-512-558-6.
- (ES) Corrupción y pecado. Algunas reflexiones en torno al tema de la corrupción, Buenos Aires, Editorial Claretiana, 2005,  p. 48, ISBN 978-950-512-572-2.
- (ES) La nación por construir. Utopía, pensamiento y compromiso, Buenos Aires, Editorial Claretiana, 2005,  p. 80, ISBN 978-950-512-546-3.
- (ES) Sobre la acusación de sí mismo, Buenos Aires, Editorial Claretiana, 2006,  p. 48, ISBN 978-950-512-549-4.
- (ES) El verdadero poder es el servicio, Buenos Aires, Editorial Claretiana, 2007,  p. 368, ISBN 978-950-512-628-6.
- (ES) Las deudas sociales de nuestro tiempo, Buenos Aires, Ciudad Argentina, 2009,  p. 16, ISBN 978-987-507-346-3.
- (ES) Educar, elegir la vida. Propuestas para tiempos difíciles, Buenos Aires, Editorial Claretiana, 2010,  p. 176, ISBN 978-950-512-541-8.
- (ES) Reflexiones sobre solidaridad y desarrollo, Buenos Aires, Ciudad Argentina, 2010,  p. 18, ISBN 978-987-507-352-4.
- (ES) con Abraham Skorka, Sobre el cielo y la tierra, Buenos Aires, Editorial Sudamericana, 2010,  p.  228., ISBN 978-950-07-3293-2. (tr. it.:  Il cielo e la terra, Milano, Mondadori, 2013,  p.  224., ISBN 978-88-04-63215-3.)
- (ES) Mente abierta, corazón creyente, Buenos Aires, Editorial Claretiana, 2012,  p. 240, ISBN 978-950-512-778-8.
- (ES) Rehabilitación de la política y compromiso cristiano,  p. 48, ISBN 978-987-24178-0-2.

### Pubblicazioni in italiano
- Vi chiedo di pregare per me. Inizio del ministero petrino di papa Francesco, Città del Vaticano, Libreria editrice vaticana, 2013. ISBN 978-88-209-9056-5.
- Non lasciatevi rubare la speranza, Città del Vaticano, Libreria editrice vaticana, 2013. ISBN 978-88-209-9098-5.
- La gioia di evangelizzare. [Dal 22 maggio 2013 al 21 luglio 2013], Città del Vaticano, Libreria editrice vaticana, 2013. ISBN 978-88-209-9129-6.
- Omelie del mattino nella cappella della Domus Sanctae Marthae

I, 22 marzo - 6 luglio, Città del Vaticano, Libreria editrice vaticana, 2013. ISBN 978-88-209-9168-5.
II, 2 settembre - 31 gennaio 2014, Città del Vaticano, Libreria editrice vaticana, 2013. ISBN 978-88-209-9267-5.
III, 3 febbraio - 30 giugno 2014, Città del Vaticano, Libreria editrice vaticana, 2013. ISBN 978-88-209-9376-4.
- Percorriamo le vie della pace, Città del Vaticano, Libreria editrice vaticana, 2013. ISBN 978-88-209-9192-0.
- Lettera enciclica Lumen Fidei del sommo pontefice Francesco ai vescovi ai presbiteri e ai diaconi alle persone consacrate e a tutti i fedeli laici sulla fede, Città del Vaticano, Libreria editrice vaticana, 2013.
- Esortazione apostolica Evangelii gaudium del santo padre Francesco ai vescovi, ai presbiteri e ai diaconi, alle persone consacrate e ai fedeli laici sull'annuncio del Vangelo nel mondo attuale, Città del Vaticano, Libreria editrice vaticana, 2013. ISBN 978-88-209-9197-5.
- Varcare la soglia della fede. Lettera del cardinale Jorge Mario Bergoglio all'Arcidiocesi di Buenos Aires per l'Anno della fede, 1º ottobre 2012, Città del Vaticano, Libreria editrice vaticana, 2013. ISBN 978-88-209-9055-8.
- Solo l'amore ci può salvare, Città del Vaticano, Libreria editrice vaticana, 2013. ISBN 978-88-209-9078-7.
- Noi come cittadini, noi come popolo. Verso un bicentenario in giustizia e solidarietà 2010-2016, Milano-Città del Vaticano, Jaca book-Libreria editrice vaticana, 2013. ISBN 978-88-16-30532-8.
- In Lui solo la speranza. Esercizi spirituali ai vescovi spagnoli (15-22 gennaio 2006), Milano-Città del Vaticano, Jaca book-Libreria editrice vaticana, 2013. ISBN 978-88-16-30534-2.
- Servire gli altri. Memoria e cammino di speranza, Milano-Città del Vaticano, Jaca book-Libreria editrice vaticana, 2013. ISBN 978-88-16-30535-9.
- Riflessioni di un pastore. Misericordia, missione, testimonianza, vita, Città del Vaticano, Libreria editrice vaticana, 2013. ISBN 978-88-209-9182-1.
- Papa Francesco e la famiglia, Città del Vaticano, Libreria editrice vaticana, 2013. ISBN 978-88-209-9149-4.
- I messaggi del papa su Twitter, Città del Vaticano, Libreria editrice vaticana, 2013. ISBN 978-88-209-9160-9.
- Fraternità, fondamento e via per la pace. Messaggio del santo padre Francesco per la celebrazione della giornata mondiale della pace. 1º gennaio 2014, Città del Vaticano, Libreria editrice vaticana, 2013. ISBN 978-88-209-9196-8.
- È bello per noi essere qui. Rio de Janeiro, 22-29 luglio 2013 XXVIII Giornata Mondiale della Gioventù, Città del Vaticano, Libreria editrice vaticana, 2013. ISBN 978-88-209-9143-2.
- Alle sorgenti della fede. 24-26 maggio 2014, Città del Vaticano, Libreria editrice vaticana, 2014. ISBN 978-88-209-9342-9.
- Apriamoci alla luce del Signore. [dal 5 marzo 2014 al 29 giugno 2014], Città del Vaticano, Libreria editrice vaticana, 2014. ISBN 978-88-209-9345-0.
- Conversazioni sulla Bibbia. Solidarietà, dignità, preghiera, ragione e fede, con Abraham Skorka e Marcelo Figueroa, Città del Vaticano, Libreria editrice vaticana, 2014. ISBN 978-88-209-9306-1.
- Aprite la mente al vostro cuore, Milano, Rizzoli, 2013. ISBN 978-88-17-06850-5.
- Il cielo e la terra. Il pensiero di papa Francesco sulla famiglia, la fede e la missione della Chiesa nel XXI secolo, con Abraham Skorka, Milano, Mondadori, 2013. ISBN 978-88-04-63215-3.
- Così pensa papa Francesco. Riflessioni e spiritualità, Milano, Francesco Mondadori, 2013. ISBN 978-88-97702-11-5.
- Dacci la grazia della tenerezza. Sullo spirito del Natale, Novara, Interlinea, 2013. ISBN 978-88-8212-917-0.
- Dialogo tra credenti e non credenti, con Eugenio Scalfari, Torino-Roma, Einaudi-La Repubblica, 2013. ISBN 978-88-06-21995-6.
- Dio nella città, Cinisello Balsamo, San Paolo, 2013. ISBN 978-88-215-7922-6.
- Educare

I, Nel cuore dell'uomo. Utopia e impegno, Milano, Bompiani, 2013. ISBN 978-88-452-7445-9.
II, Scegliere la vita. Proposte per tempi difficili, Milano, Bompiani, 2013. ISBN 978-88-452-7447-3.
III, Disciplina e passione. Le sfide di oggi per chi deve educare, Milano, Bompiani, 2013. ISBN 978-88-452-7446-6.
- Guarire dalla corruzione, Bologna, EMI, 2013. ISBN 978-88-307-2137-1.
- La mia porta è sempre aperta. Una conversazione con Antonio Spadaro, Milano, Rizzoli, 2013. ISBN 978-88-17-07237-3.
- Non abbiate paura della tenerezza. Le omelie e le parole del papa che sta cambiando la Chiesa di Roma, Roma, Newton Compton, 2013. ISBN 978-88-541-6173-3.
- Non fatevi rubare la speranza. La preghiera, il peccato, la filosofia e la politica pensati alla luce della speranza, Milano, Mondadori, 2013. ISBN 978-88-04-63348-8.
- Papa Francesco. Il nuovo papa si racconta, conversazione con Sergio Rubin e Francesca Ambrogetti, Milano, Salani, 2013. ISBN 978-88-215-7915-8; 2013. ISBN 978-88-6715-549-1.
- È l'amore che apre gli occhi, Milano, Rizzoli, 2013. ISBN 978-88-17-06873-4.
- Pensieri dal cuore, Cinisello Balsamo, San Paolo, 2013. ISBN 978-88-215-9027-6.
- Perché mi chiamo Francesco, Città del Vaticano-Milano, Libreria Editrice Vaticana-Figlie di San Paolo, 2013. ISBN 978-88-315-4355-2.
- Umiltà, la strada verso Dio, Bologna, EMI, 2013. ISBN 978-88-307-2136-4.
- Il Vangelo del sorriso, Milano, Piemme, 2013. ISBN 978-88-566-3474-7.
- L'amore è contagioso. Il vangelo della giustizia, Milano, Piemme, 2014. ISBN 978-88-566-4109-7.
- La bellezza educherà il mondo, Bologna, EMI, 2014. ISBN 978-88-307-2175-3.
- Camminare con Gesù. Il cuore della vita cristiana, Cinisello Balsamo, San Paolo, 2014.
- Il cardinale Bergoglio al rinnovamento. Scritti e discorsi, Roma, Edizioni Rinnovamento dello Spirito Santo, 2014. ISBN 978-88-7878-233-4.
- Chi sono i gesuiti, Bologna, EMI, 2014. ISBN 978-88-307-2192-0.
- La Chiesa della misericordia, Cinisello Balsamo, San Paolo, 2014. ISBN 978-88-215-9175-4.
- Il nome di Dio è Misericordia, una conversazione con Andrea Tornielli, Milano, Piemme, 2016. ISBN 978-88-566-5314-4.
- Imparare ad imparare (con prefazione di Valeria Fedeli), Venezia, Marcianum Press, 2017. ISBN 978-88-6512-589-2.
- Ti auguro il sorriso. Per tornare alla gioia, Milano, Libreria Pienogiorno, 2020. ISBN 979-12-8022-904-5.

## Film
- Francesco da Buenos Aires - La Rivoluzione dell'uguaglianza, film documentario italiano del 2014, diretto da Miguel Rodriguez Arias e Fulvio Iannucci, che ripercorre la vita di papa Francesco dall'infanzia all'elezione al soglio pontificio.
- Chiamatemi Francesco - Il Papa della gente, film italo-argentino diretto da Daniele Luchetti che racconta la giovinezza di papa Francesco, interpretato da Rodrigo de la Serna da giovane e da Sergio Hernández da anziano.
- Punto di non ritorno - Before the Flood (Before the Flood), regia di Fisher Stevens (2016).
- Papa Francesco - Un uomo di parola, regia di Wim Wenders (2018).
- I due papi (The Two Popes), regia di Fernando Meirelles (2019).
- In viaggio, regia di Gianfranco Rosi (2022).[370]

## Onorificenze

### Onorificenze della Santa Sede
Il papa è ex officio Gran maestro di tutti gli Ordini pontifici, che sono i seguenti:

### Altri riconoscimenti
- È socio onorario del Rotary Club di Buenos Aires.[372]
- Nel 2013 è stato nominato Persona dell'anno dal settimanale statunitense Time.[373] Nel 2016 lo stesso settimanale lo ha inserito nella lista delle 100 persone più influenti, con un articolo di Joe Biden.[374]
- Nel corso della tappa boliviana del suo viaggio apostolico in America Latina dal 5 al 13 luglio 2015, papa Francesco ha ricevuto il 7 luglio dal presidente della Bolivia Evo Morales due onorificenze, poi lasciate il seguente 10 luglio alla Vergine di Copacabana, protettrice delle Ande, nel corso di una visita al santuario mariano di Santa Cruz de la Sierra.[375]
- Il 22 dicembre 2015 è stato pubblicato come assegnatario del Premio Carlo Magno per il 2016.[376] La cerimonia di conferimento del premio si è svolta il 6 maggio 2016 nella Sala Regia del Palazzo Apostolico, alla presenza delle maggiori istituzioni europee.[377]
- Nel 2017 è stato insignito della cintura nera onoraria 10º dan di taekwondo, il più alto grado esistente nella disciplina, dalla World Taekwondo.[378]
- L'11 gennaio 2025 gli è stata conferita dal Presidente degli Stati Uniti d'America Joe Biden la medaglia presidenziale della libertà con lode: si è trattata dell'unica onorificenza con distinzione assegnata da Biden durante il suo mandato.[379]